# داسيا سانديرو
داسيا سانديرو (بالإنجليزية: Dacia Sandero)‏ هي سيارة صغيرة من إنتاج شركة داسيا الرومانية لإنتاج السيارات. تعدّ سيارة صغيرة الحجم بخمسة أبواب يتم إنتاجها في بيتشت في رومانيا منذ عام 2007، لكن نزلت في الأسواق في عام 2008 بسعر لا يتجاوز 9500 يورو.
داسيا سانديرو Dacia Sandero هي سيارة صغيرة (صغيرة الحجم) تم إنتاجها وهندستها بشكل مشترك من قبل الشركة المصنعة الفرنسية رينو وفرعها الروماني داسيا منذ خريف 2007، حالياً في جيلها الثالث. كما تم تسويقها باسم رينو سانديرو في أسواق معينة، مثل روسيا والمكسيك وأمريكا الوسطى والجنوبية وإيران ومصر وأفريقيا جنوب الصحراء. سانديرو هو النموذج الثاني للعلامة التجارية داسيا الذي يعتمد على منصة لوجان.

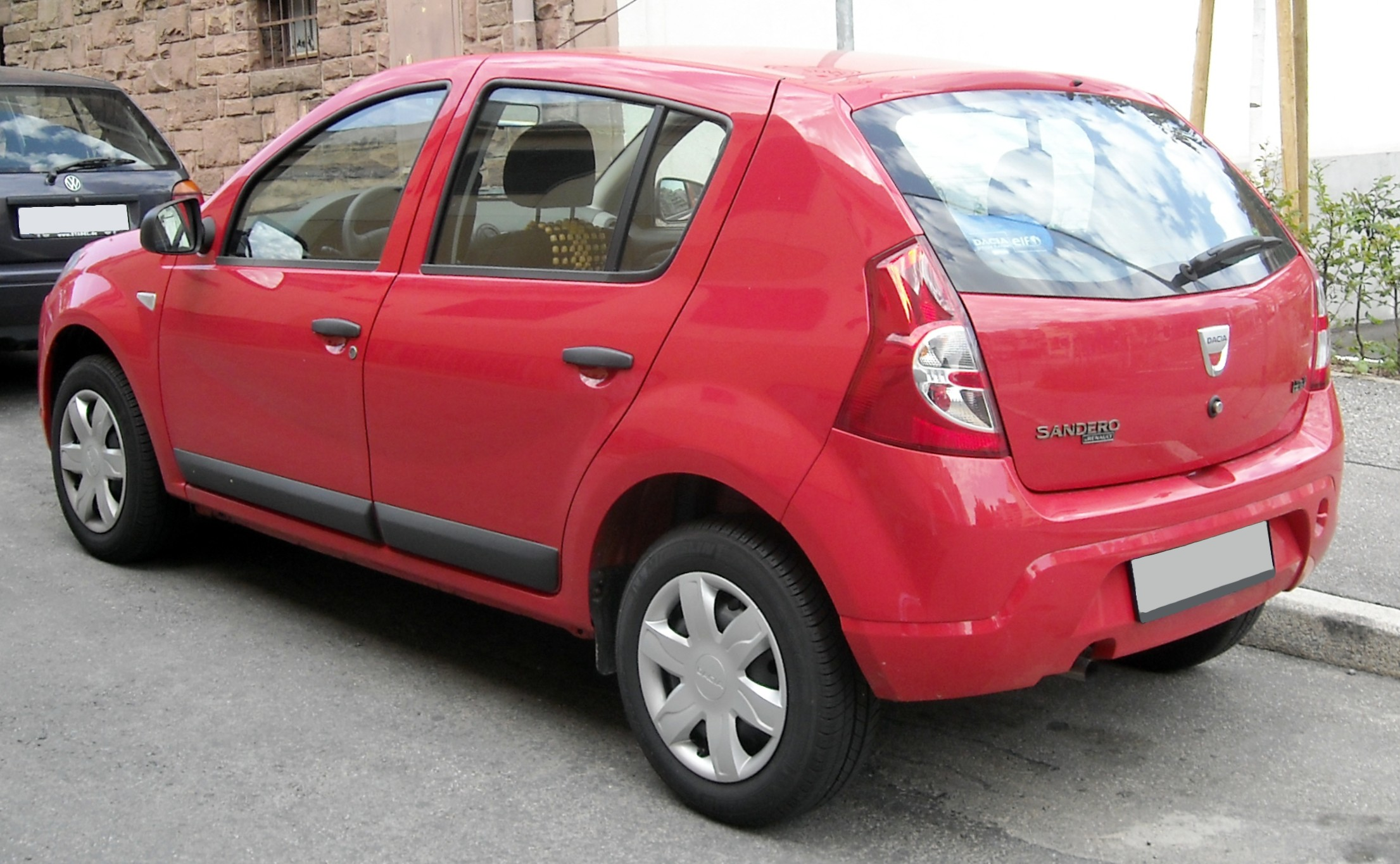
المنظر الخلفي (قبل شد الوجه)

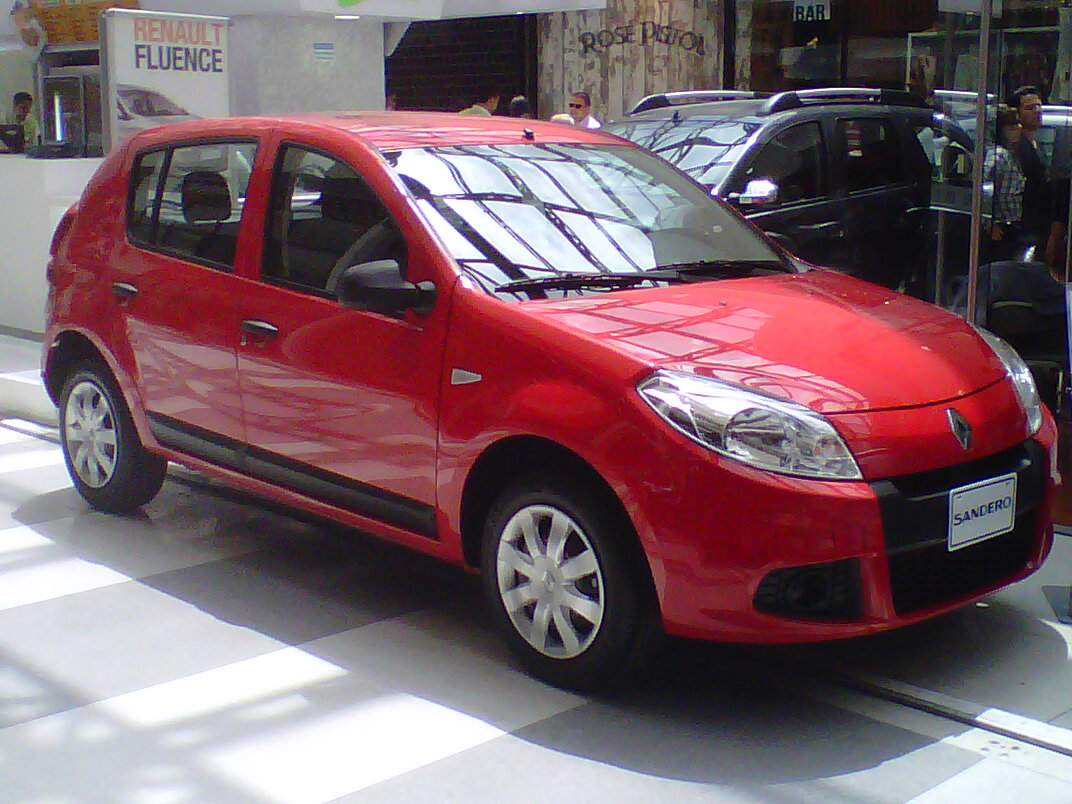
رينو سانديرو (بعد شد الوجه، كولومبيا)

## الجيل الأول (بي أس2007)
الجيل الأول بي أس (BS) مع قاعدة عجلات أقصر قليلاً من سيارة السيدان التي اشتقت منها، تم تطوير سانديرو في مركز رينو للتكنولوجيا بالقرب من باريس فرنسا، بالاشتراك مع المراكز الهندسية الإقليمية الموجودة في البرازيل ورومانيا. تم الكشف عنها لأول مرة في معرض فرانكفورت للسيارات 2007، وظهرت لأول مرة في السوق الرسمي في البرازيل، كنموذج رينو، في ديسمبر 2007، كونها أول طراز رينو يظهر لأول مرة خارج أوروبا.
تم إطلاقها لاحقاً في أوروبا كنموذج داسيا في معرض جنيف للسيارات في مارس 2008. بدأت رينو تصنيع سانديرو في جنوب إفريقيا في فبراير 2009، وفي ديسمبر 2009 في روسيا. يتم تصنيع نسخة رينو أيضاً في كولومبيا لسوقها المحلي وللتصدير إلى دول أخرى بما في ذلك تشيلي.

### شد الواجهة
في مايو 2011، أَطلقت رينو في البرازيل نسخة محسنة من سانديرو، والتي تتمتع بوجه جديد وتصميم داخلي منقح.
في كولومبيا، تم الكشف عن الإصدارات المحسنة من رينو سانديرو ورينو ستيبواي في بداية عام 2012 مع بعض الاختلافات عن الإصدارات الأخرى الُمباعة، مثل موقع أقفال الأبواب والوسادة الهوائية للراكب.

### الأمان
على جبهة السلامة السلبية، تم تصميم سانديرو لتلبية متطلبات اللوائح الأوروبية. اعتماداً على مستوى المعدات، تأتي داسيا سانديرو مع ما يصل إلى أربع وسائد هوائية. فيما يتعلق بالسلامة النشطة، تتميز داسيا سانديرو بأحدث جيل من (8.1 ABS بوش) الذي يشتمل على EBD وEBA (مساعد فرامل الطوارئ).
صنف يورو NCAP أن داسيا سانديرو مزودة بالمستوى الأساسي لمعدات السلامة، كما اختبرت السيارة المجهزة بـ «حزمة الأمان»، وهي قياسية في بعض المتغيرات، واختيارية في البعض الآخر. اختبار التصادم للمستوى الأساسي داسيا سانديرو مجهز بمحددات حمل حزام المقعد الأمامي ووسادة هوائية أمامية للسائق ووسادة هوائية أمامية للراكب الأمامي، وسجل 3 نجوم للبالغين و4 نجوم لركاب الأطفال ونجمة واحدة للمشاة.
- الراكب البالغ: 3 من 5 نجوم - الدرجة 25
- الراكب الأطفال: 4 من 5 نجوم - الدرجة 38
- المشاة: 1 من 4 نجوم 6 النتيجة 6

حصل اختبار يورو NCAP لنموذج "حزمة الأمان'' المجهز بوسائد هوائية جانبية للجسم والرأس وشدادات أحزمة الأمان الأمامية على 31 درجة للبالغين، و38 للأطفال المقيمين و6 للمشاة، وتم تصنيف هذه النتائج على أنها 4 من 5 نجوم للبالغين والأطفال الشاغلين.
- الراكب البالغ: 4 من 5 نجوم - الدرجة 31
- الراكب الأطفال: 4 من 5 نجوم - الدرجة 38
- المشاة: 1 من 4 نجوم - النتيجة 6

### المحركات
| الإسم     | الكود         | السعة   | الطاقة-القوة           | 0-100 كم / ساعة (0-62 ميل / ساعة) | السرعة القصوى                  | الاستهلاك المشترك                    |
| --------- | ------------- | ------- | ---------------------- | --------------------------------- | ------------------------------ | ------------------------------------ |
| 1.0 - 16v | D4D Hi-Flex   | 999cc   | 77 حصان (57 كيلو واط)  | 14.1 ثانية                        | 161 كم / ساعة (100 ميل / ساعة) | غاز الإيثانول                        |
| 1.2 - 16v | D4F 732       | 1.149cc | 75 حصان (56 كيلو واط)  | 13.6 ثانية                        | 161 كم / ساعة (100 ميل / ساعة) | 6.9 لتر/ 100 كم (48 ميلا في الغالون) |
| 1.4 - 8v  | K7J 710       | 1.390cc | 75 حصان (56 كيلو واط)  | 13.0 ثانية                        | 161 كم / ساعة (100 ميل / ساعة) | 6.9 لتر/ 100 كم (41 ميلا في الغالون) |
| 1.4 - 8v  | K7J LPG       | 1.390cc | 72 حصان (54 كيلو واط)  | 13.0 ثانية                        | 161 كم / ساعة (100 ميل / ساعة) | 9.2 لتر/ 100 كم (31 ميلا في الغالون) |
| 1.6 - 8v  | K7M 800       | 1.598cc | 85 حصان (63 كيلو واط)  | 12.9 ثانية                        | 169 كم / ساعة (105 ميل / ساعة) | 6.7 لتر/ 100 كم (42 ميلا في الغالون) |
| 1.6 - 8v  | K7M Hi-Torque | 1.598cc | 95 حصان (71 كيلو واط)  | 11.7 ثانية                        | 174 كم / ساعة (108 ميل / ساعة) | غاز الإيثانول                        |
| 1.6 - 16v | K4M 696       | 1.598cc | 105 حصان (78 كيلو واط) | 11.3 ثانية                        | 181 كم / ساعة (112 ميل / ساعة) | 6.8 لتر/ 100 كم (42 ميلا في الغالون) |
| 1.6 - 16v | K4M Hi-Flex   | 1.598cc | 112 حصان (82 كيلو واط) | 10.8 ثانية                        | 195 كم / ساعة (121 ميل / ساعة) | 9.3 لتر/ 100 كم (30 ميلا في الغالون) |
| 1.5 - dCi | K9K 892       | 1.461cc | 75 حصان (56 كيلو واط)  | 15.0 ثانية                        | 157 كم / ساعة (098 ميل / ساعة) | 4.5 لتر/ 100 كم (63 ميلا في الغالون) |
| 1.5 - dCi | K9K 892       | 1.461cc | 90 حصان (67 كيلو واط)  | 13.0 ثانية                        | 167 كم / ساعة (104 ميل / ساعة) | 4.6 لتر/ 100 كم (61 ميلا في الغالون) |

## سانديرو ستيبواي
أطلقت رينو دو برازيل (وهي الشركة البرازيلية الفرعية لشركة رينو الفرنسية لصناعة السيارات) في أكتوبر 2008 سيارة كروس أوفر ستيبواي التي تتخذ من سانديرو مقراً لها، بعد عشرة أشهر من إطلاق علامة سانديرو التجارية هناك. يحتوي «البرازيلي ستيبواي» على محرك 1.6 لتر 112 حصاناً (84 كيلو واط، 114 حصاناً) 16 صماماً، ومحرك هاي فليكس مع قدرات الإيثانول الحيوي، ويتم تسويقه في البرازيل وكولومبيا والأرجنتين والمكسيك.

النسخة الأوروبية، التي تم كشف النقاب عنها في 7 مايو 2009 في معرض برشلونة الدولي للسيارات تحت العلامة التجارية داسيا، متاحة في معظم الأسواق الأوروبية اعتباراً من سبتمبر 2009. يأتي داسيا سانديرو ستيبواي بمحرك 1.6 لتر و90 حصاناً (67 كيلو واط) محرك بنزين أو dci 1.5 لتر 70 حصان (52 كيلو واط) محرك ديزل.

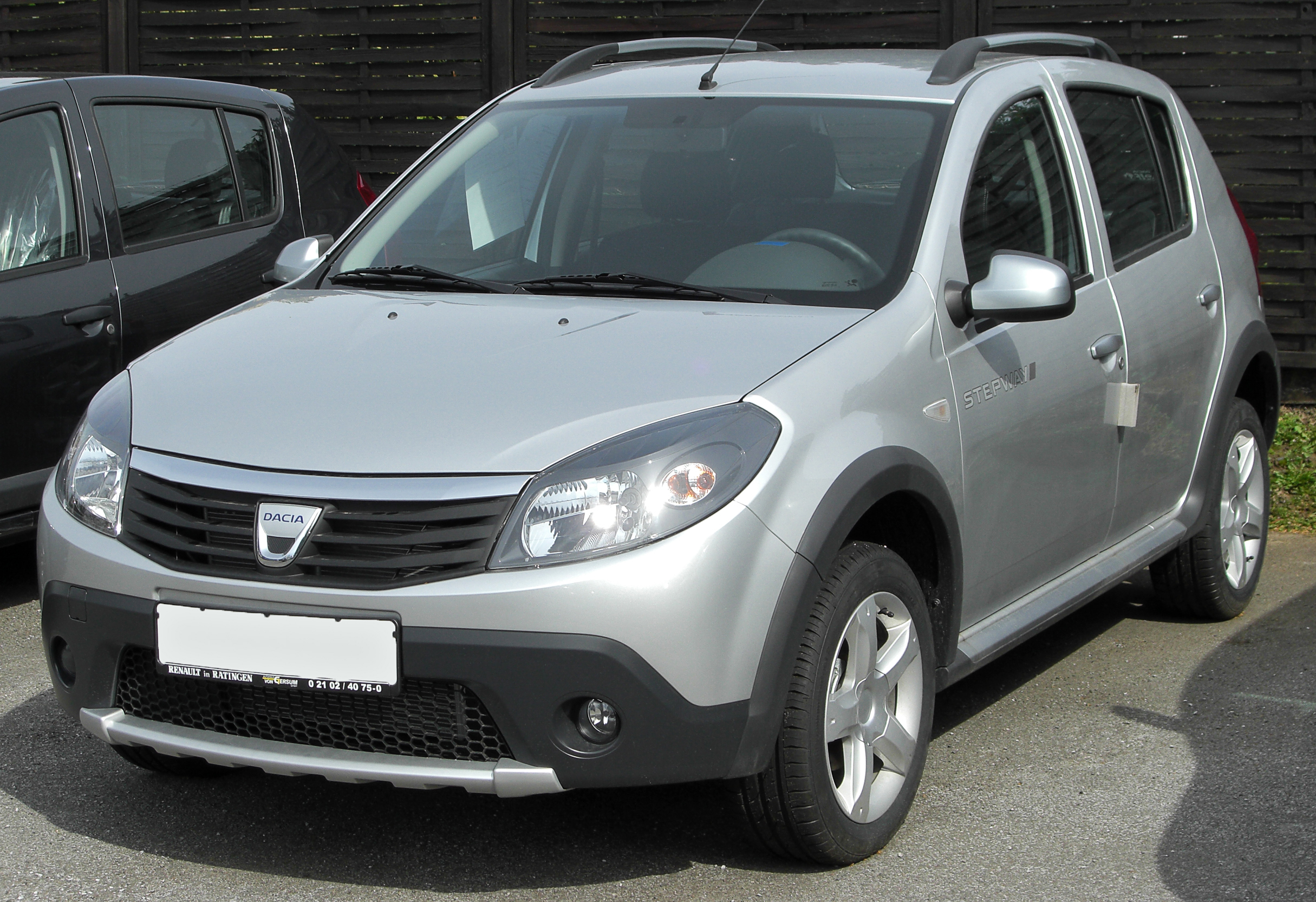
داسيا سانديرو ستيبواي 2010

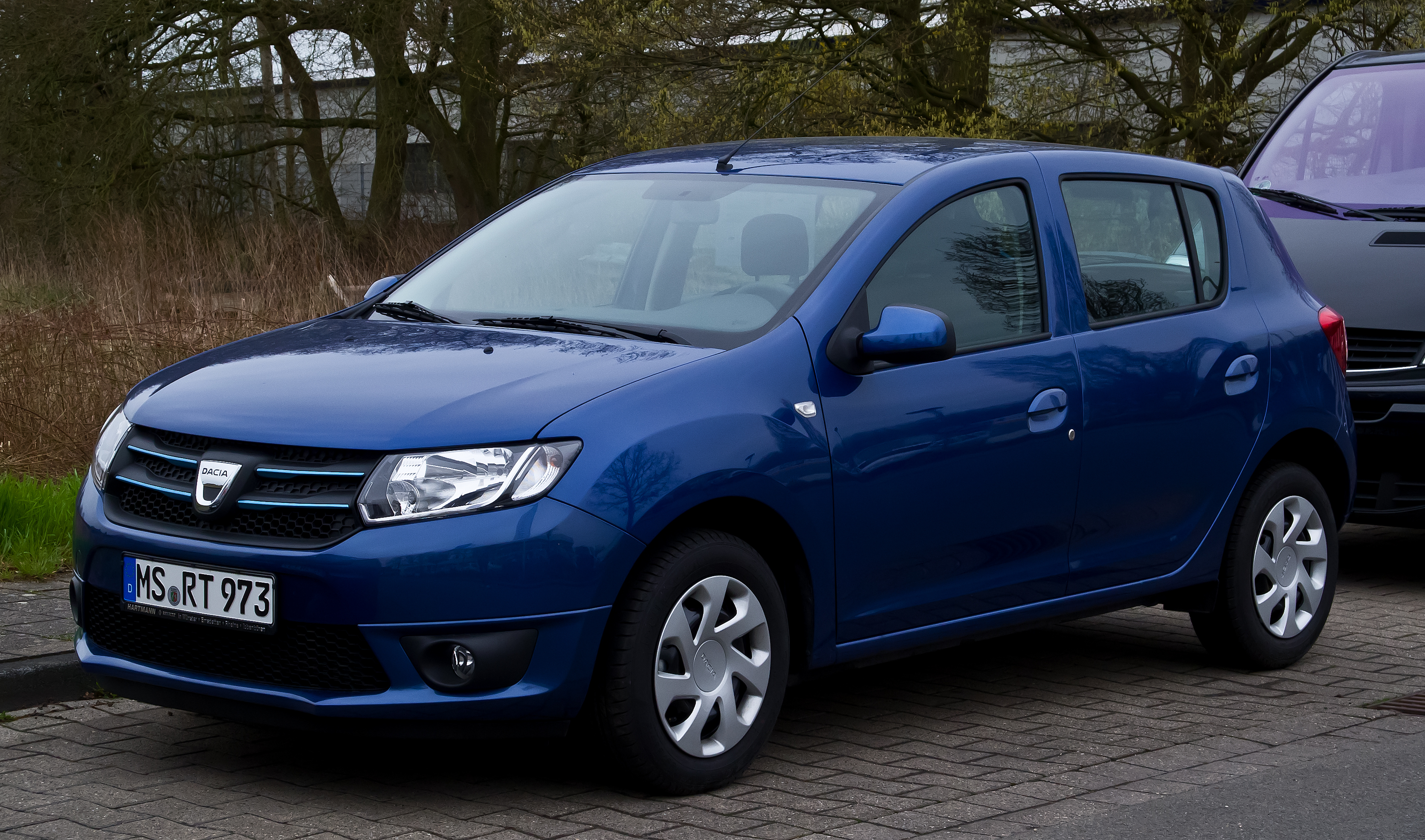
داسيا سانديرو TCe 2013 (الواجهة الأمامية)

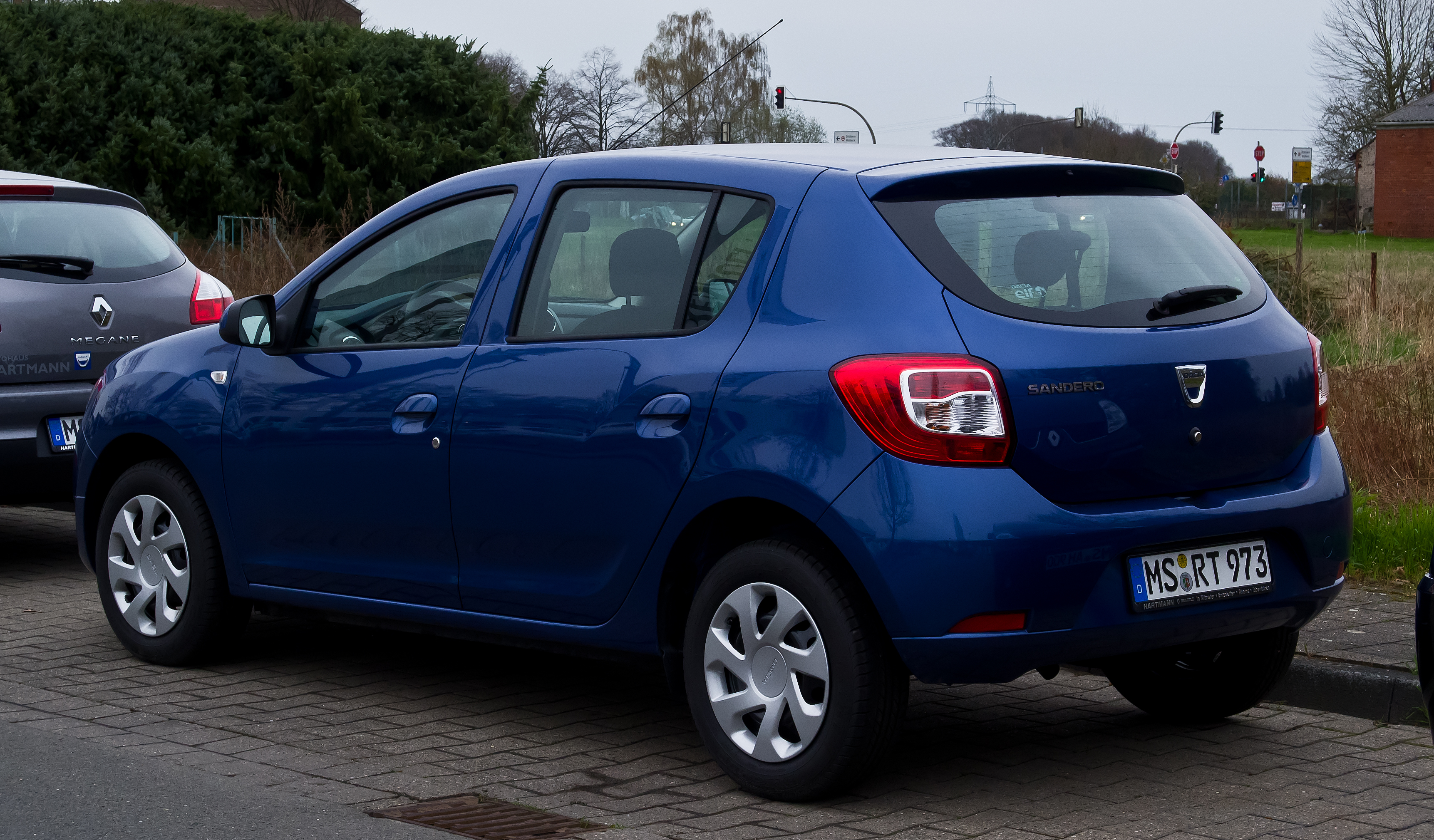
داسيا سانديرو TCe 2013 (الواجهة الخلفية)

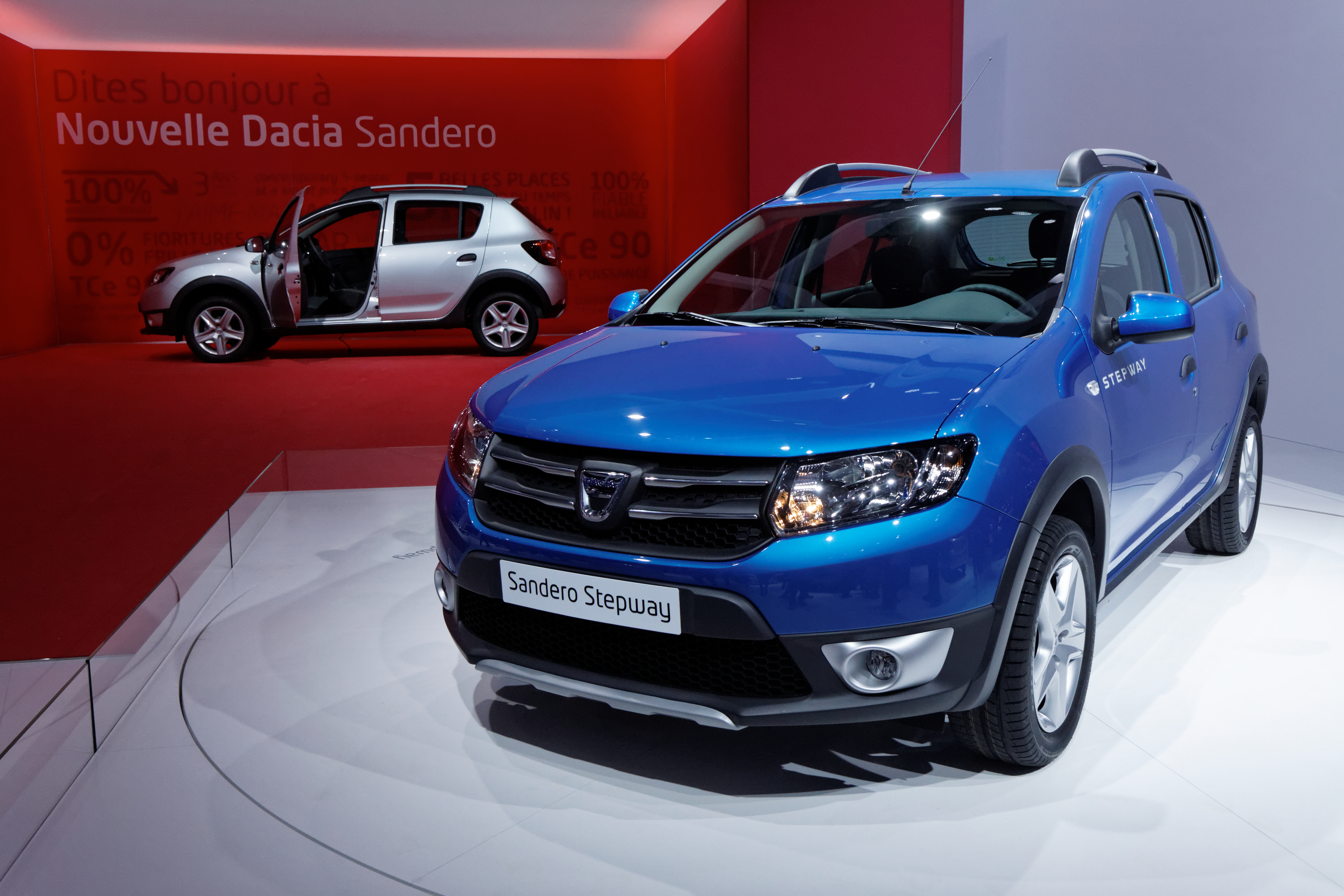
داسيا سانديرو ستيبواي 2012
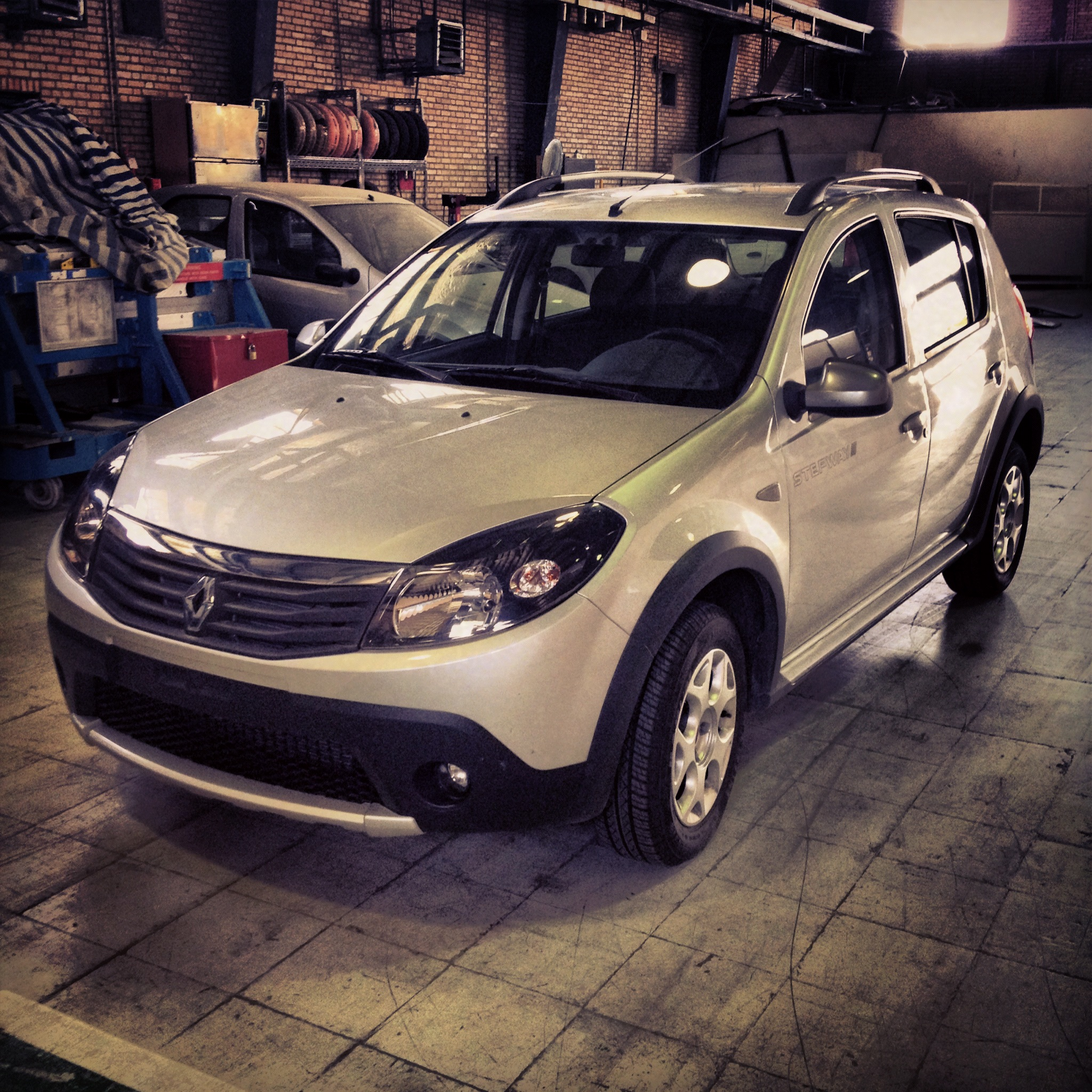
داسيا سانديرو ستيبواي 2010
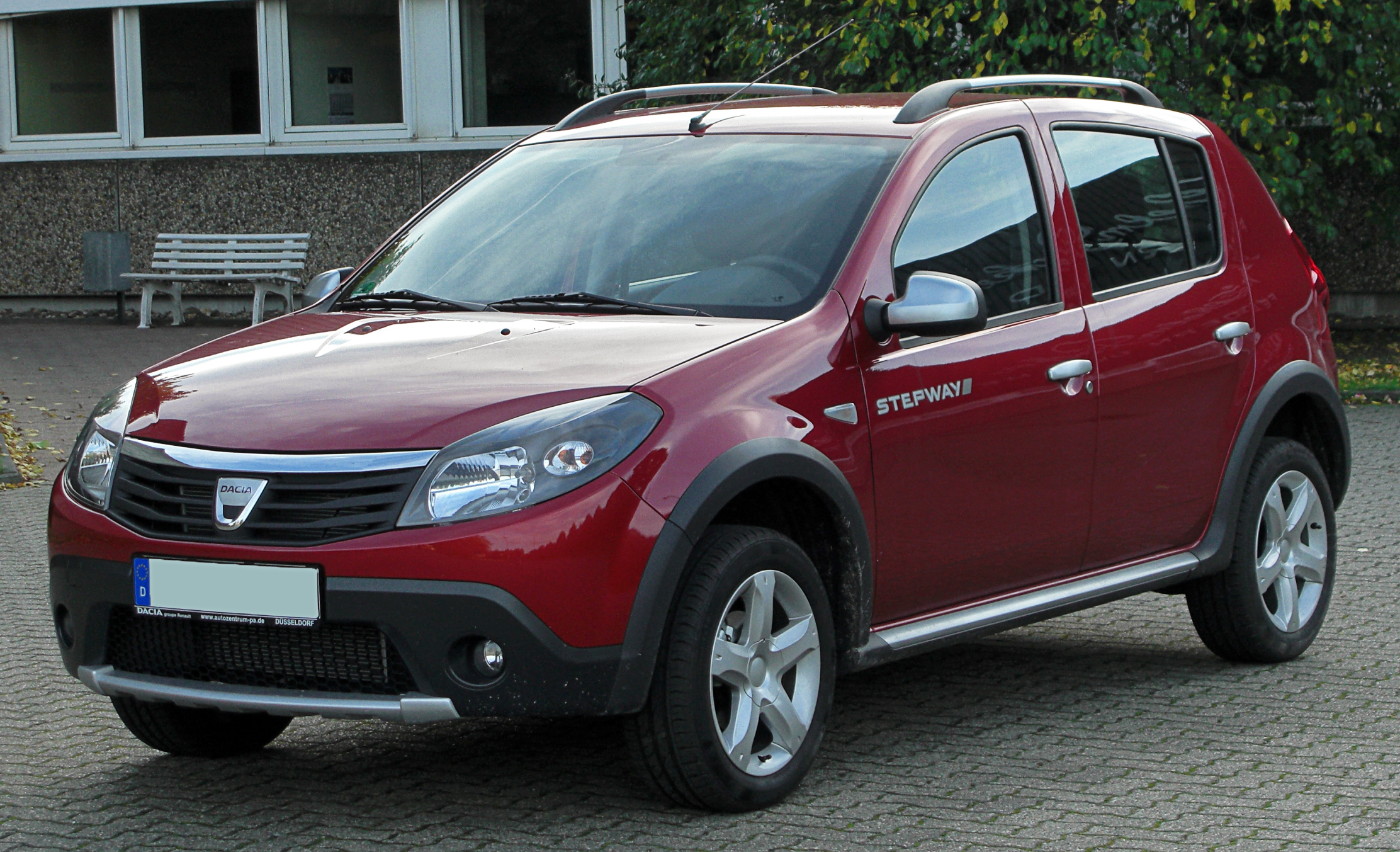
داسيا سانديرو ستيبواي 2010
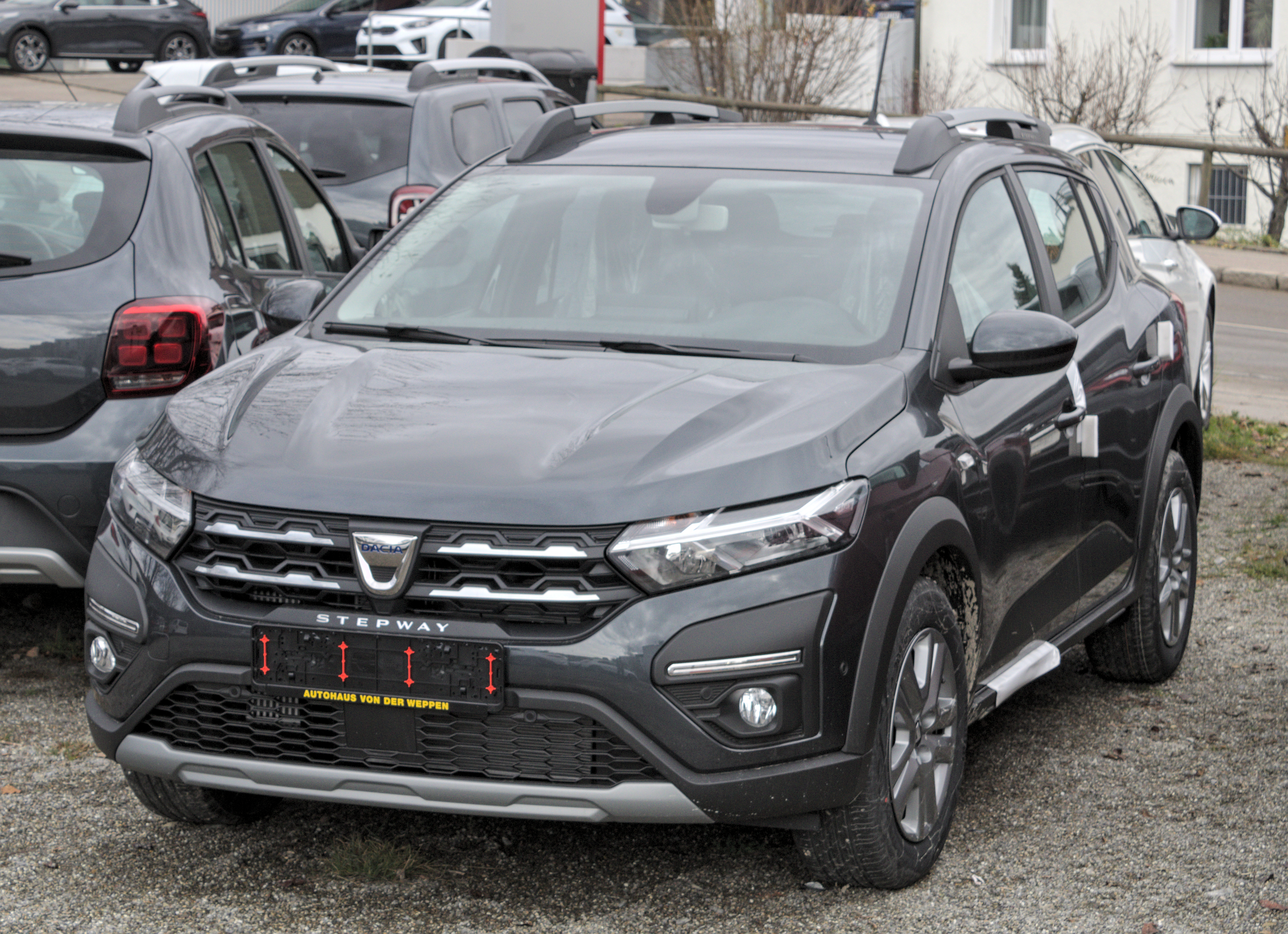
داسيا سانديرو ستيبواي 2018
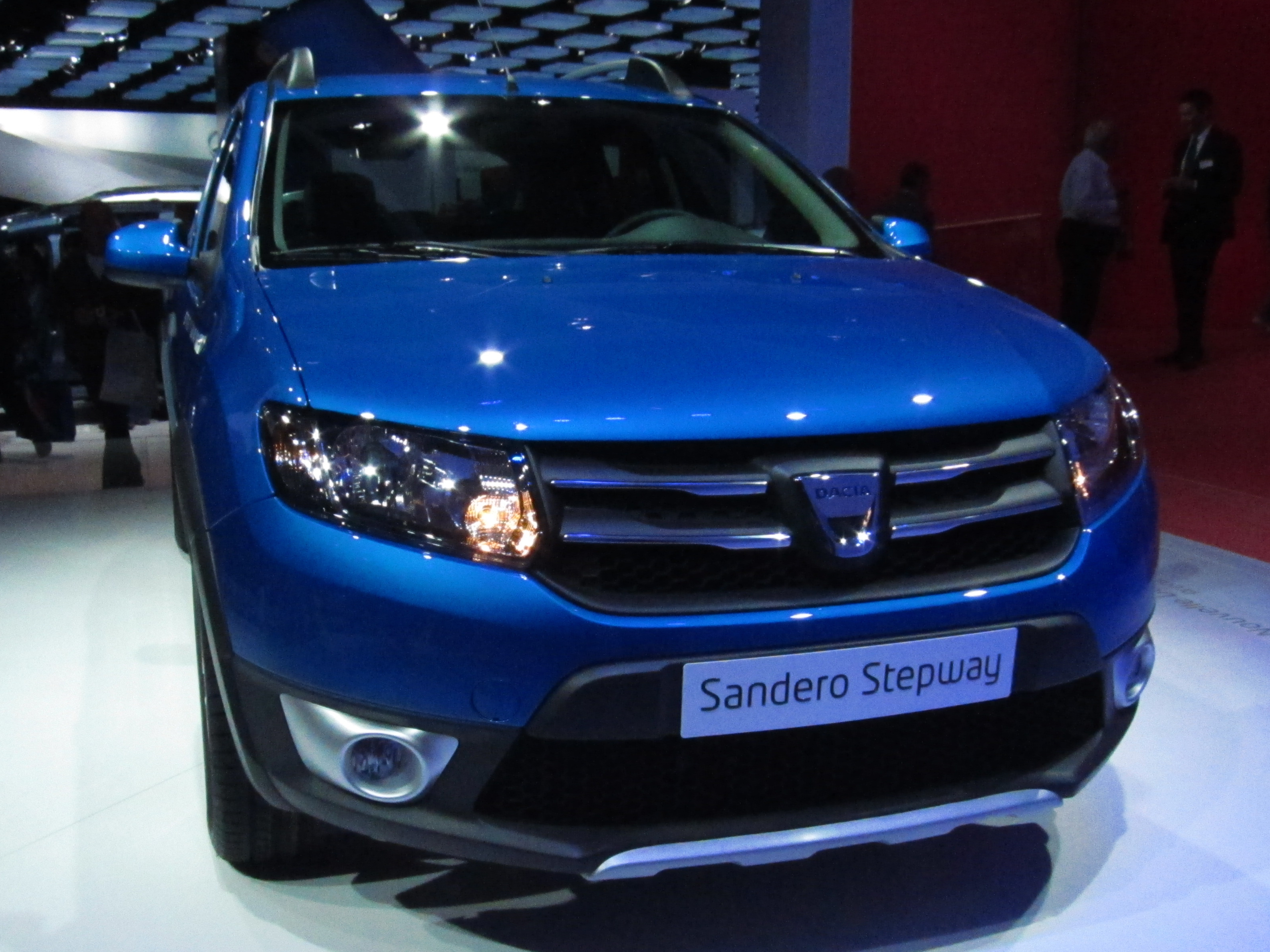
داسيا سانديرو ستيبواي 2020
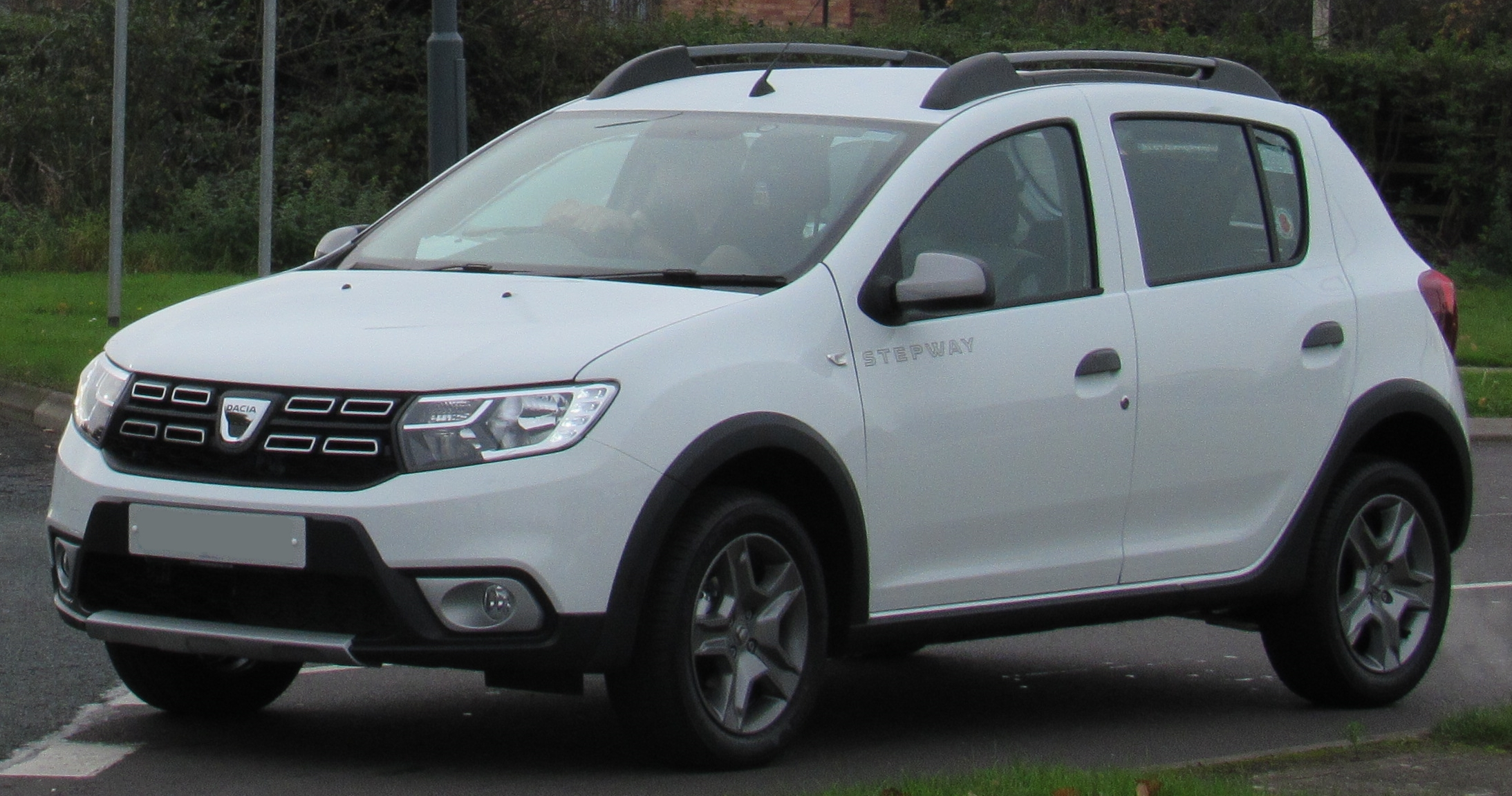
داسيا سانديرو ستيبواي 2017
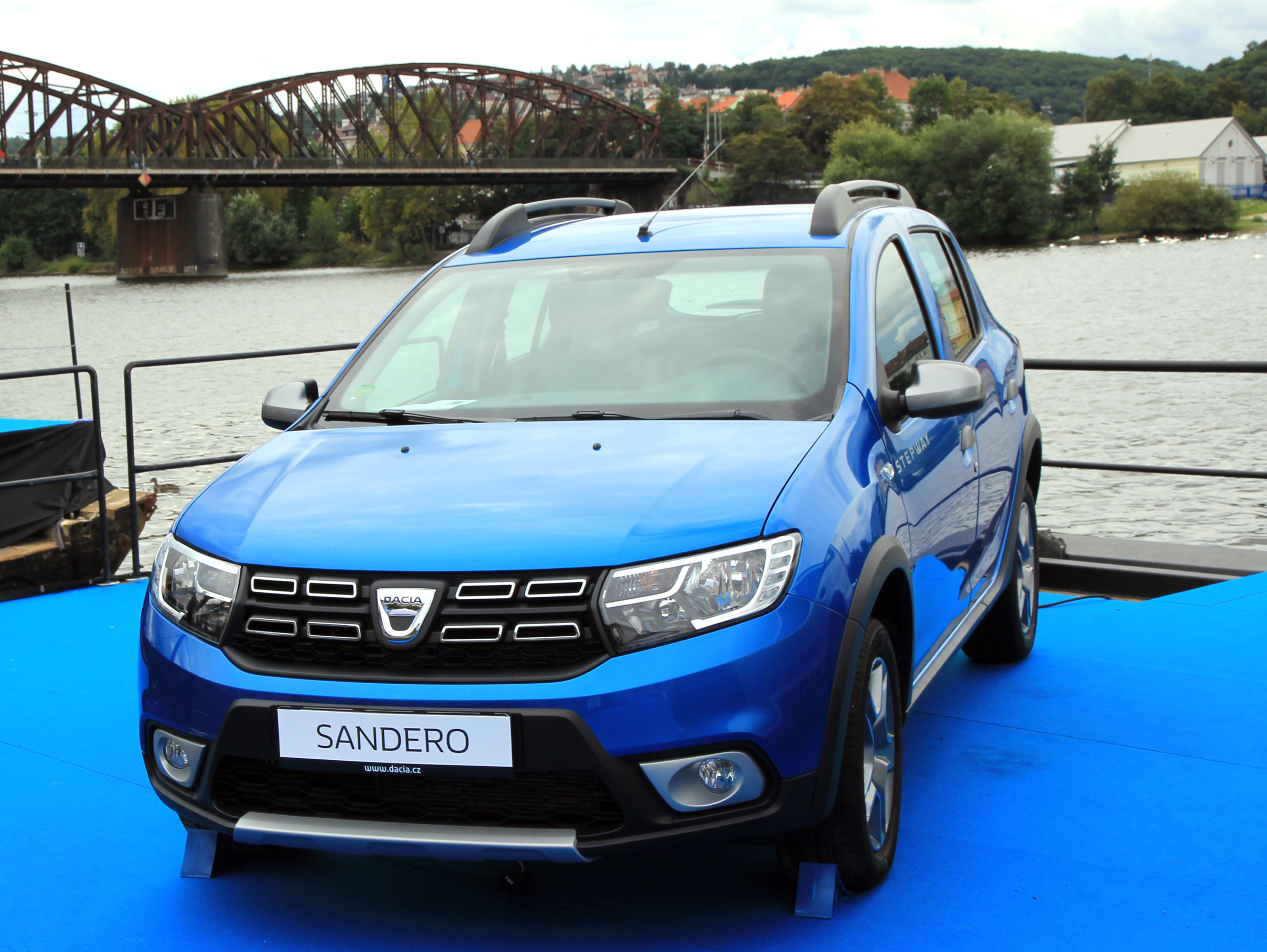
داسيا سانديرو ستيبواي 2017
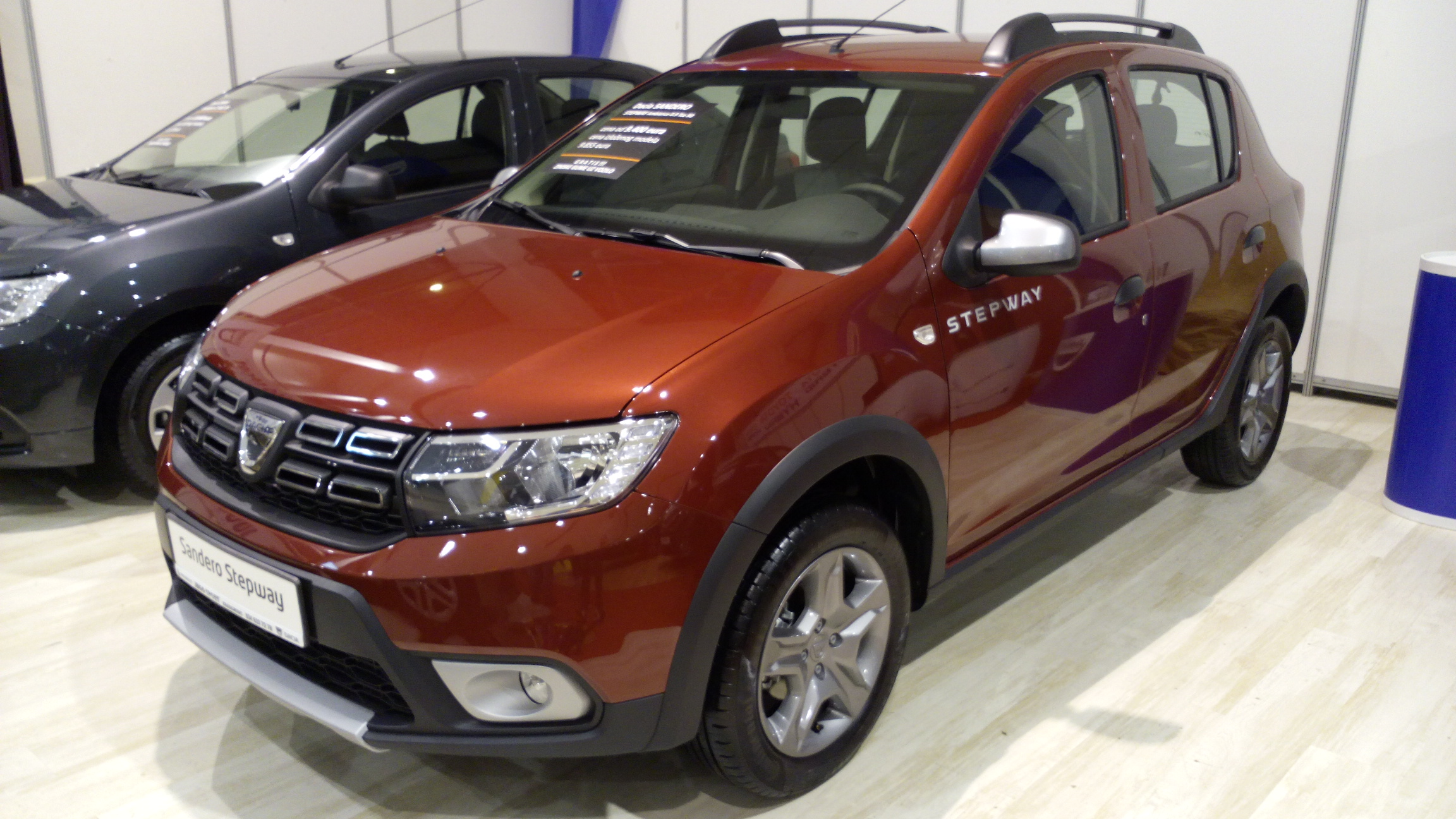
داسيا سانديرو ستيبواي 2017
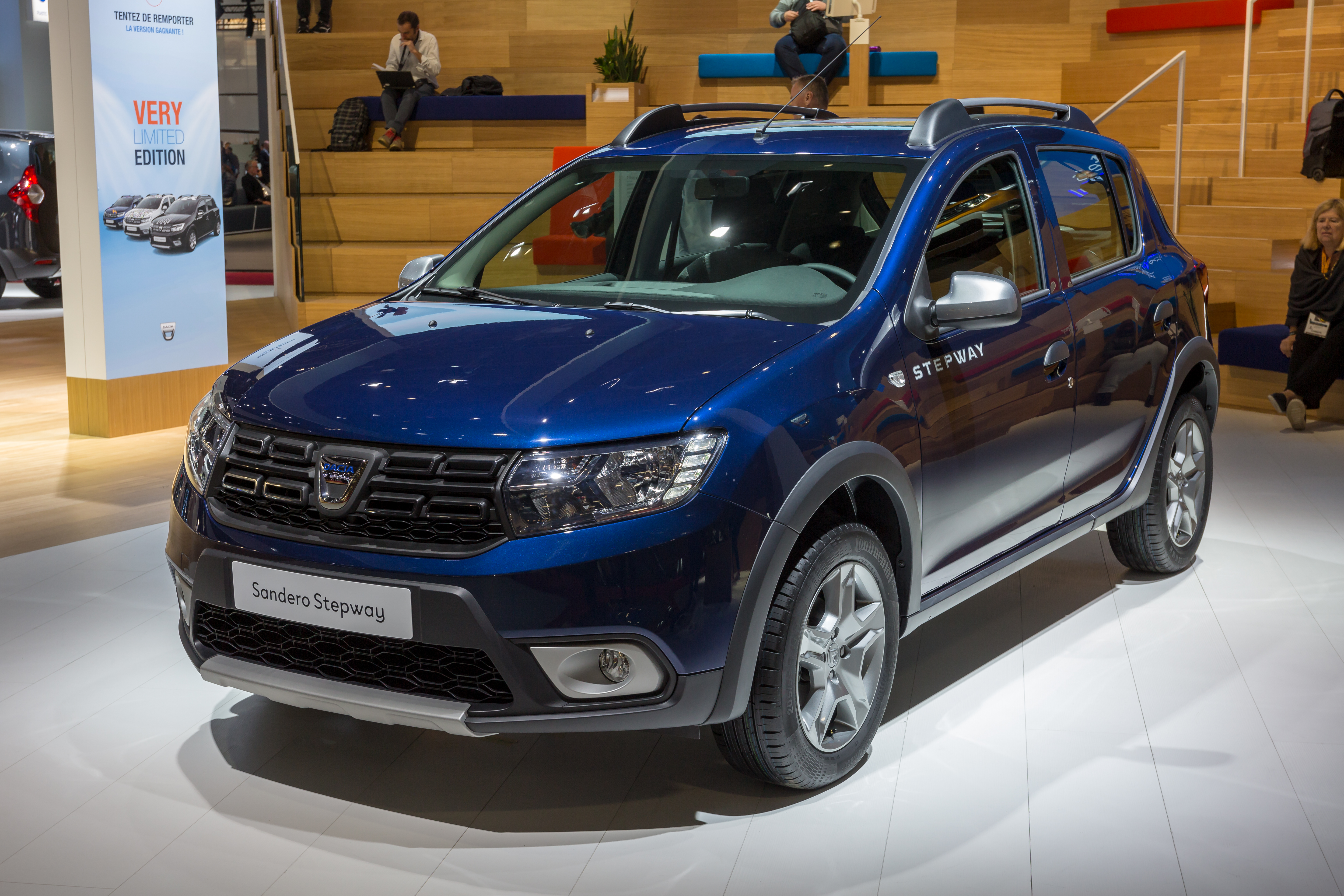
داسيا سانديرو ستيبواي 2018
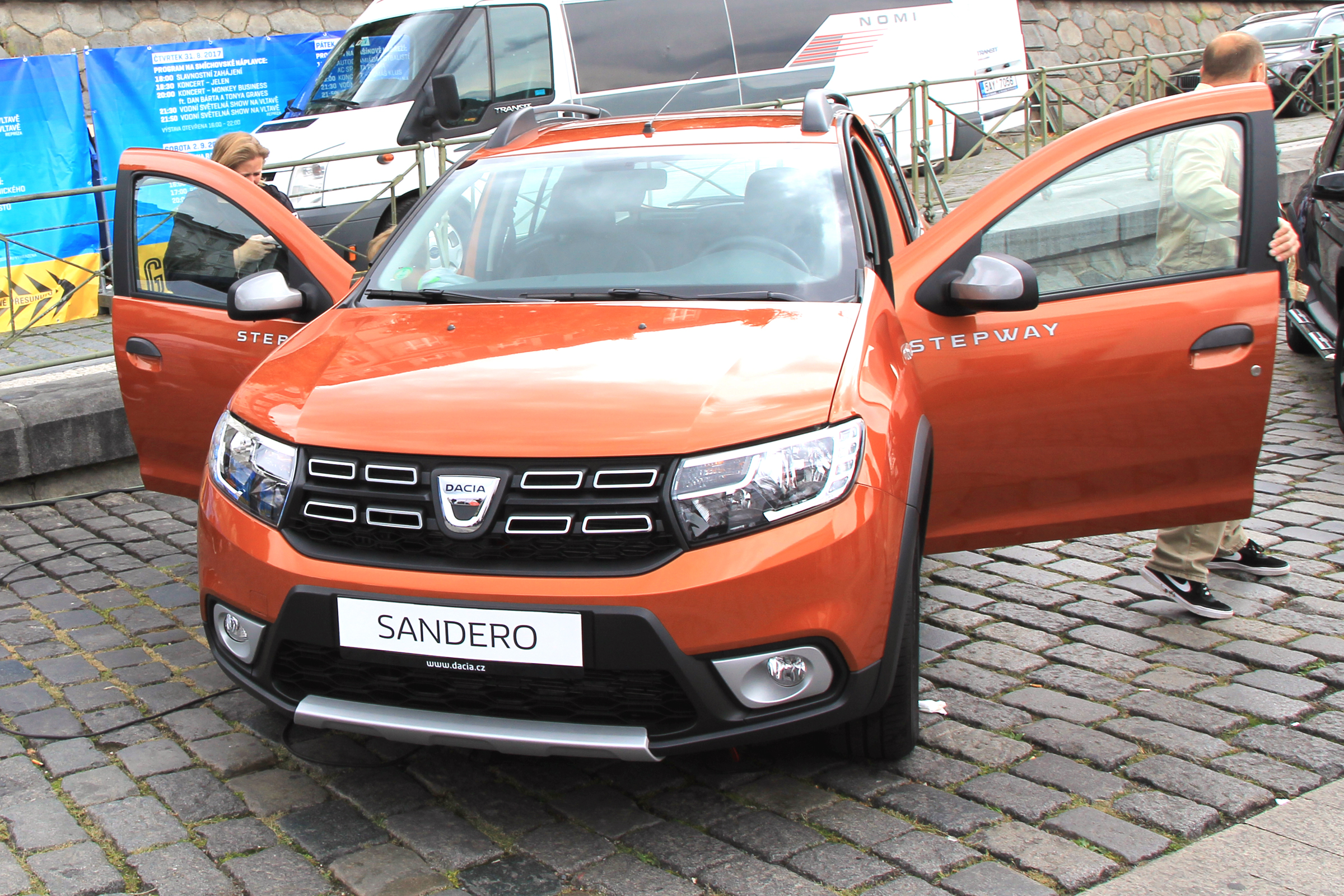
داسيا سانديرو ستيبواي 2017
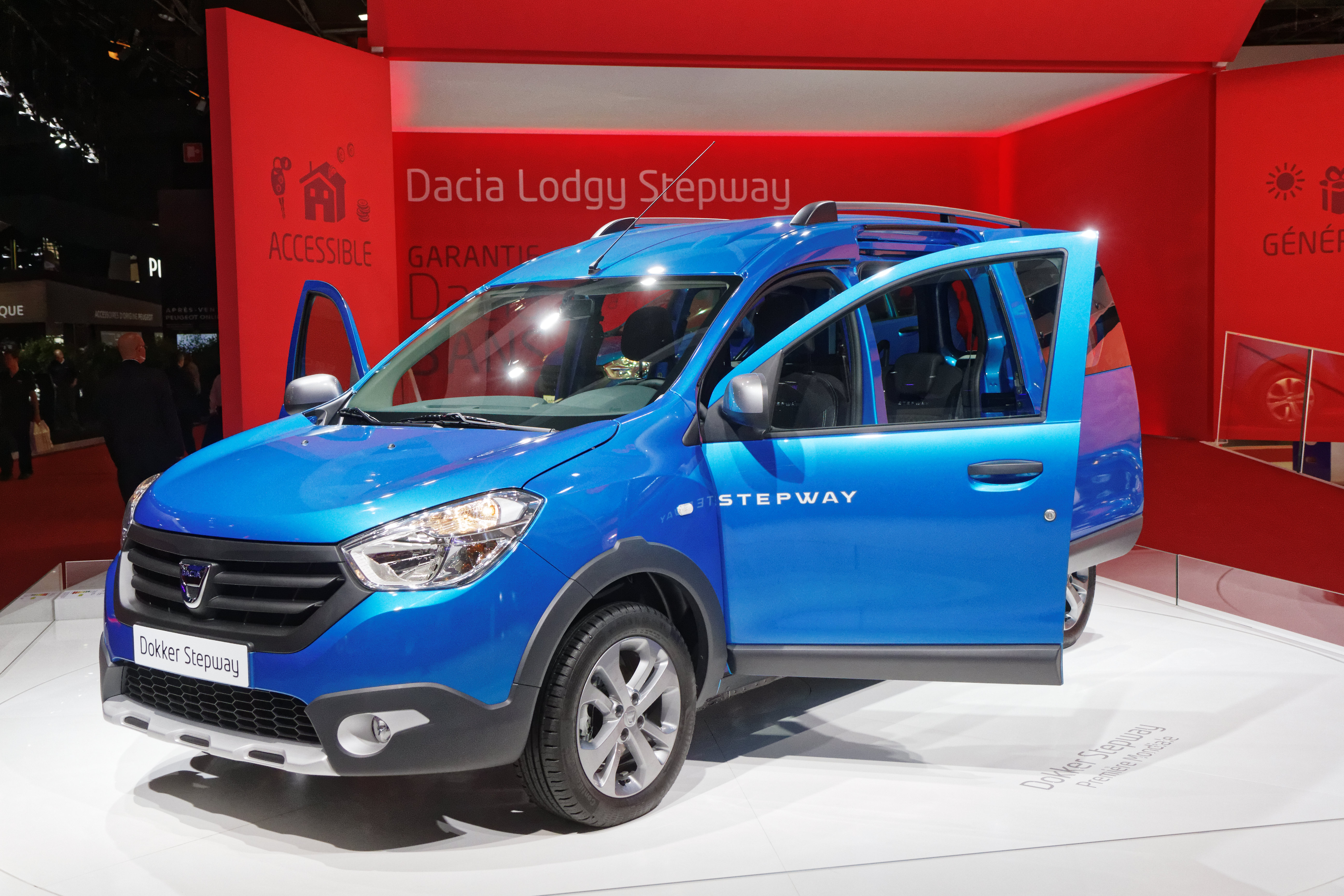
داسيا سانديرو ستيبواي 2014

## الجيل الثاني (بي 8 2012)
للحصول على نسخة السيدان، انظر داسيا لوغان 2 §
الجيل الثاني (بي 8 B) تم الكشف عن الجيل الثاني من سانديرو من قبل داسيا في معرض باريس للسيارات 2012. تم تقديم متغير ستيب واي الجديد أيضاً. شوهد طراز هاتشباك ونسخة الكروس المصغرة مغطاة بالتمويه خلال عام 2012، في شهري يونيو يوليو وسبتمبر وتم إصدار انطباعات CGI عن النموذج الجديد من قبل مجلات السيارات أوتو بيلد وزا رولم.
تم إصدار الصور الرسمية مع سانديرو الجديدة من قِبل داسيا في 17 سبتمبر 2012، والتي تُظهر تصميماً خارجياً مشابهاً لسيارة لوجان الجديدة ولوحة عدادات مستوحاة من لودجي.

### التسويق والإنتاج
في رومانيا، يمكن طلب سانديرو وسانديرو ستيبواي الجديدة اعتباراً من 1 أكتوبر 2012. أصبحت متوفرة أيضاً في المملكة المتحدة، حيث انضمت إلى داستر في الوكلاء منذ عام 2013، كونها أكثر السيارات بأسعار معقولة في السوق.
في يونيو 2014، تم إطلاقها كسيارة رينو سانديرو الجديدة في البرازيل، حيث يتم تصنيعها أيضاً لأسواق أمريكا الجنوبية. بدأت المبيعات في روسيا في سبتمبر 2014، حيث تم تجميع سانديرو محلياً في مصنع افتو فاز.
يتم إنتاج طراز سانديرو الحالي (الذي تم إنتاجه من عام 2012) في ميوفيني، رومانيا (بالقرب من بيتستي) لأسواق RHD مثل المملكة المتحدة وأيرلندا وقبرص وجنوب إفريقيا (مثل رينو سانديرو) كما تم إنتاجه في الجزائر بواسطة رينو الجزائر منذ البداية  لعام 2016 للسوق المحلي (فقط إصدار ستيب واي).

### الأمان
في مايو 2013، حقق الجيل الثاني من داسيا سانديرو تصنيفاً شاملاً لأربع نجوم من يورو NCAP للمستوى الأساسي، مما أدى إلى تحسين درجة الثلاث نجوم للنموذج الأساسي السابق.
حصلت السيارة على مجموع نقاط 29 نقطة (80٪) للبالغين، 39 نقطة (79٪) للأطفال المقيمين، 21 نقطة (57٪) للمشاة و5 نقاط (55٪) للمساعدة الأمنية، تم تصنيف هذه النتائج على أنها 5 / 5 نجوم لحماية الركاب البالغين والأطفال، و4 من 5 نجوم لحماية المشاة ومساعدة السلامة.
- الراكب البالغ: 5/5 نجوم
- راكب أطفال: 5/5 نجوم
- المشاة: 4 من 5 نجوم
- مساعد السلامة: 4 من 5 نجوم

### المحركات
| الإسم                       | الكود           | السعة        | الطاقة-القوة                                   | 0-100 كم / ساعة (0-62 ميل / ساعة) | السرعة القصوى                  | الاستهلاك المشترك                    |
| محرك البنزين                | محرك البنزين    | محرك البنزين | محرك البنزين                                   | محرك البنزين                      | محرك البنزين                   | محرك البنزين                         |
| --------------------------- | --------------- | ------------ | ---------------------------------------------- | --------------------------------- | ------------------------------ | ------------------------------------ |
| [ 29 ] [ 30 ] [ 31 ] [ 32 ] |                 |              |                                                |                                   |                                |                                      |
| 0.9 12v TCe                 | H4Bt 400        | 898cc        | 90 حصان (66 كيلوواط) عند 5000 دورة في الدقيقة  | 11.8 ثانية                        | 173 كم / ساعة (107 ميل / ساعة) | 4.9 لتر/ 100 كم (58 ميلا في الغالون) |
| 1.0 12v SCe                 | B4D 411         | 998cc        | 73 حصان (54 كيلوواط) عند 6300 دورة في الدقيقة  | 14.2 ثانية                        | 158 كم / ساعة (098 ميل / ساعة) | 5.2 لتر/ 100 كم (54 ميلا في الغالون) |
| 1.2 16v                     | D4F 732         | 1.149cc      | 75 حصان (55 كيلوواط) عند 5500 دورة في الدقيقة  | 14.5 ثانية                        | 162 كم / ساعة (101 ميل / ساعة) | 5.9 لتر/ 100 كم (48 ميلا في الغالون) |
| 1.2 16v LPG                 | D4F Bi-Fuel 732 | 1.149cc      | 72 حصان (53 كيلوواط) عند 5500 دورة في الدقيقة  | 15.1 ثانية                        | 154 كم / ساعة (096 ميل / ساعة) | 7.6 لتر/ 100 كم (37 ميلا في الغالون) |
| محرك الديزل                 |                 |              |                                                |                                   |                                |                                      |
| [ 29 ] [ 30 ] [ 31 ] [ 32 ] |                 |              |                                                |                                   |                                |                                      |
| 1.5 - dCi 75                | K9K 612         | 1.461cc      | 75 حصان (55 كيلو واط) عند 4000 دورة في الدقيقة | 14.6 ثانية                        | 159 كم / ساعة (099 ميل / ساعة) | 3.9 لتر/ 100 كم (72 ميلا في الغالون) |
| 1.5 - dCi 90                | K9K 612         | 1.461cc      | 90 حصان (66 كيلو واط) عند 3750 دورة في الدقيقة | 12.1 ثانية                        | 167 كم / ساعة (104 ميل / ساعة) | 3.9 لتر/ 100 كم (72 ميلا في الغالون) |

### ستيبواي

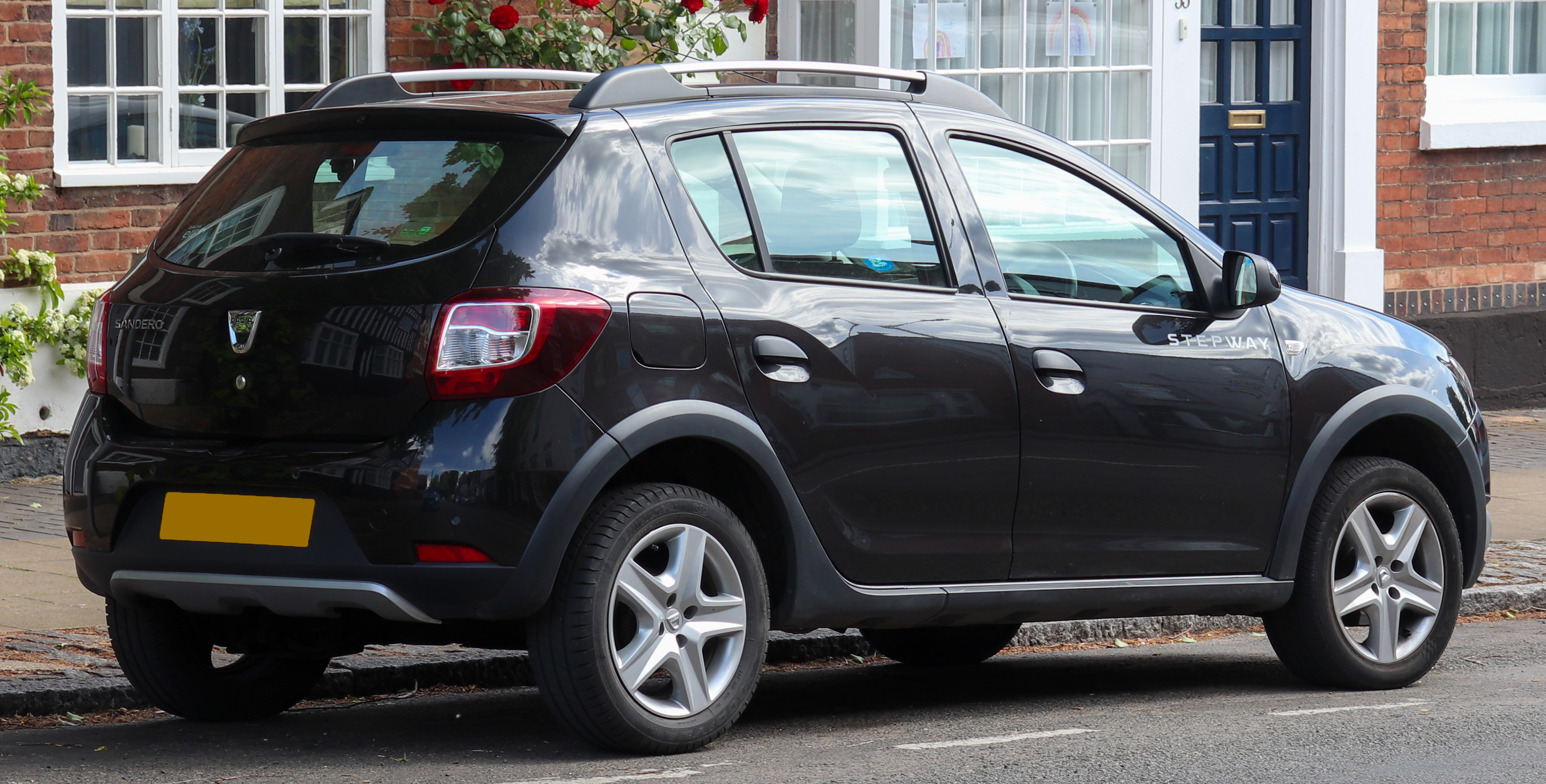
داسيا سانديرو (2013) الواجهة الخلفية

استمرت نسخة كروس اوفر من سانديرو وأطلق عليها اسم سانديرو ستيب واي للجيل الثاني. تتميز بارتفاع مرتفع للركوب، وتنانير جانبية بلاستيكية رمادية اللون، ورفارف جانبية، ومصدات ذات مظهر كروس. وهي متوفرة تحت العلامة التجارية داسيا ورينو لأسواق أمريكا اللاتينية. بدءاً من عام 2020، يتم تسويق ستيب واي كنموذج منفصل عن سانديرو في أمريكا اللاتينية.

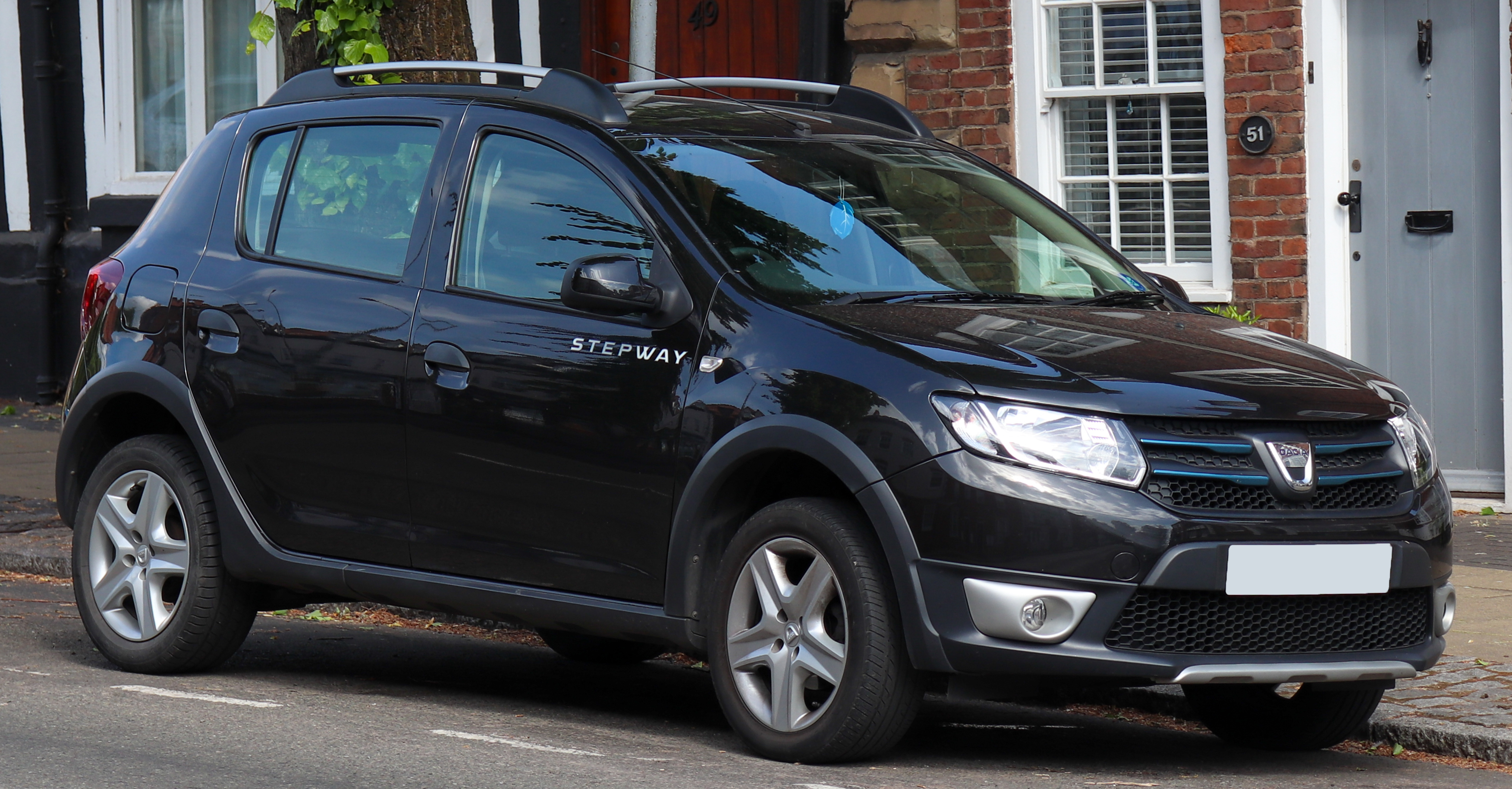
داسيا سانديرو (2013) الواجهة الأمامية

### سانديرو آر إس 2.0.0
سانديرو آر إس 2.0.0 RS: في أغسطس 2014، كشف باتريس راتي، الرئيس التنفيذي لشركة رينو سبورت، لمجلة أوتوكار أن هناك نسخة آر إس من سانديرو ذات فتحة ساخنة قيد التشغيل، بعد اكتشاف السيارات التجريبية في أوائل إلى منتصف عام 2015. باستخدام (110.3 كيلو واط (150 حصان، 148 حصان) 2.0 16 فولت محرك F4R) وقادر على التسارع من 0 إلى 100 كم/ ساعة في 8.0 ثانية، سانديرو آر إس هي أول سيارة رينو سبورت يتم تصنيعها خارج فرنسا. تم إصدارها في سبتمبر 2015 في البرازيل، يختلف عن الإصدارات العادية بثلاثة أنواع من التحكم في وحدة التحكم الإلكترونية: عادي، رياضي ورياضي +، أربعة مكابح قرصية مع أي بي أس، عجلة قيادة سليو آر إس، وبرنامج ثبات إلكتروني وناقل حركة يدوي بست سرعات.
جاء لاحقاً في المكسيك في 21 أكتوبر 2019.

### شد الواجهة
تم إصدار داسيا سانديرو المنقحة في نوفمبر 2016 في معرض باريس للسيارات 2016. من الخارج، تأتي النسخة المعدلة مع مصابيح LED تعمل أثناء النهار ومصابيح خلفية معاد تصميمها. قامت داسيا أيضاً بتحديث مجموعة محركاتها بمحرك بنزين سعة 1.0 لتر بثلاث أسطوانات والذي يجلس في الزخارف على مستوى الدخول، ليحل محل الوحدة القديمة سعة 1.2 لتر.

تم الإعلان عن عملية تجميل أخرى في يوليو 2019، ليتم تقديمها لطراز العام التالي، ولكن فقط لطراز رينو بادجيت، المنتج في البرازيل. تجلب هذه الترقية واجهة أمامية منقحة قليلاً ونهاية خلفية معاد تصميمها بشكل ملحوظ. في حين أن الواجهة الأمامية متطابقة مع سيارة رينو سانديرو الرومانية أو المغربية المُحسَّنة التي تم بيعها في مناطق خارج أمريكا اللاتينية، تم تعديل الجزء الخلفي بشكل كبير مع امتداد المصابيح الخلفية إلى الباب الخلفي. لم يتم بيع عملية تجميل هذه في المكسيك حيث تم استبدالها بـكويد هاتشباك وبالتالي ستيبواي وآر إس إصدارات سانديرو التي تباع فقط.

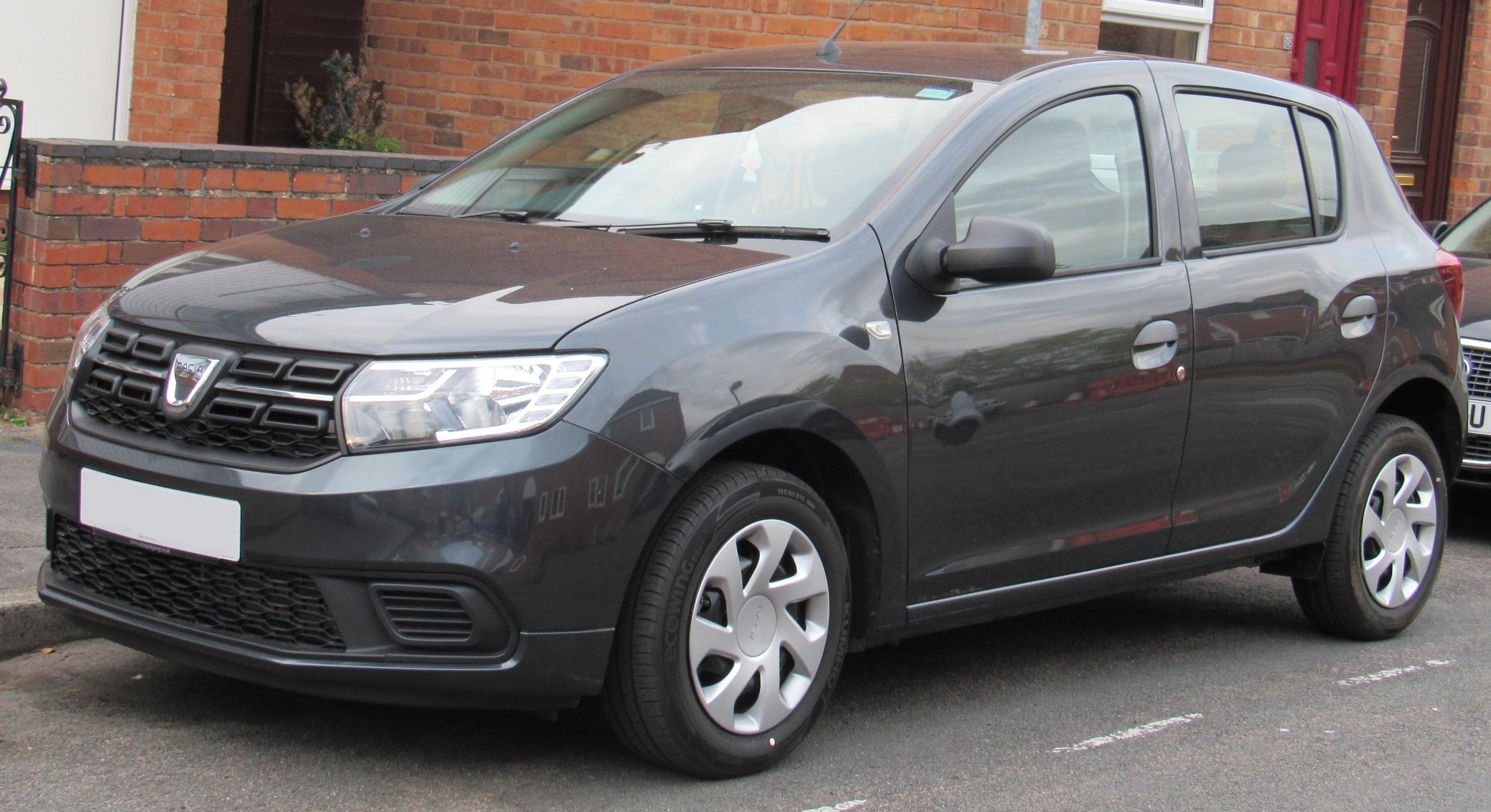
داسيا سانديرو (2017) الواجهة الأمامية
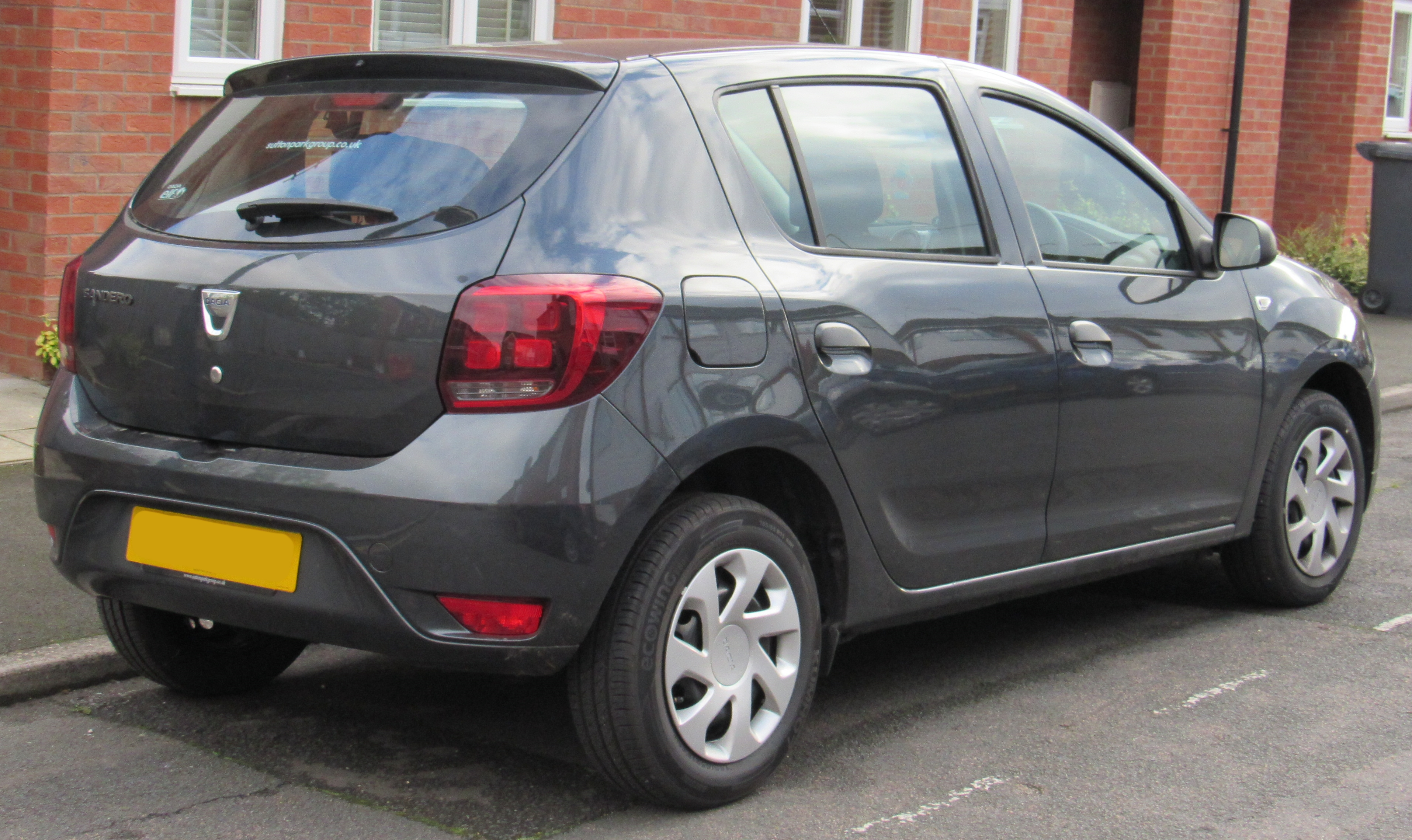
داسيا سانديرو (2017) الواجهة الخلفية
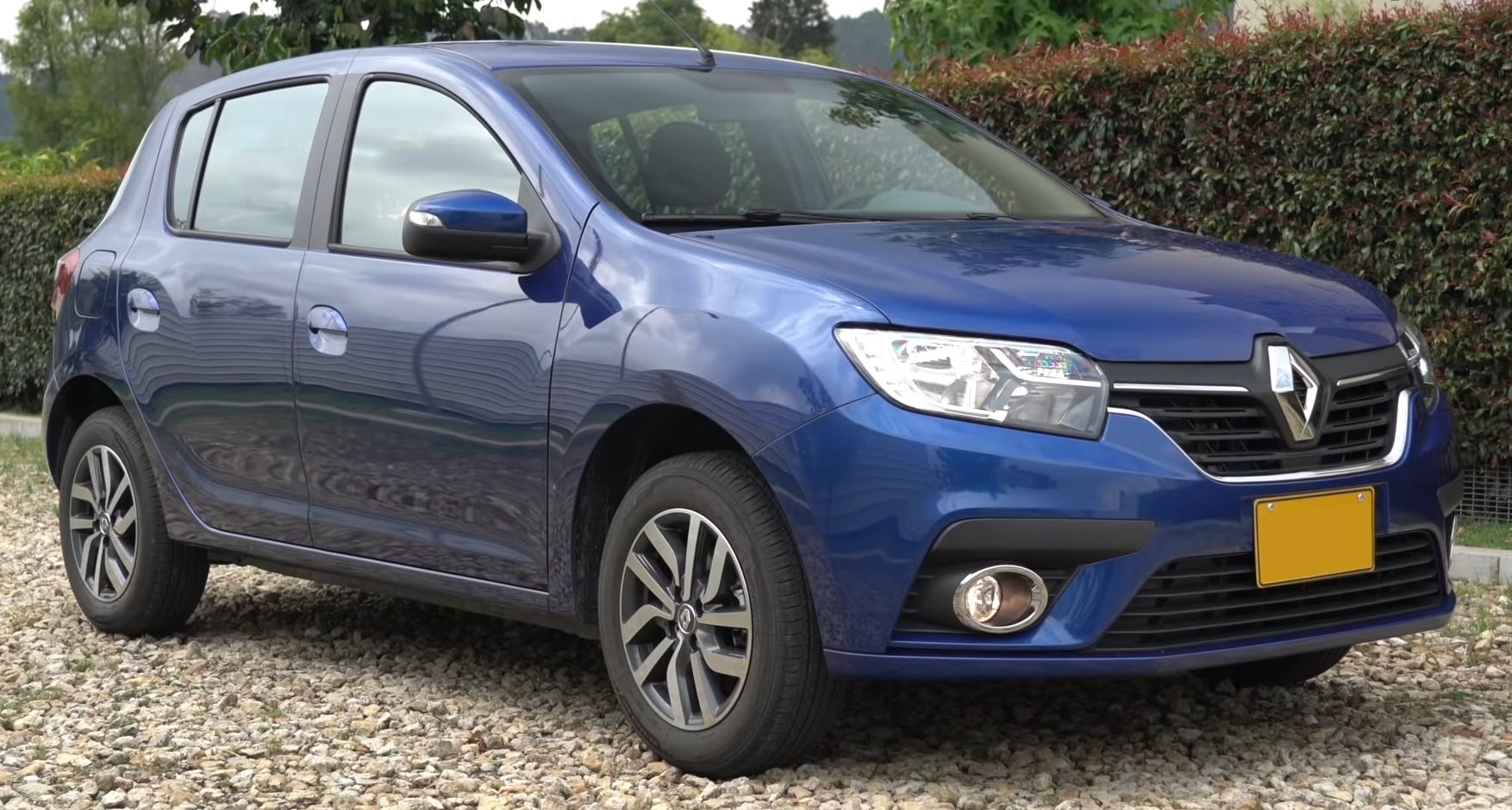
داسيا سانديرو (2019) الواجهة الأمامية - أمريكا اللاتينية
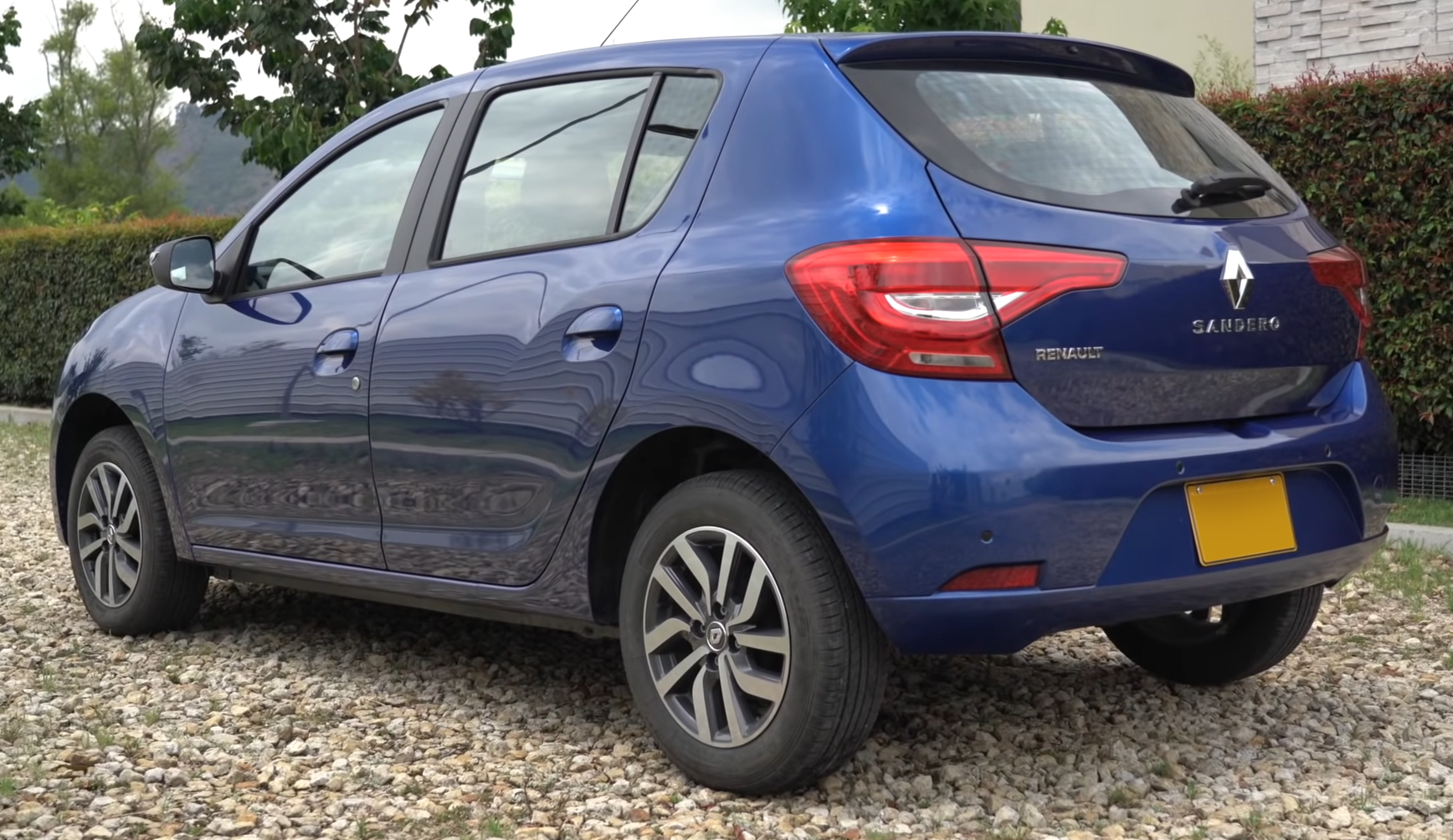
داسيا سانديرو (2019) الواجهة الخلفية - أمريكا اللاتينية

## الجوائز والاستقبال
في يناير 2013، نشرت المجلة البريطانية واط كار؟ منح الجيل الثاني من سانديرو جائزة أفضل سوبر ميني بأقل من 12000 جنيه إسترليني، مشيراً إلى أنه «يقدم شيئاً جديداً ومختلفاً حقاً من حيث أنه يوفر مساحة حقيقية لأسعار المساومة». واط كار؟ منحت سانديرو مرة أخرى في 2014 و2015.
قام أوتو إكسبرس بتقييم 4 من 5 نجوم إلى سانديرو ستيبواي.

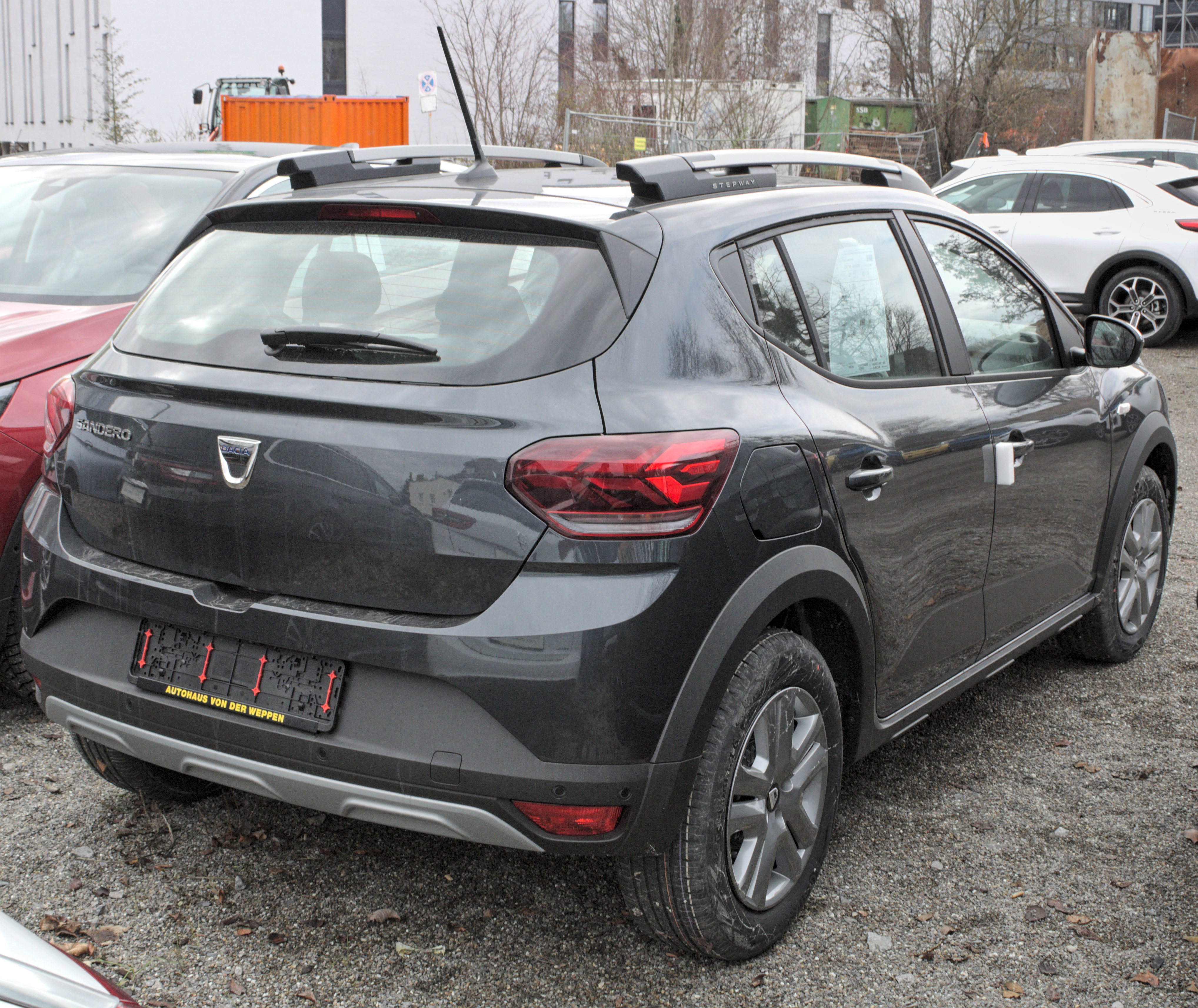
داسيا سانديرو ستيبواي (الجيل الثالث)

## الجيل الثالث (2020)
للحصول على نسخة السيدان، انظر داسيا لوغان 3 §.
تم إطلاق الجيل الثالث من داسيا سانديرو وسانديرو ستيبواي جنباً إلى جنب مع داسيا لوغان 3 الجديد، في 29 سبتمبر 2020. تعتمد السيارة على إصدار منخفض المواصفات لمنصة CMF-B. وتم تقديمه في 7 سبتمبر 2020.
ستتوفر سانديرو الجديدة حصرياً بمحركات ثلاثية الأسطوانات. سيكون المحرك الأساسي 1.0 لتر بسعة 1.0 لتر بقوة 65 حصان (66 حصان، 48 كيلو واط) وناقل 5 سرعات. ستتلقى الطرازات المتطورة محركاً توربينياً سعة 1.0 لتر بقوة 90 حصاناً (91 حصاناً، 67 كيلو واط) والاختيار بين ناقل حركة يدوي بست سرعات أو ناقل حركة متغير. النسخة الأكثر قوة من المحرك، والتي تحمل شارة TCe ستتلقى 100 حصان وناقل حركة يدوي بـ 6 سرعات.
تحصل السيارات ذات المواصفات المنخفضة على نظام وسائط متعددة معياري يُطلق عليه اسم «التحكم في الوسائط» مع دعم الهاتف الذكي القابل للإزالة بينما تحتوي الحواف العلوية على شاشة تعمل باللمس مقاس 8 بوصات مدمجة مع دعم أندرويد أوتو وأبل كاربلاي.
وهي مجهزة أيضًا بتوجيه كهربائي، ومصابيح أمامية LED، ومساعد فرامل الطوارئ، وتحذير النقطة العمياء، ومساعد الركن (مع مستشعرات أمامية وخلفية، وكاميرا للرؤية الخلفية) ومساعد بدء التلال، ودخول بدون مفتاح، ومقاعد أمامية مدفأة، وتكييف هواء تلقائي مع رقمي  شاشة عرض، وكاميرا عكسية، وفرامل انتظار كهربائية، ومساحات أوتوماتيكية، وفتح صندوق السيارة عن بعد، وفتحة سقف زجاجية كهربائية بشكل قياسي أو اختياري، حسب السوق.

## توب جير
كان سانديرو محور نكتة جارية في البرنامج التلفزيوني البريطاني توب جير. في السلسلتين 11 و12، بعد أن أرسلت داسيا مجموعة أدوات صحفية للبرنامج، كان المقدم جيمس ماي يهتف غالباً «أخبار سارة» وشرح حقيقة حول سانديرو خلال المقطع الإخباري من البرنامج، والتي يرد عليها جيريمي كلاركسون «عظيم» قبل تغيير الموضوع فجأة.
ظهرت النكتة أيضاً في الكتاب الكبير من توب جير، مع صفحة تعلن «أخبار سارة» داسيا سانديرو موجودة في هذا الكتاب" في الحلقات اللاحقة، قام مقدمو العروض بتبديل جوانب النكتة، حيث طرح جيريمي كلاركسون أخباراً عن السيارة وتجاهلها جيمس ماي. في الحلقة الأولى من السلسلة 13، عندما قال جيمس ماي إن لديه "أخبار جيدة"، سأل جيريمي كلاركسون على الفور "هل هي داسيا سانديرو؟"، فأجابه جيمس ماي الذي بدى مُحير، "لا ..." ما تبقى من السلسلة…
في السلسلة 14، خلال زيارة إلى رومانيا، اشترى جيريمي كلاركسون ل جيمس ماي سانديرو مستعملة كهدية. بعد العودة من اختبار القيادة، أوقف جيمس ماي السيارة خلف شاحنة متوقفة وخرج. عندما امتدح ماي السيارة لمقدميه المشاركين، انعكست الشاحنة نحو سانديرو، مما أدى إلى إتلاف جانب باب الركاب. استمرت النكتة في السلسلة 15، باستثناء هذه المرة بالإشارة إلى داسيا دوستر، وفي السلسلة 18، عندما طرح مايو داسيا لودجي الجديد. عادت النكتة في الحلقتين الأولى والثالثة من السلسلة 19، وكذلك الحلقتين الثانية والخامسة من السلسلة 20.
ظهر الجيل الثاني من سانديرو إلى جانب فورد فيستا وفولكس فاجن أب في السلسلة 21 كجزء من تحدي السيارات ذات الثلاث أسطوانات سعة 1.0 لتر، والذي انتهى مع اضطرار كلاركسون وماي (بسيارته سانديرو) إلى القيادة إلى مدينة بريبيات المهجورة، مع نفاد وقود هاموند فييستا بالفعل. كانت سانديرو هي السيارة الوحيدة التي نجحت في العودة واستكمال جميع التحديات. (من الناحية الفنية، كان التحدي هو نفاد الوقود قبل الوصول إلى بريبيات،
(لذلك نجح هاموند في فييستا في هذا التحدي الأخير) أشار ماي إلى فرق السعر الكبير بين فييستا وسانديرو، مشيراً إلى أن 17500 جنيه إسترليني مقابل 7500 جنيه إسترليني كان بإمكانه تحمل خسارة سيارته، وشراء أخرى- كما أنها لا تزال أفضل من هاموند.
على الرغم من الطبيعة الكوميدية والساخرة للجزء المتكرر، فقد صرح ماي بأن لديه تقاربًا حقيقياً مع سانديرو. وفقاً لبعض المصادر، كان جيلها الثاني يهدف إلى أن يصبح السيارة الثالثة ذات الأسعار المعقولة على توب جير، ولكن تم منع استخدامها بسبب تأخر إطلاقها في بريطانيا.

## معرض الصور

### سانديرو 2009

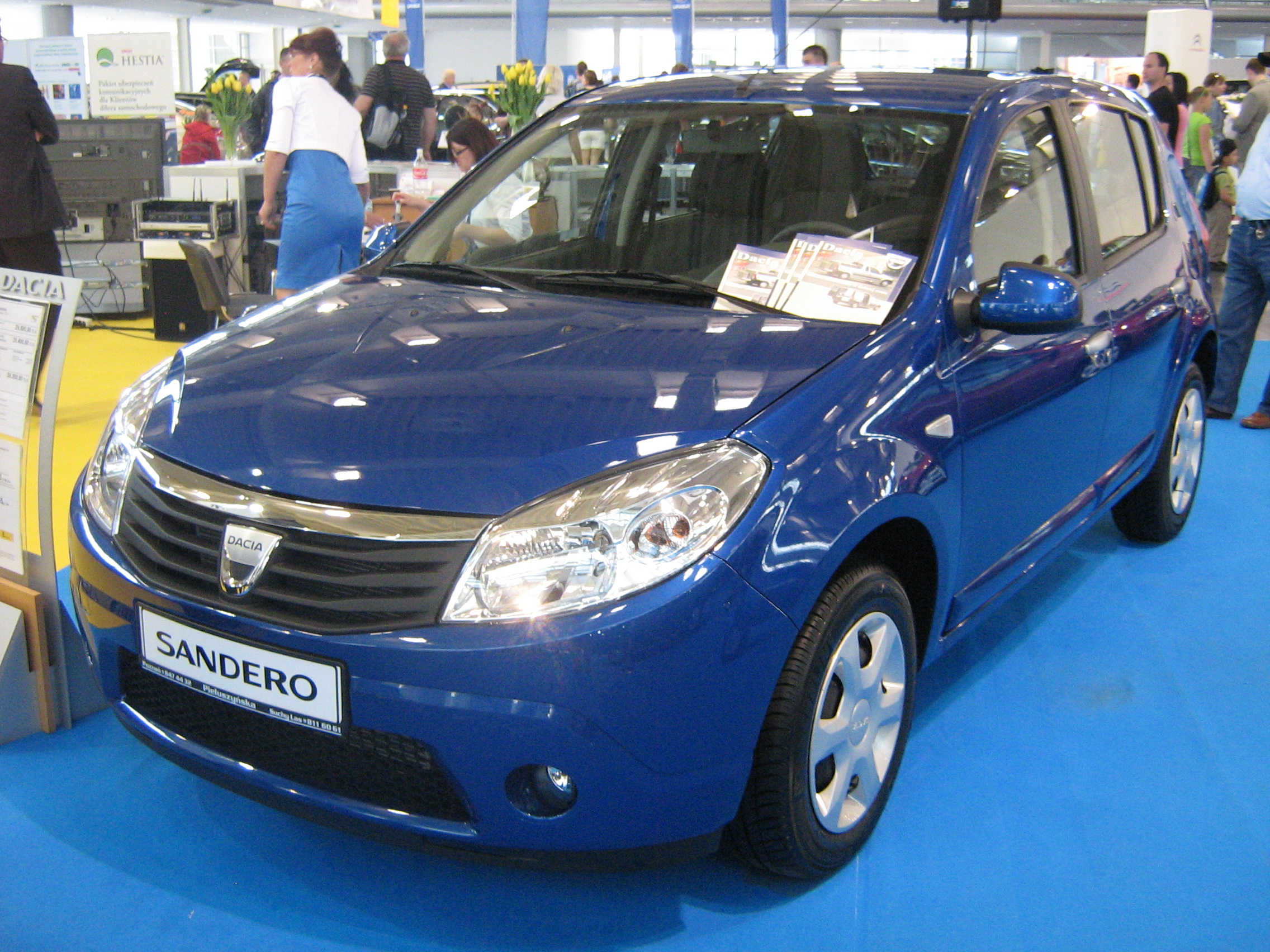
داسيا سانديرو 2009
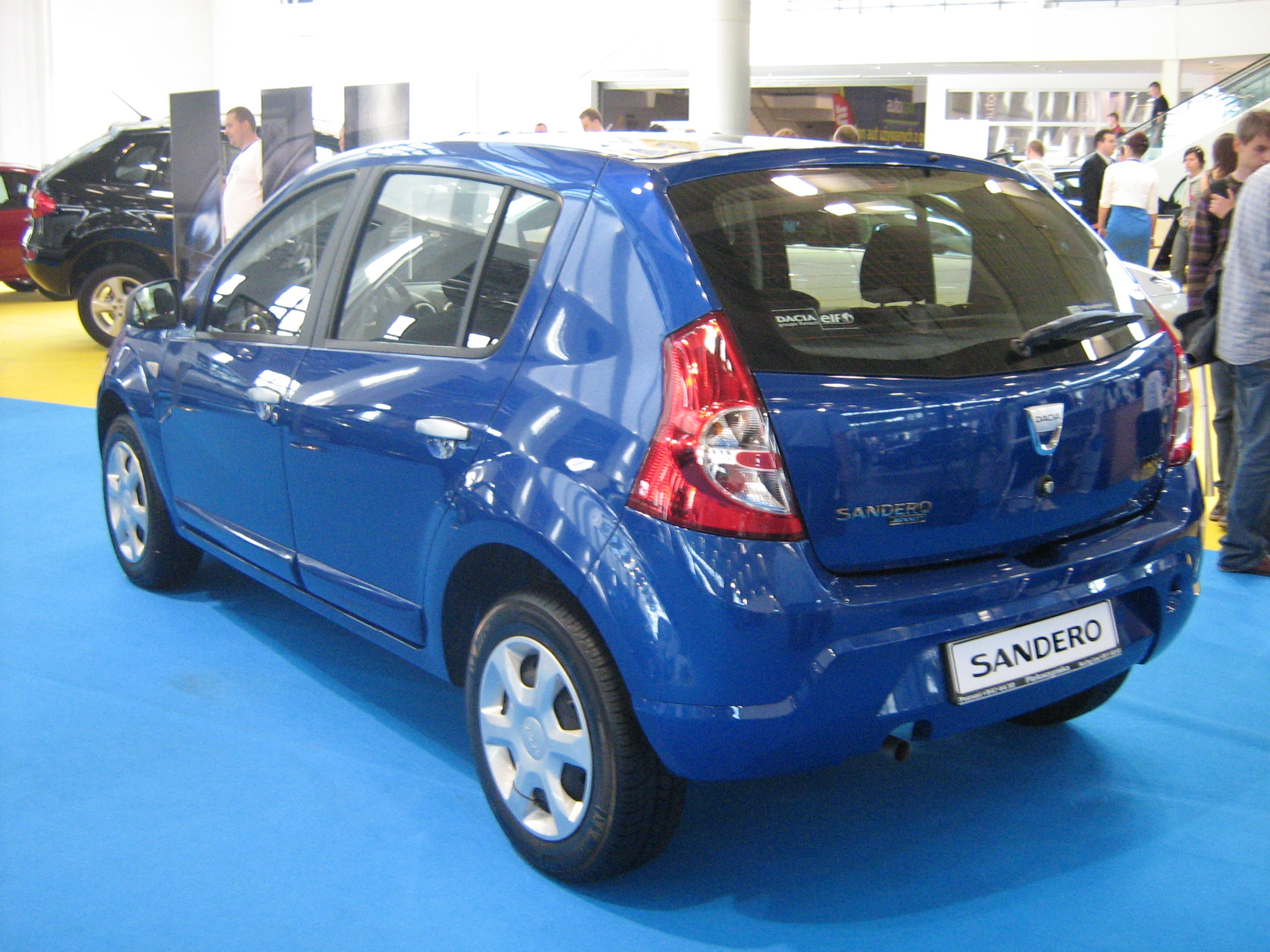
داسيا سانديرو 2009
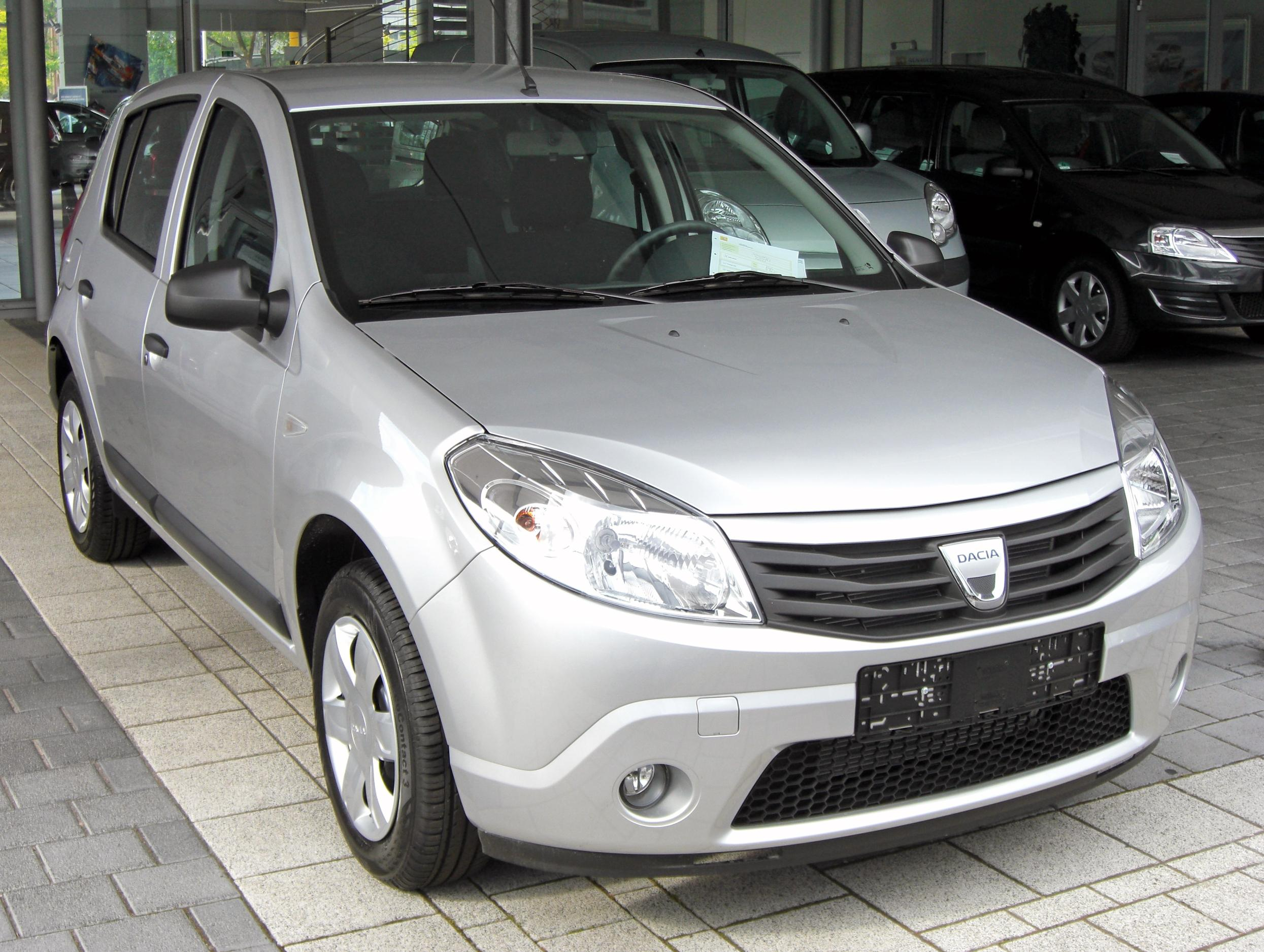
داسيا سانديرو 2009
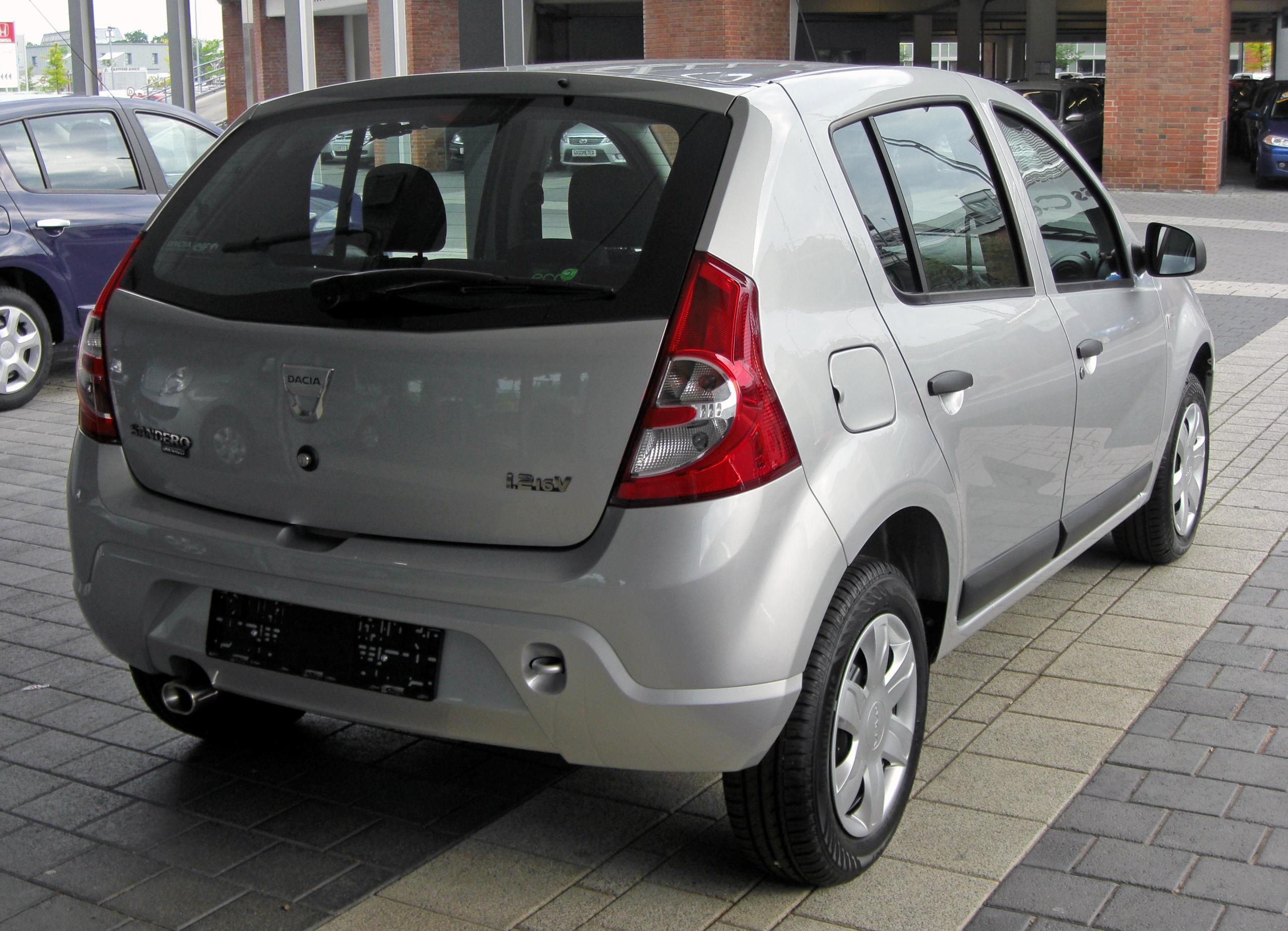
داسيا سانديرو 2009
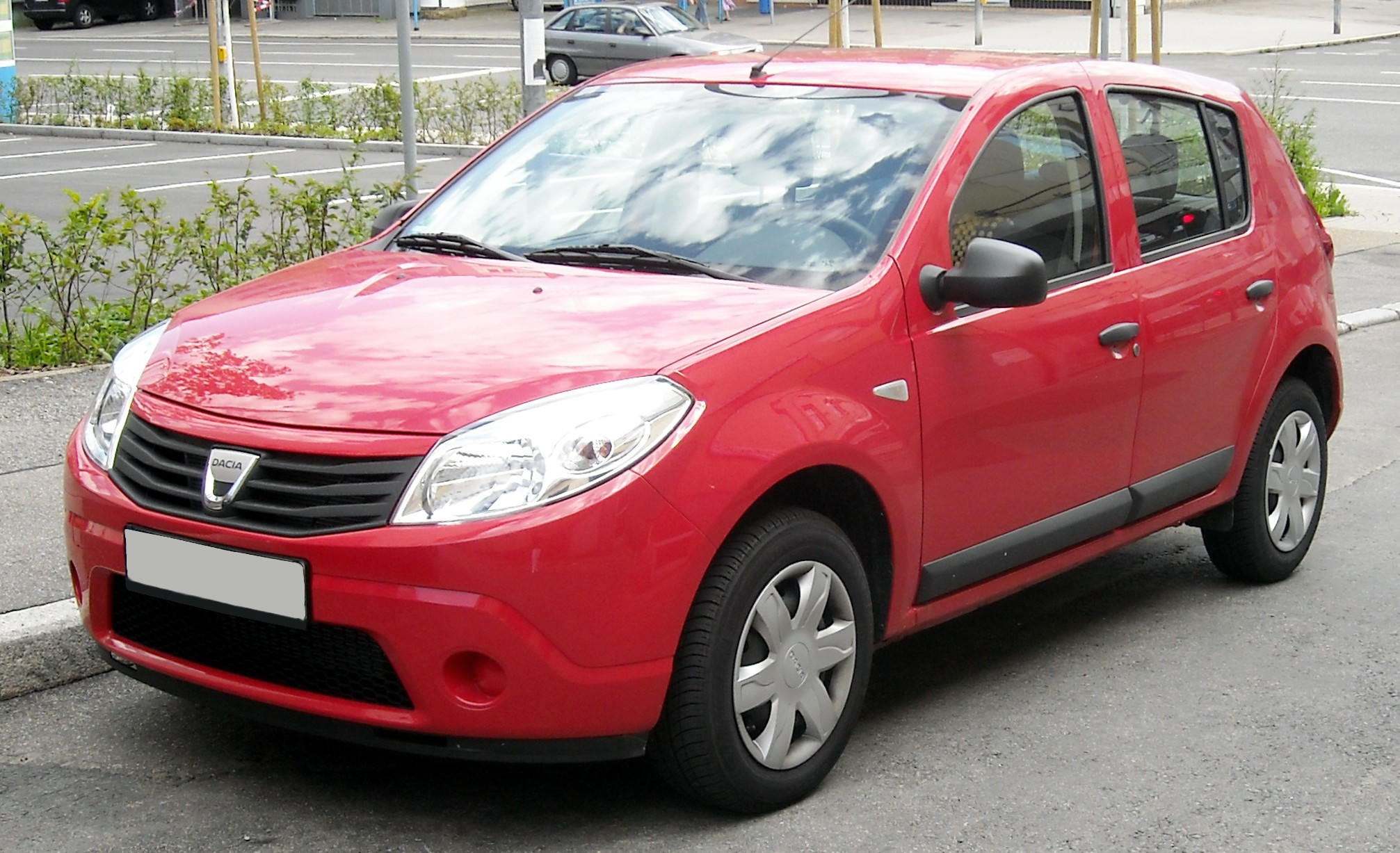
داسيا سانديرو 2009
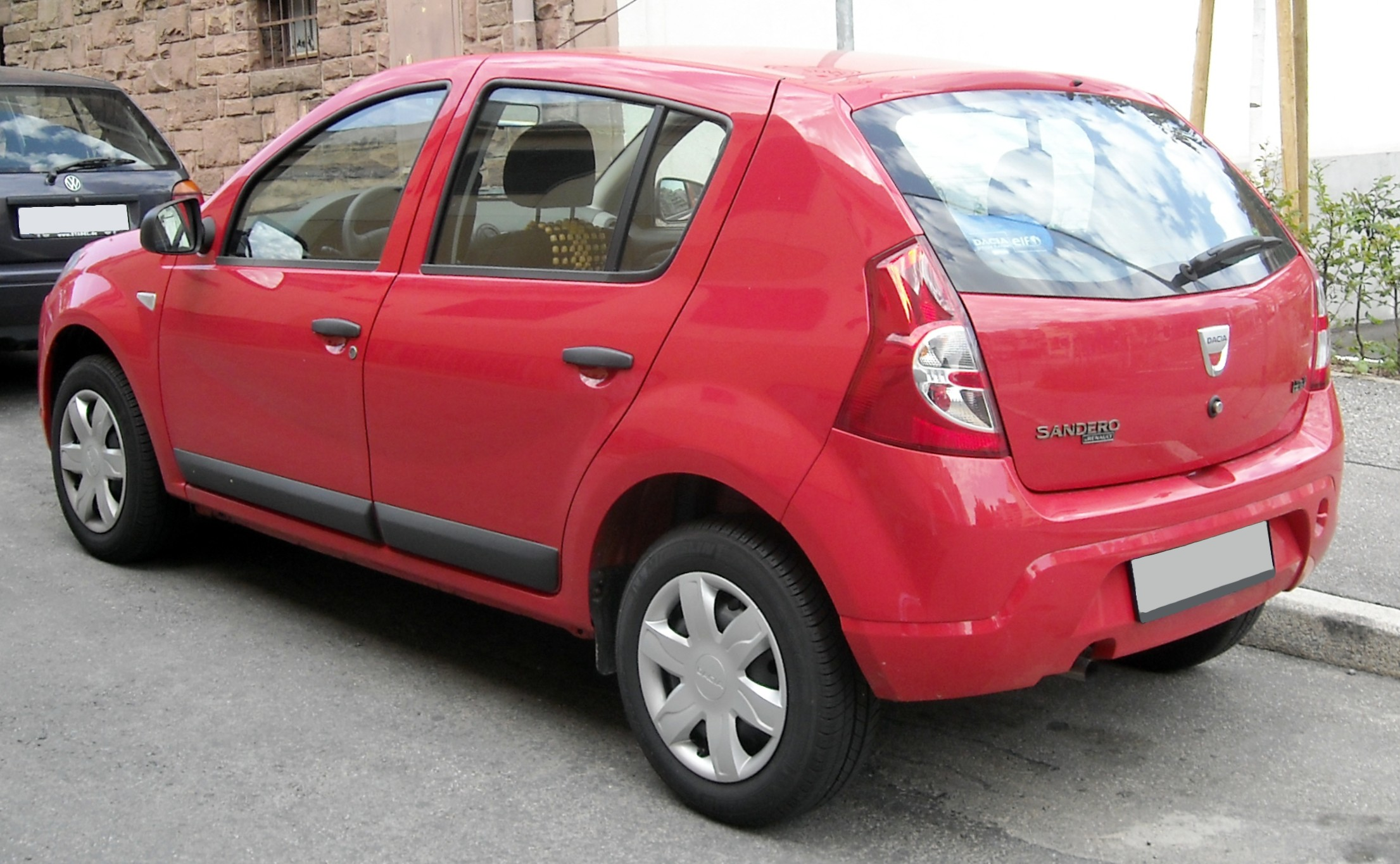
داسيا سانديرو 2009
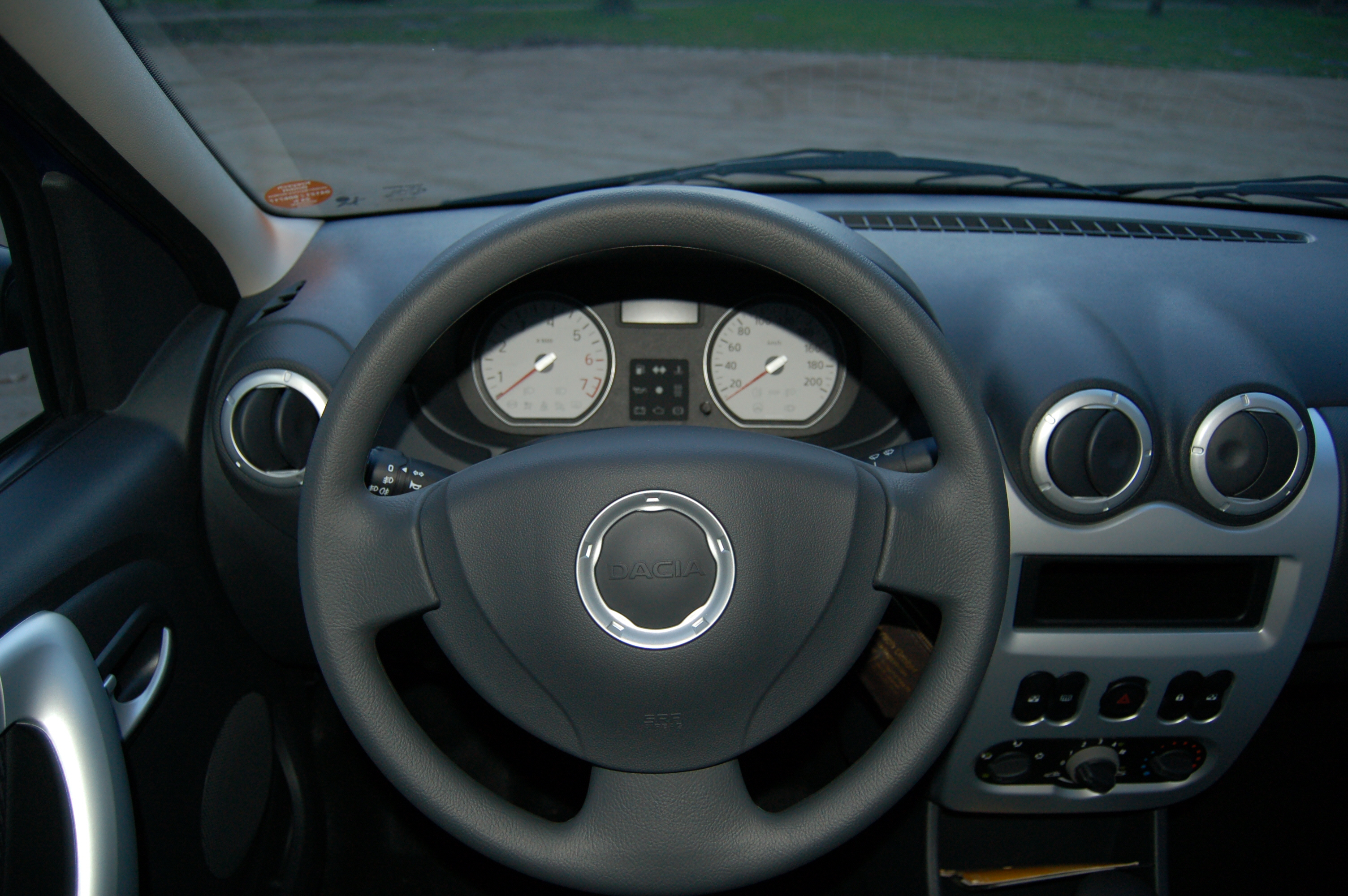
داسيا سانديرو 2009
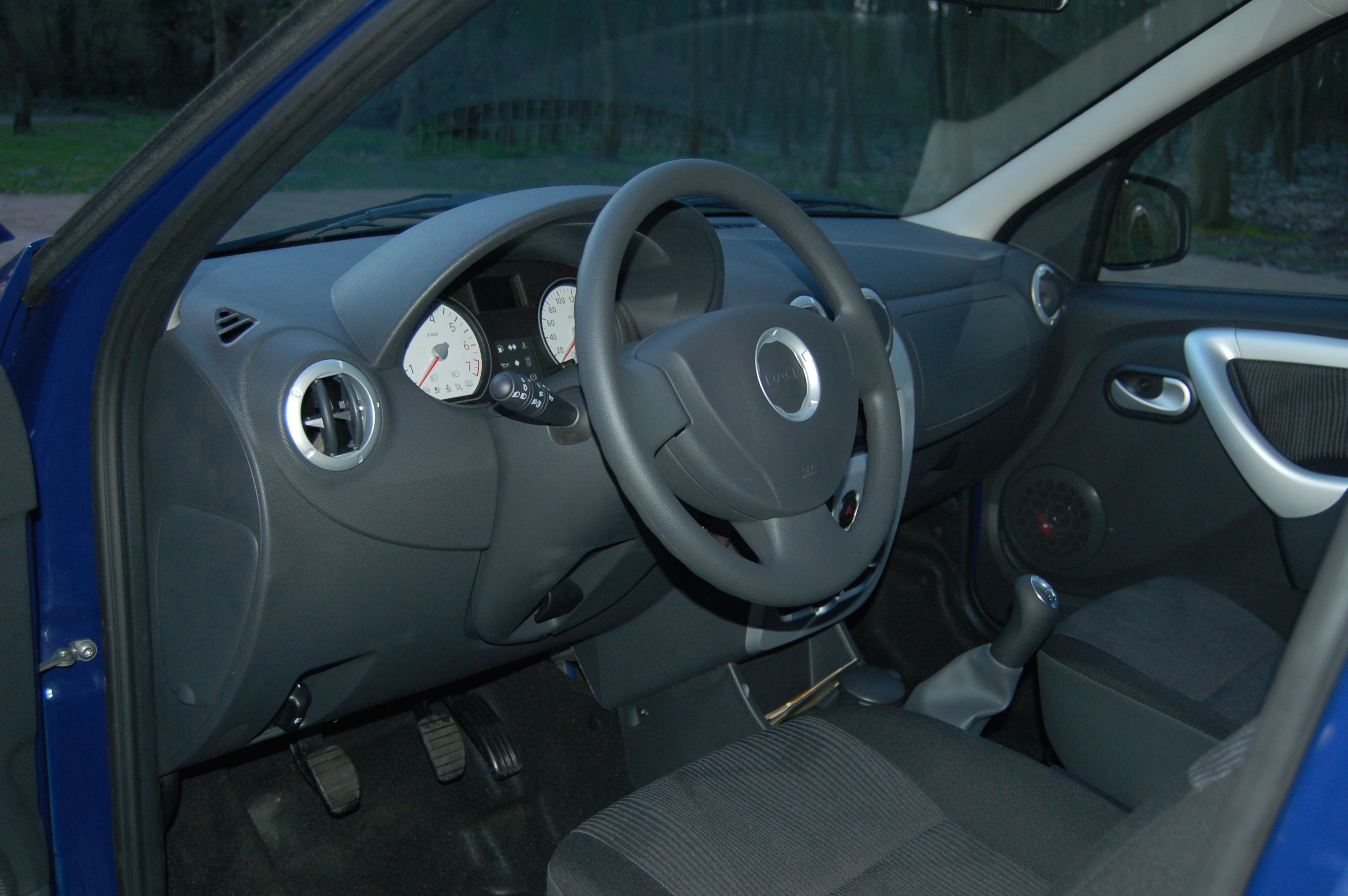
داسيا سانديرو 2009

### سانديرو 2010

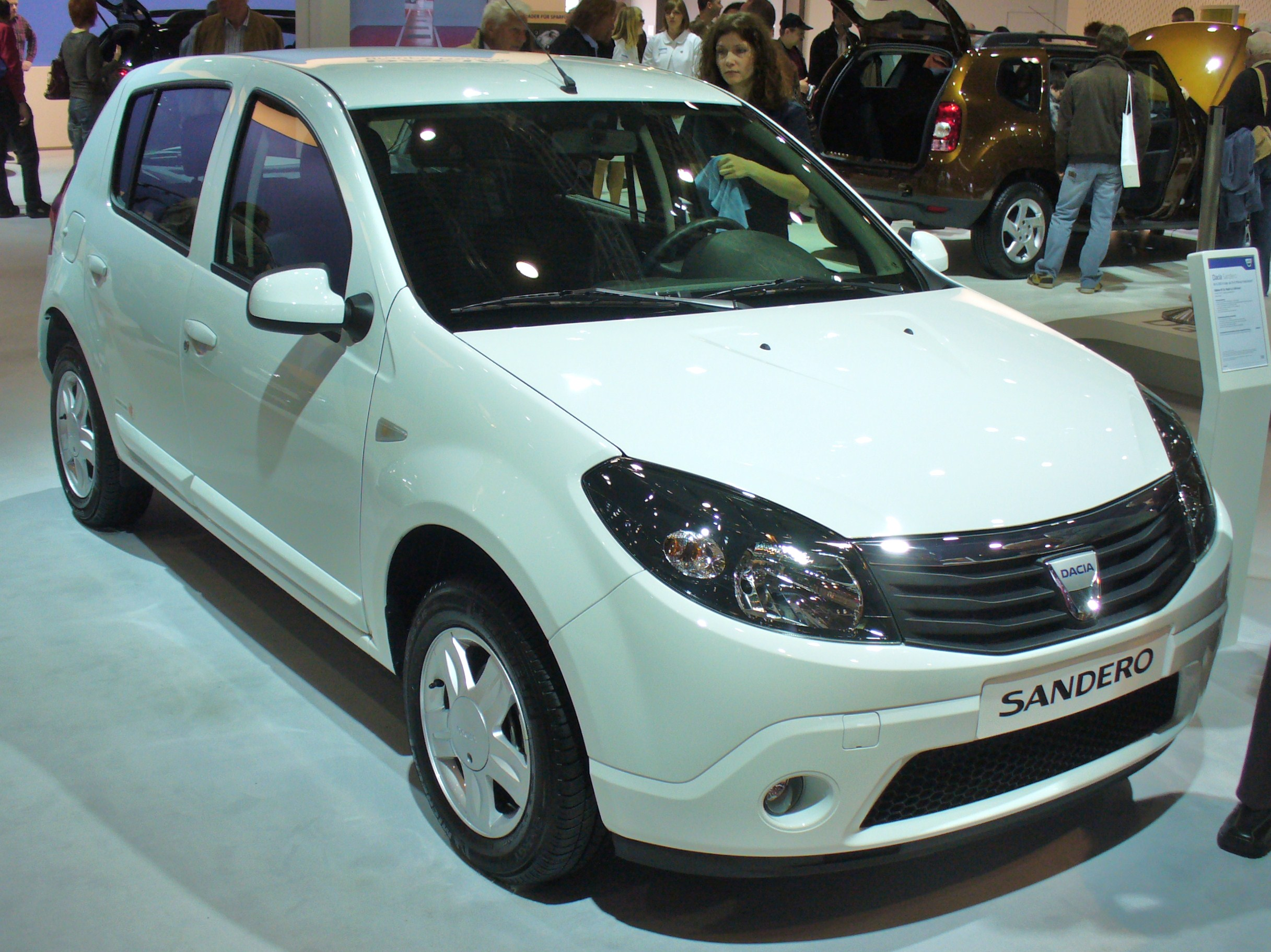
داسيا سانديرو 2010
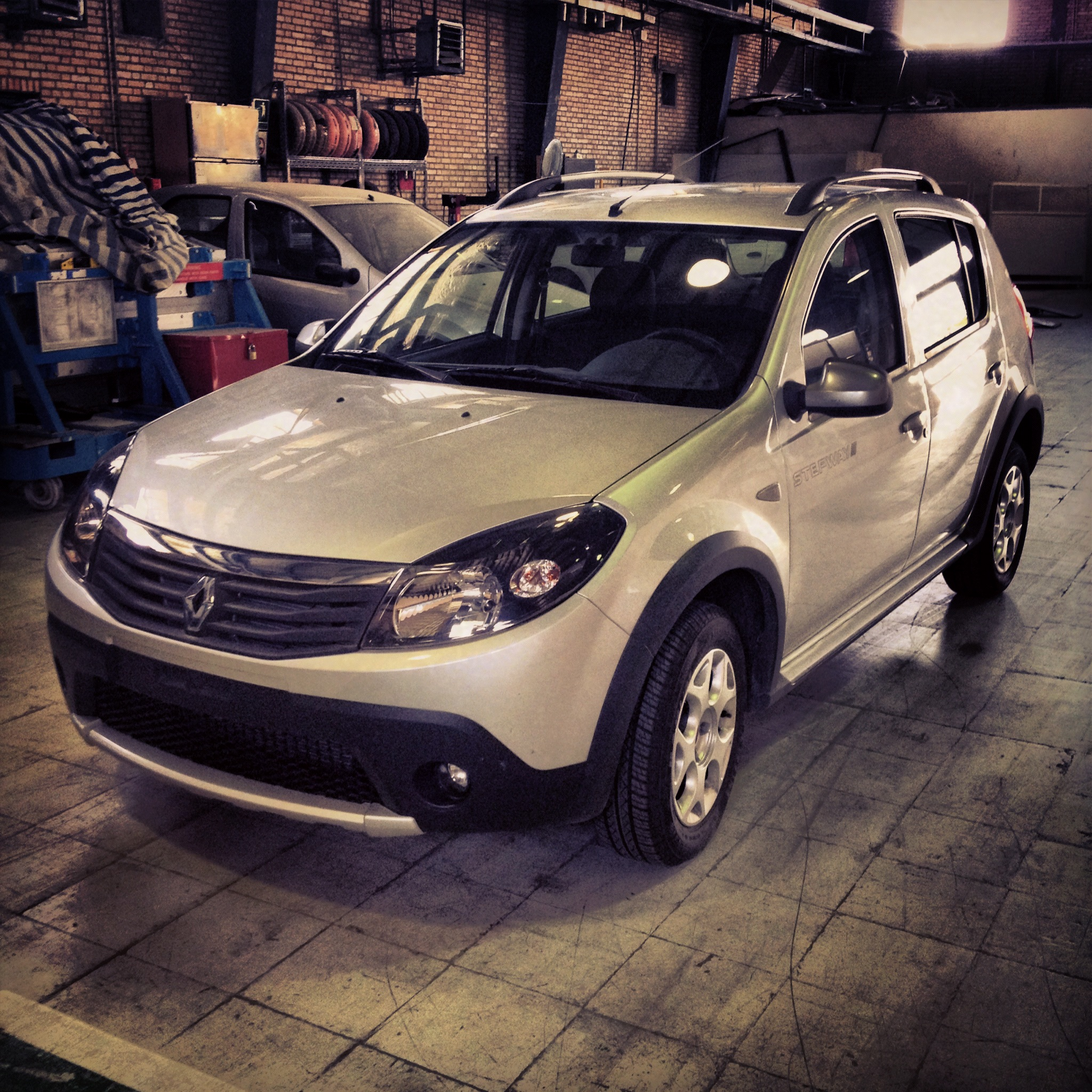
داسيا سانديرو 2010
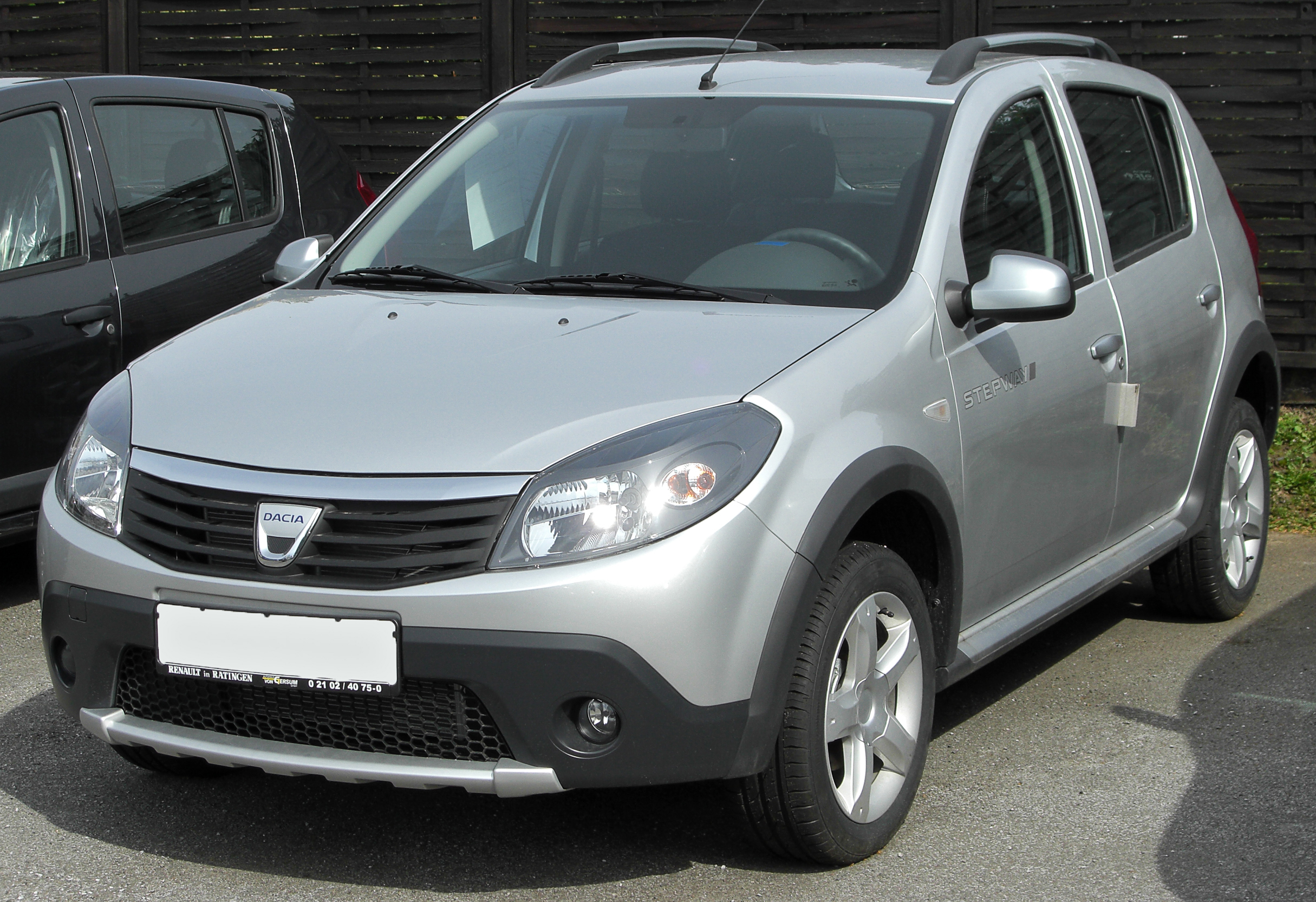
داسيا سانديرو 2010
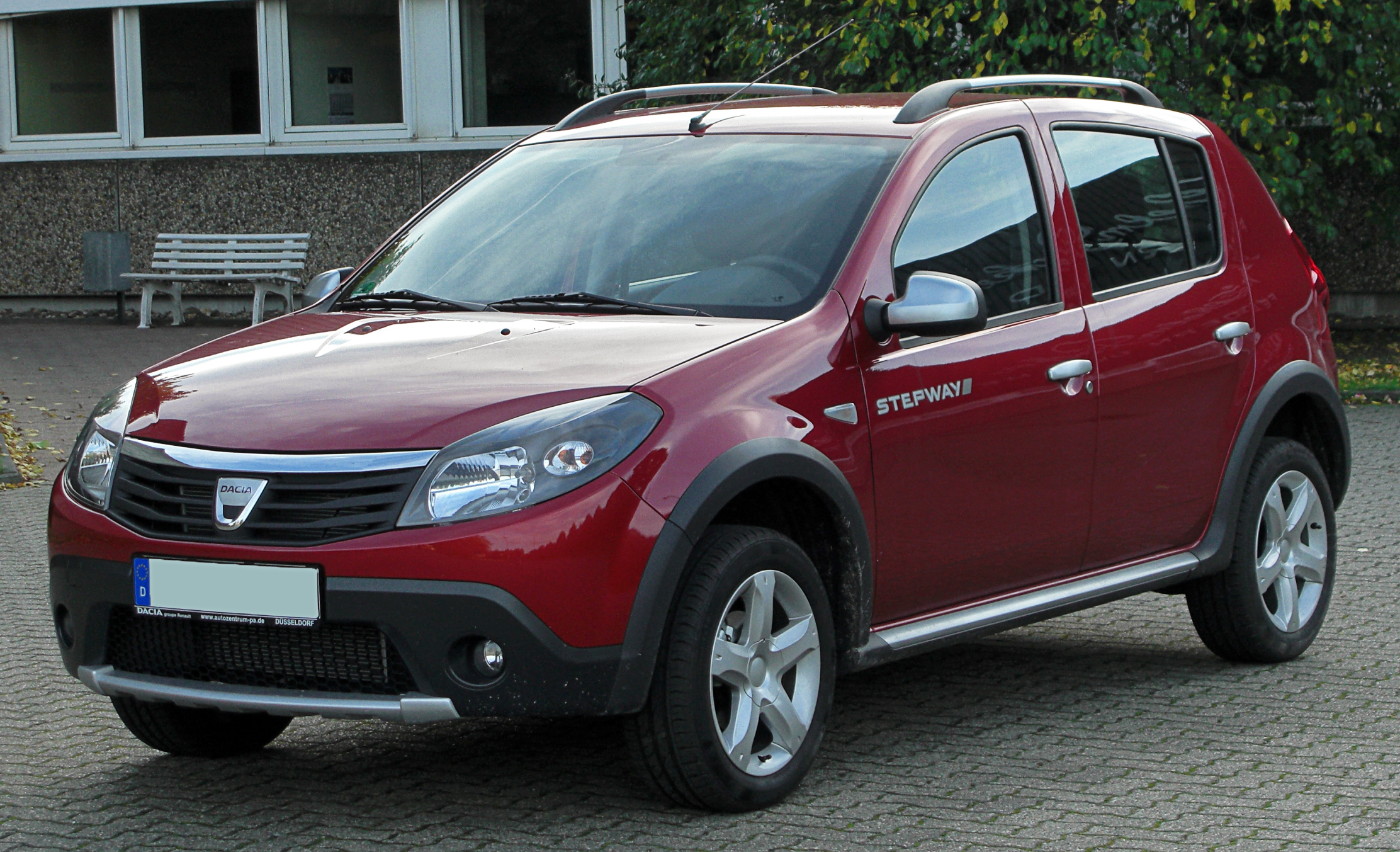
داسيا سانديرو 2010
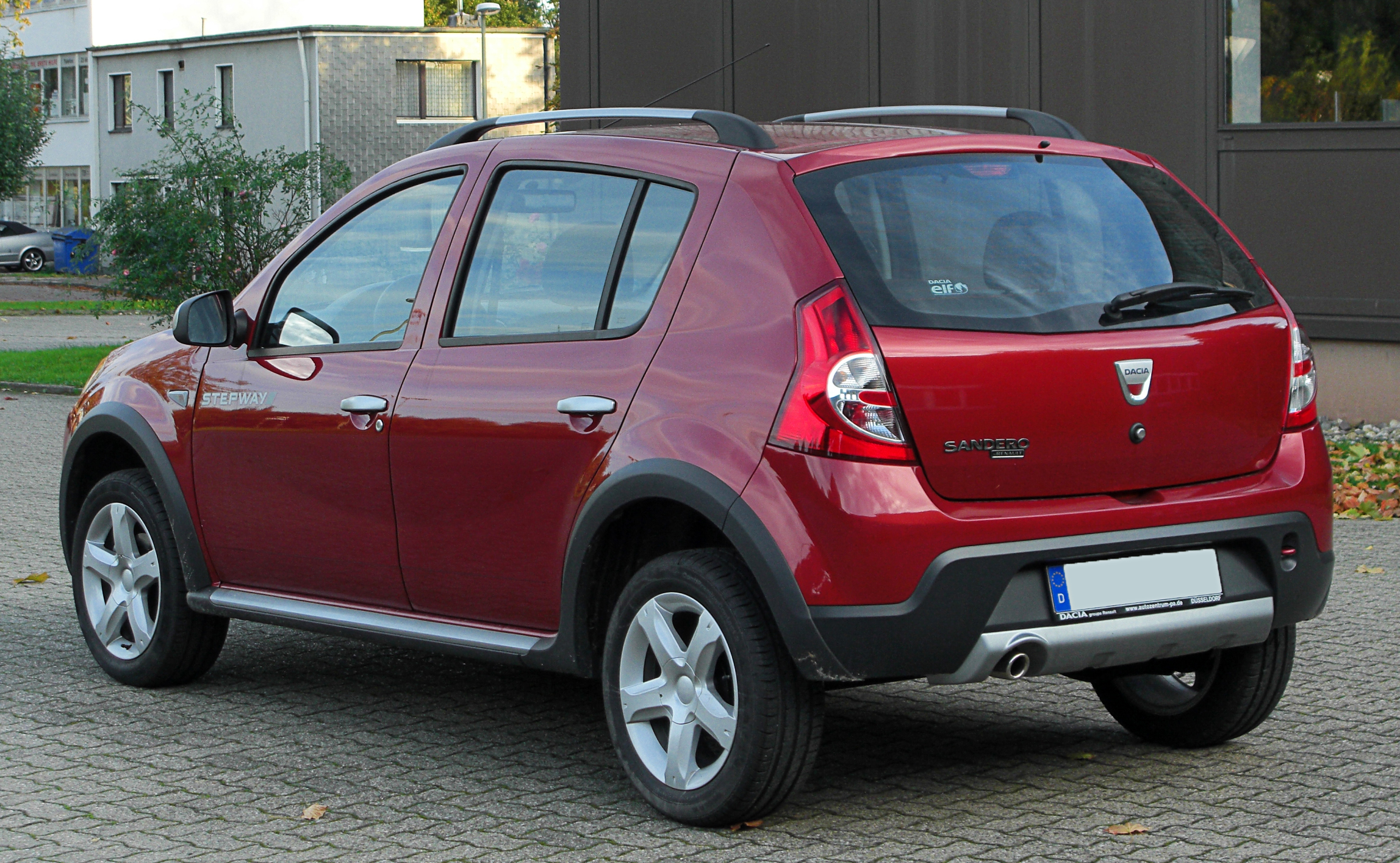
داسيا سانديرو 2010
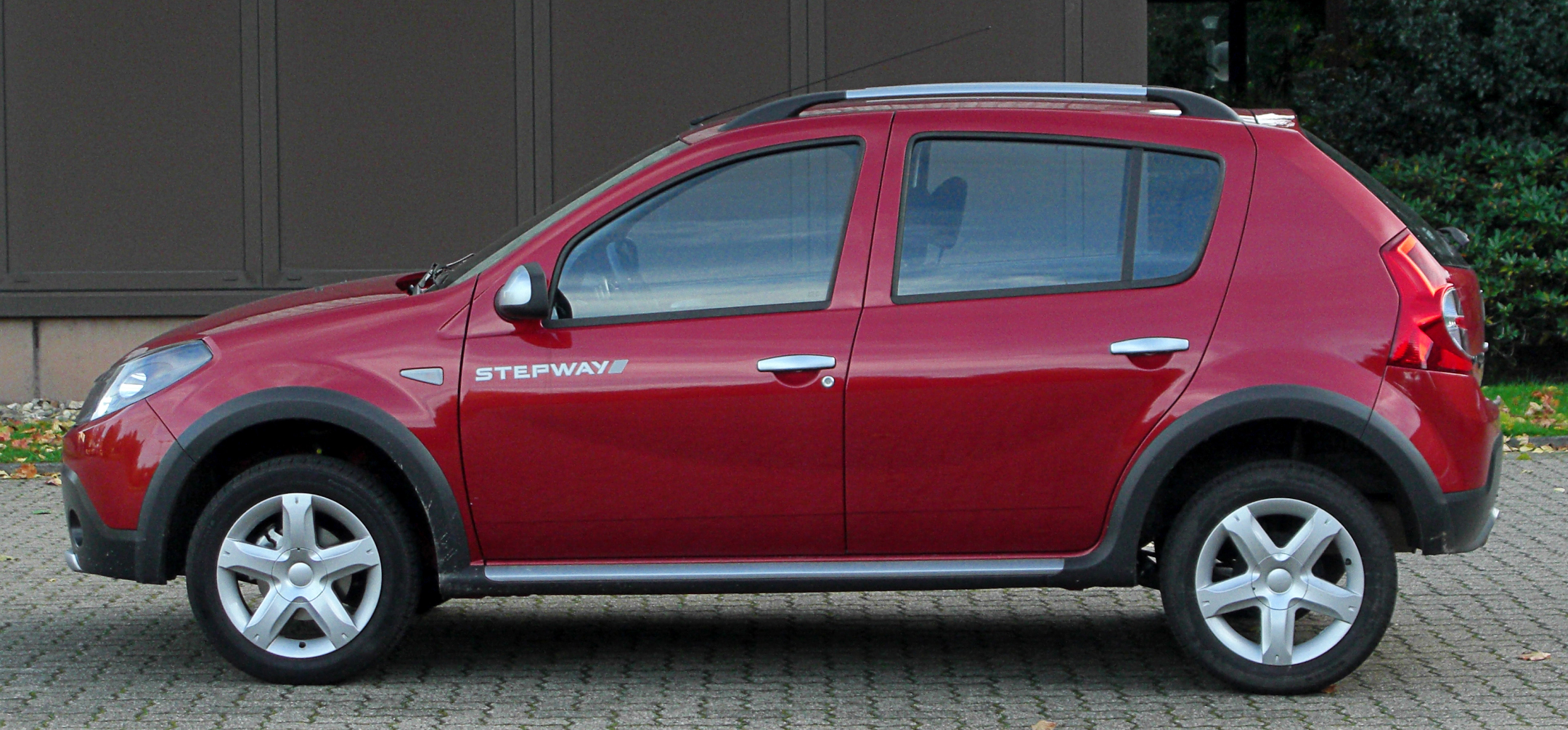
داسيا سانديرو 2010

### سانديرو 2011

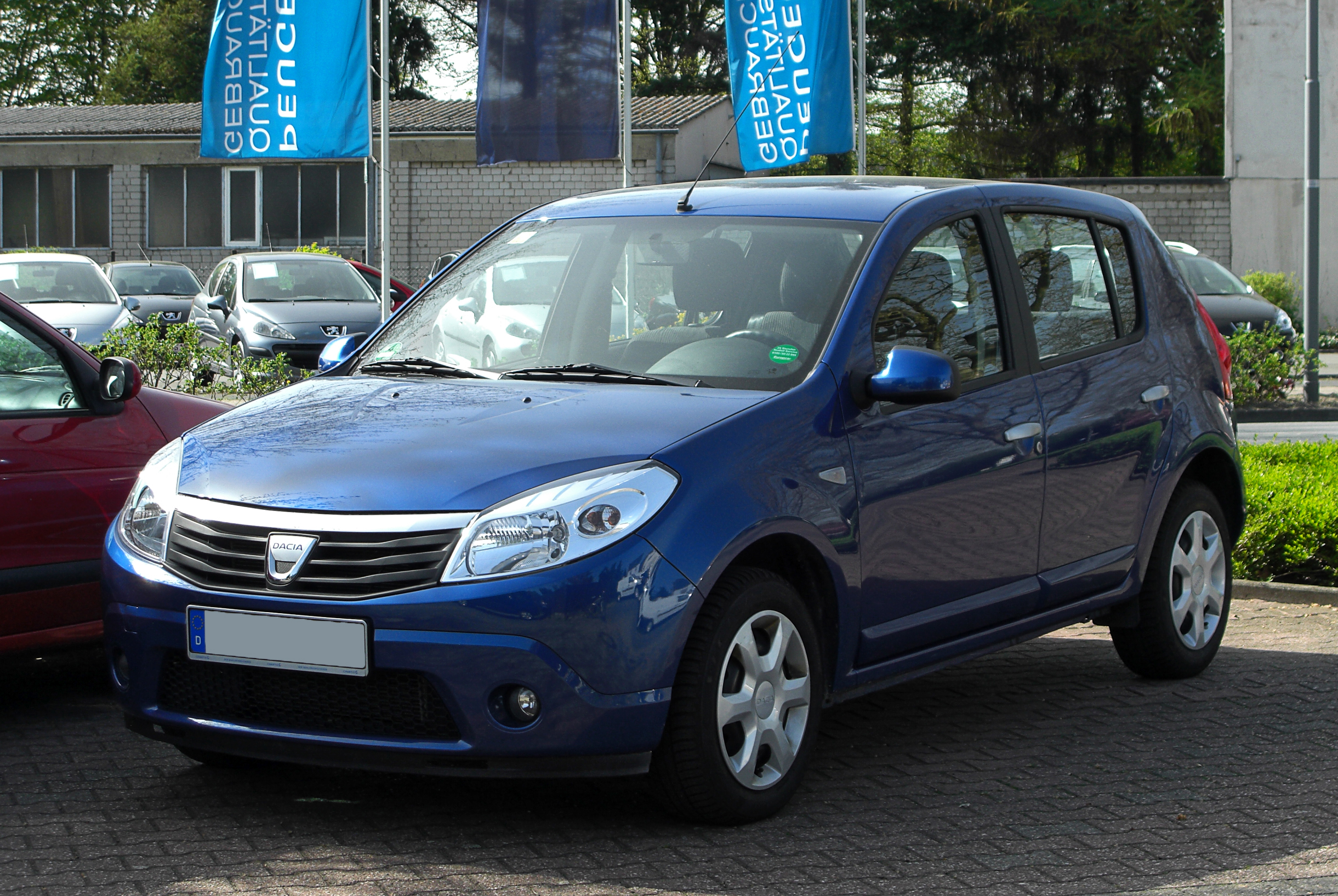
داسيا سانديرو 2011
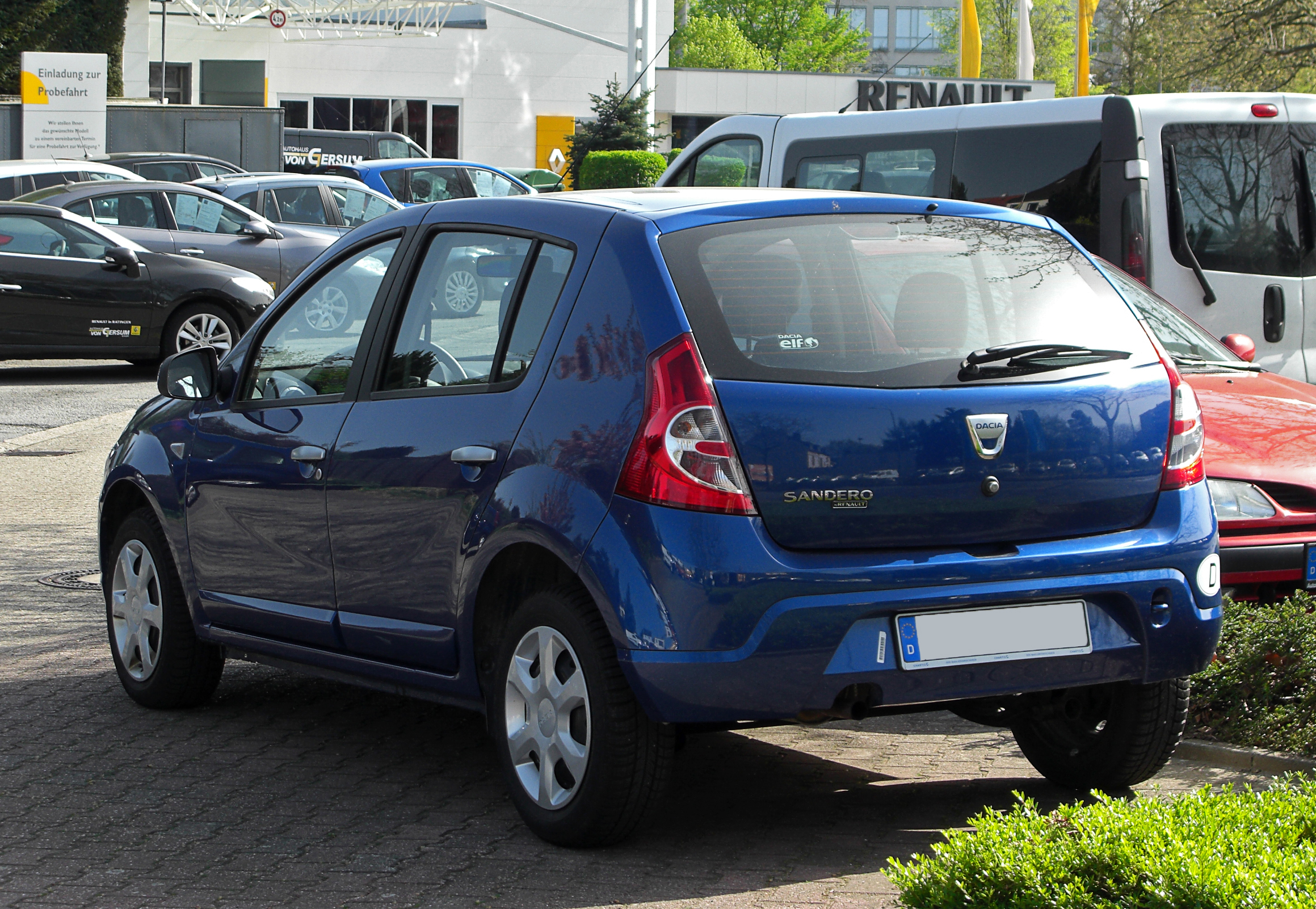
داسيا سانديرو 2011
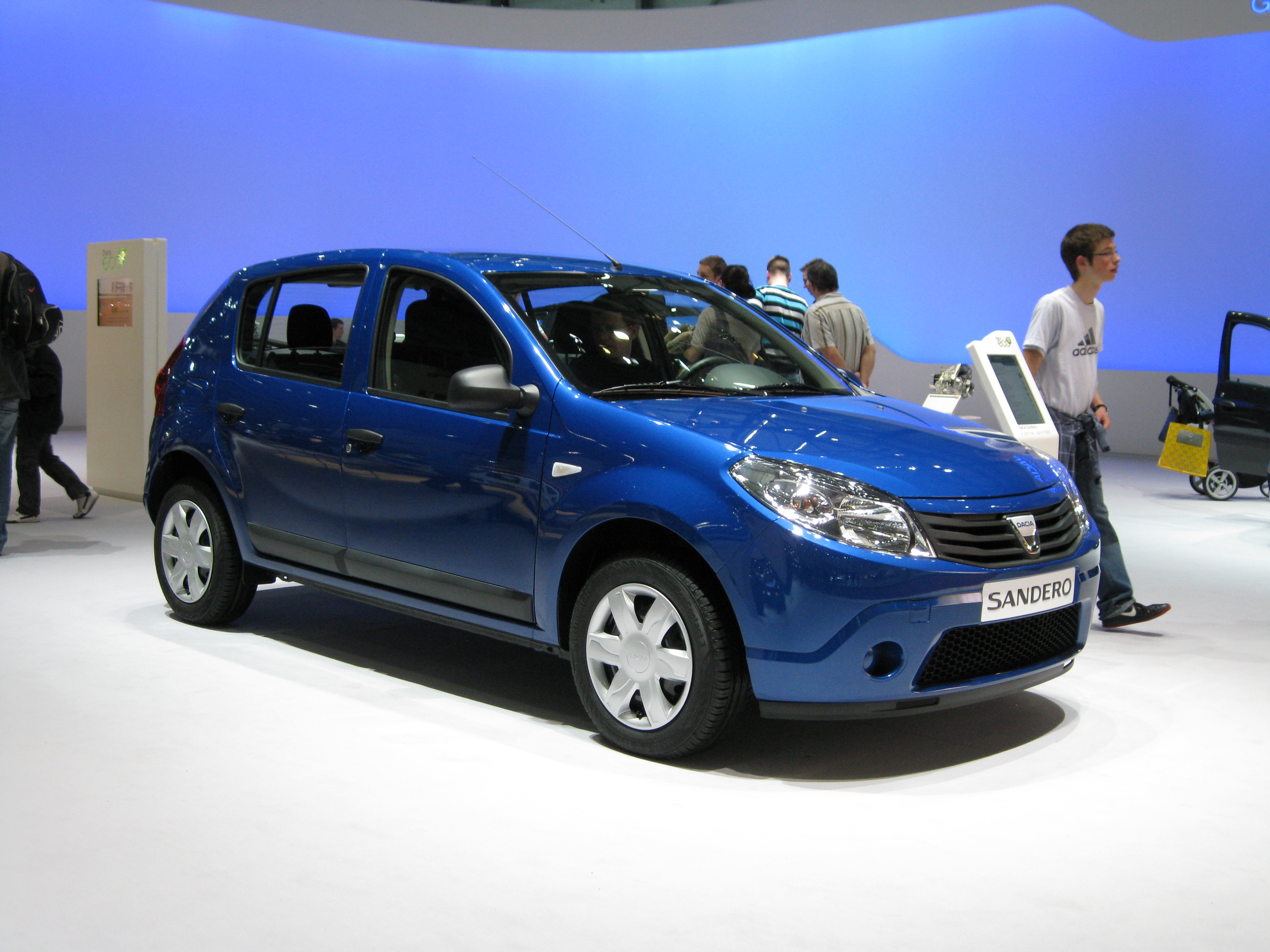
داسيا سانديرو 2011
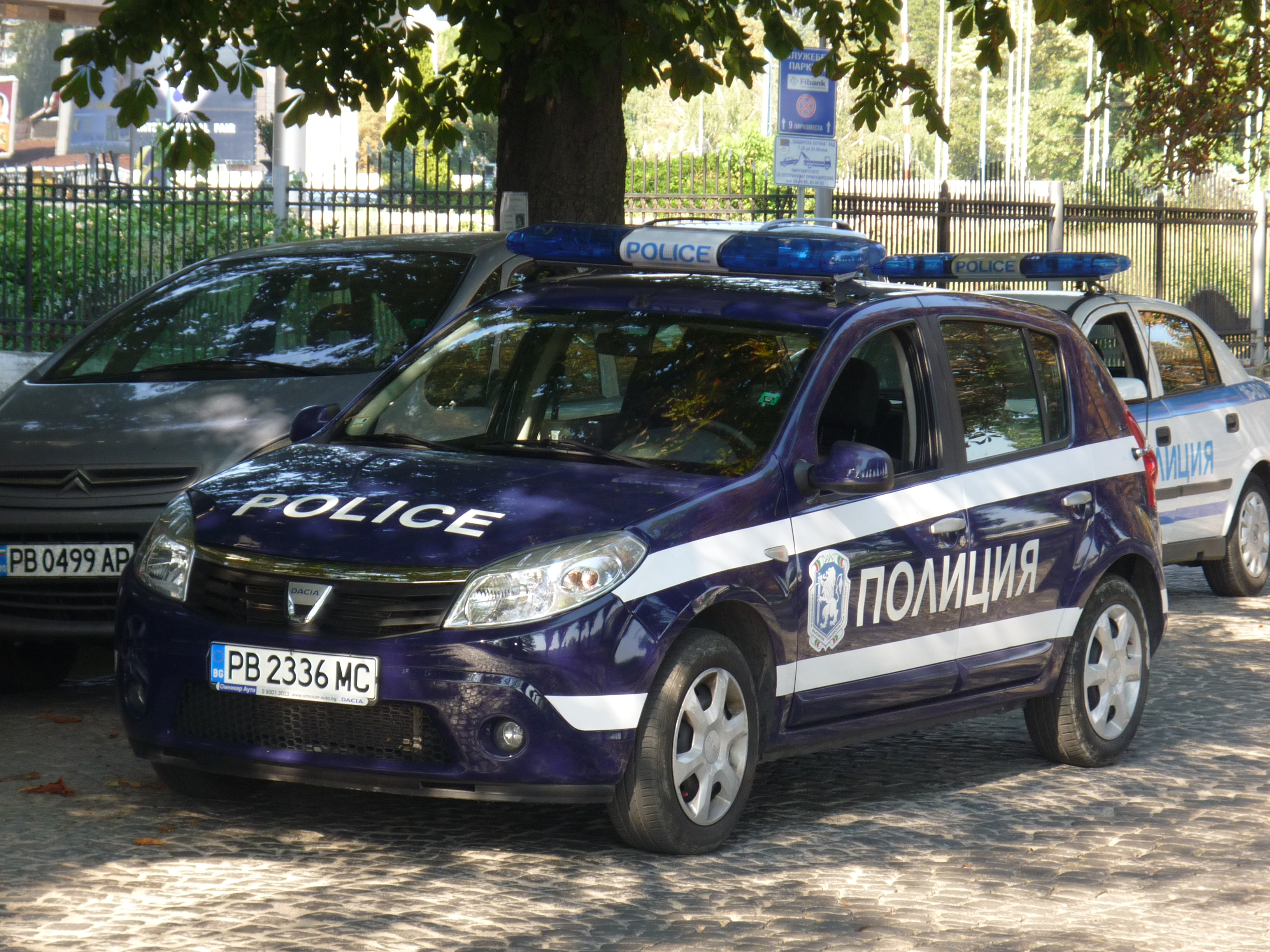
داسيا سانديرو 2011

### سانديرو 2012

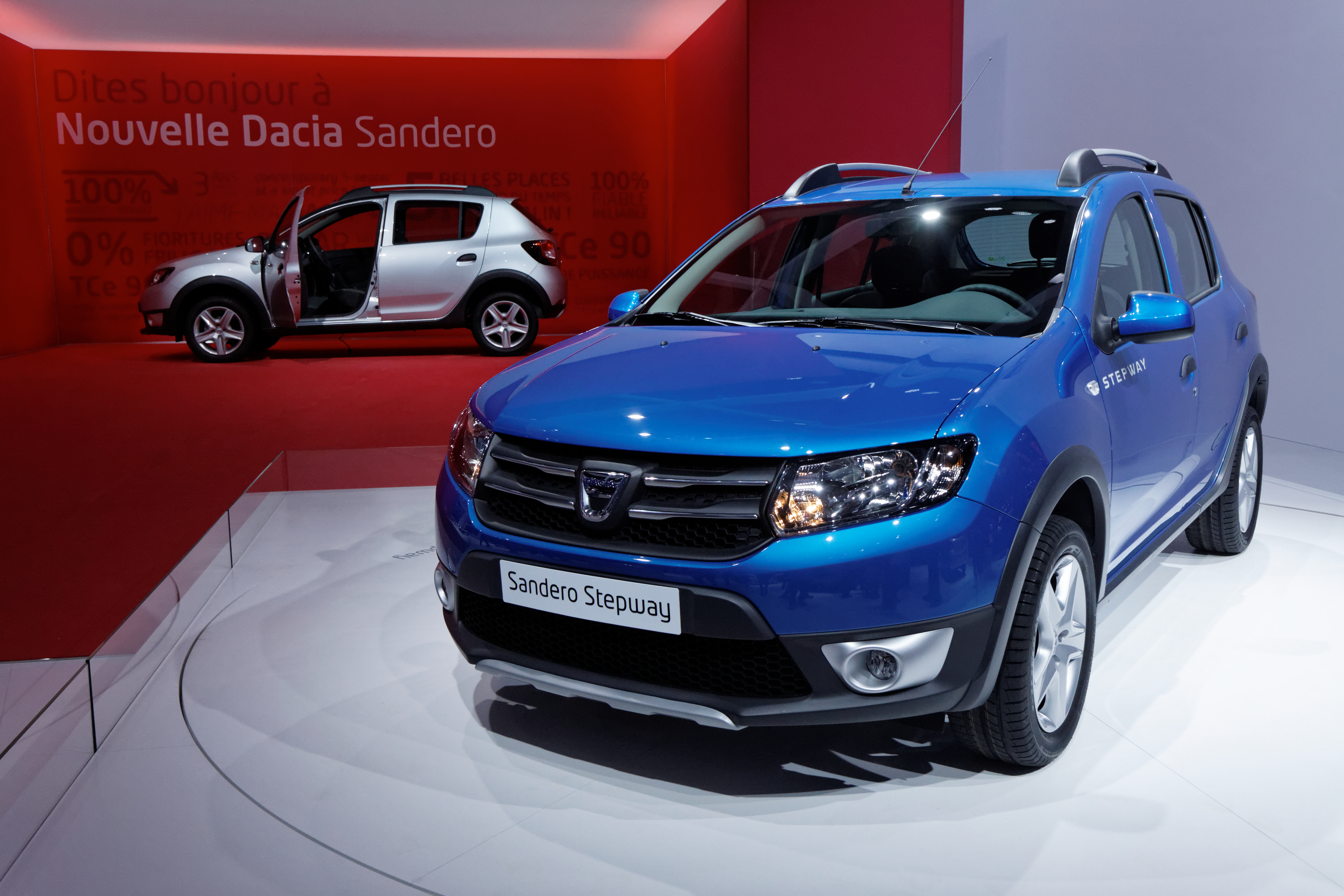
داسيا سانديرو 2012
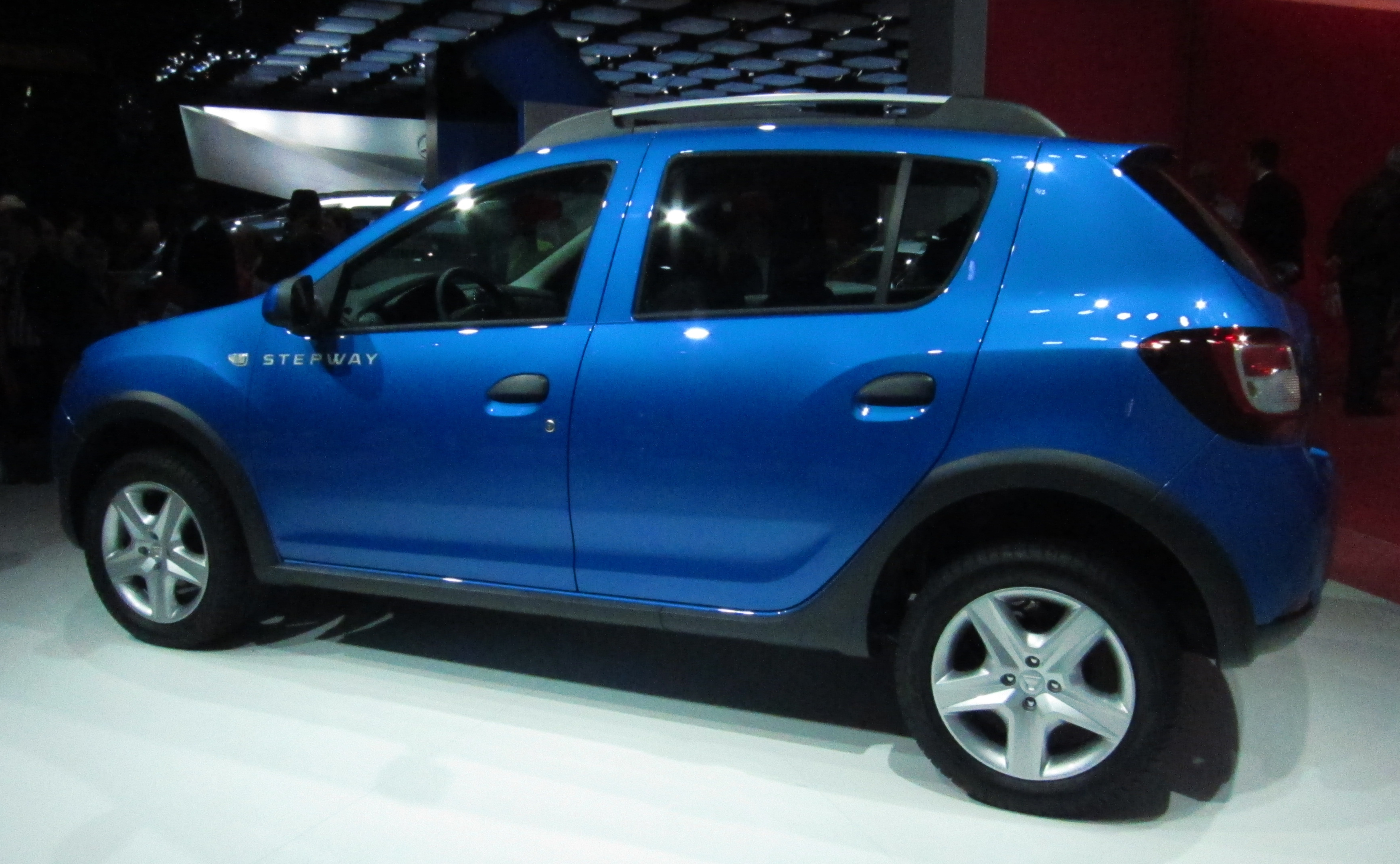
داسيا سانديرو 2012
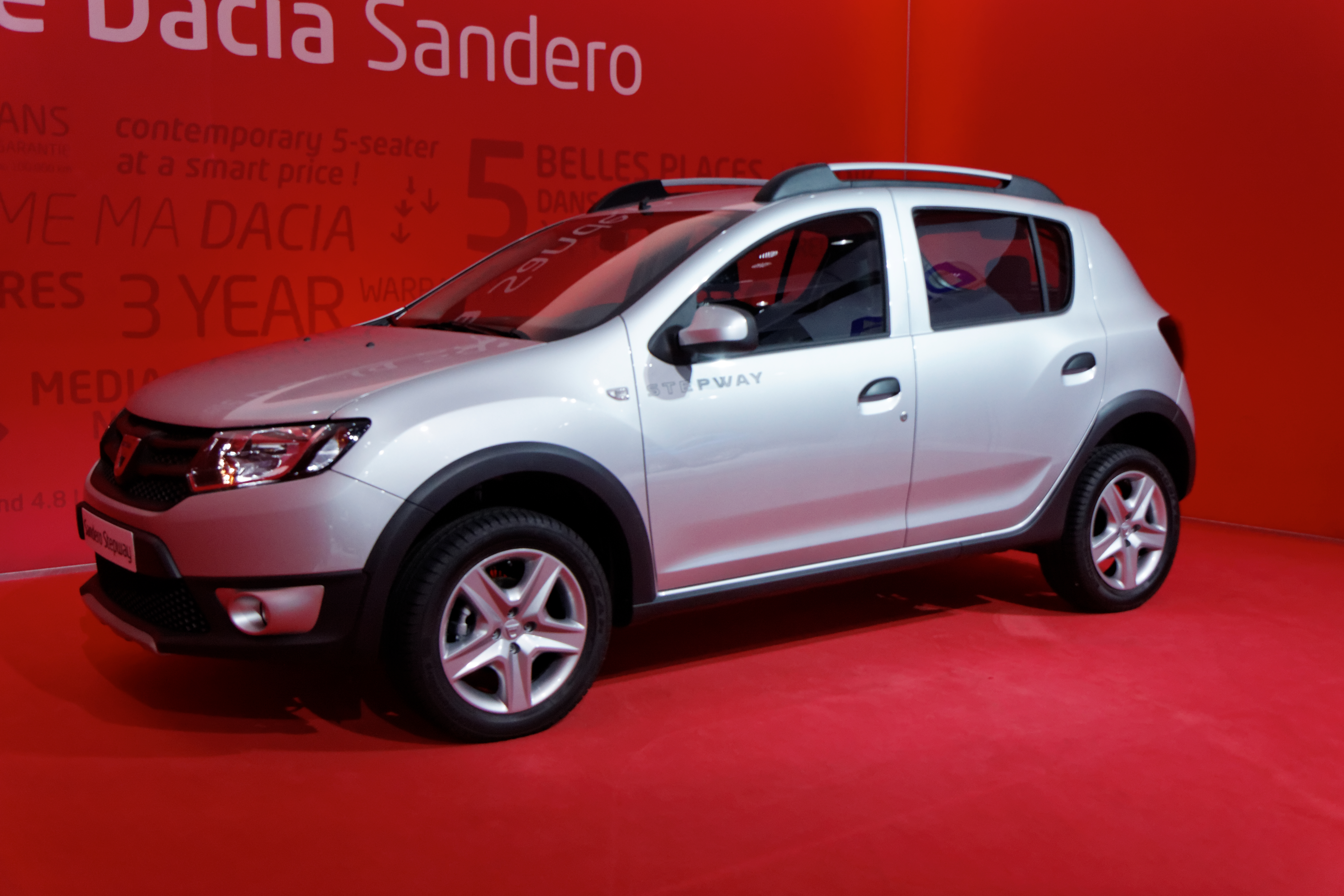
داسيا سانديرو 2012
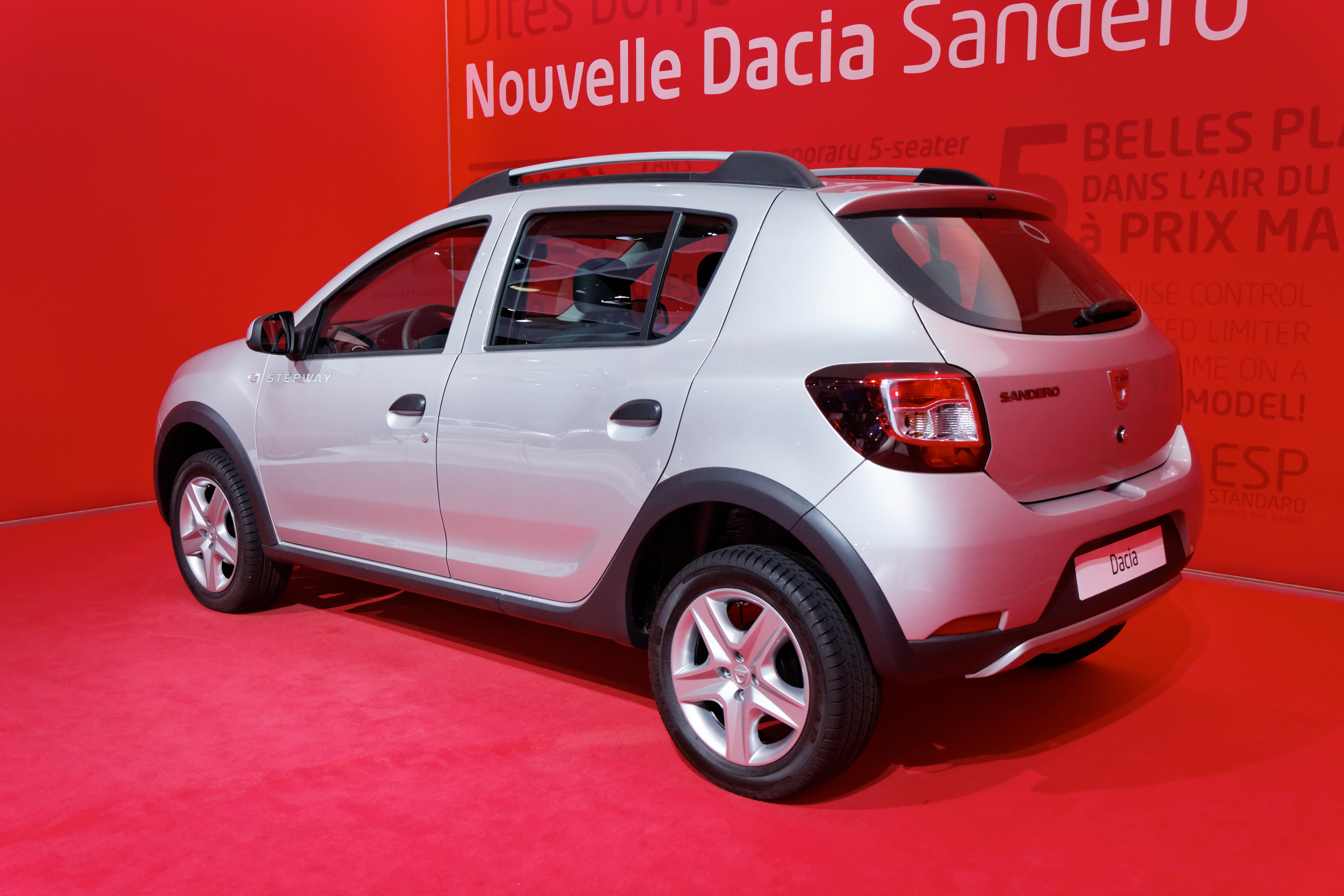
داسيا سانديرو 2012
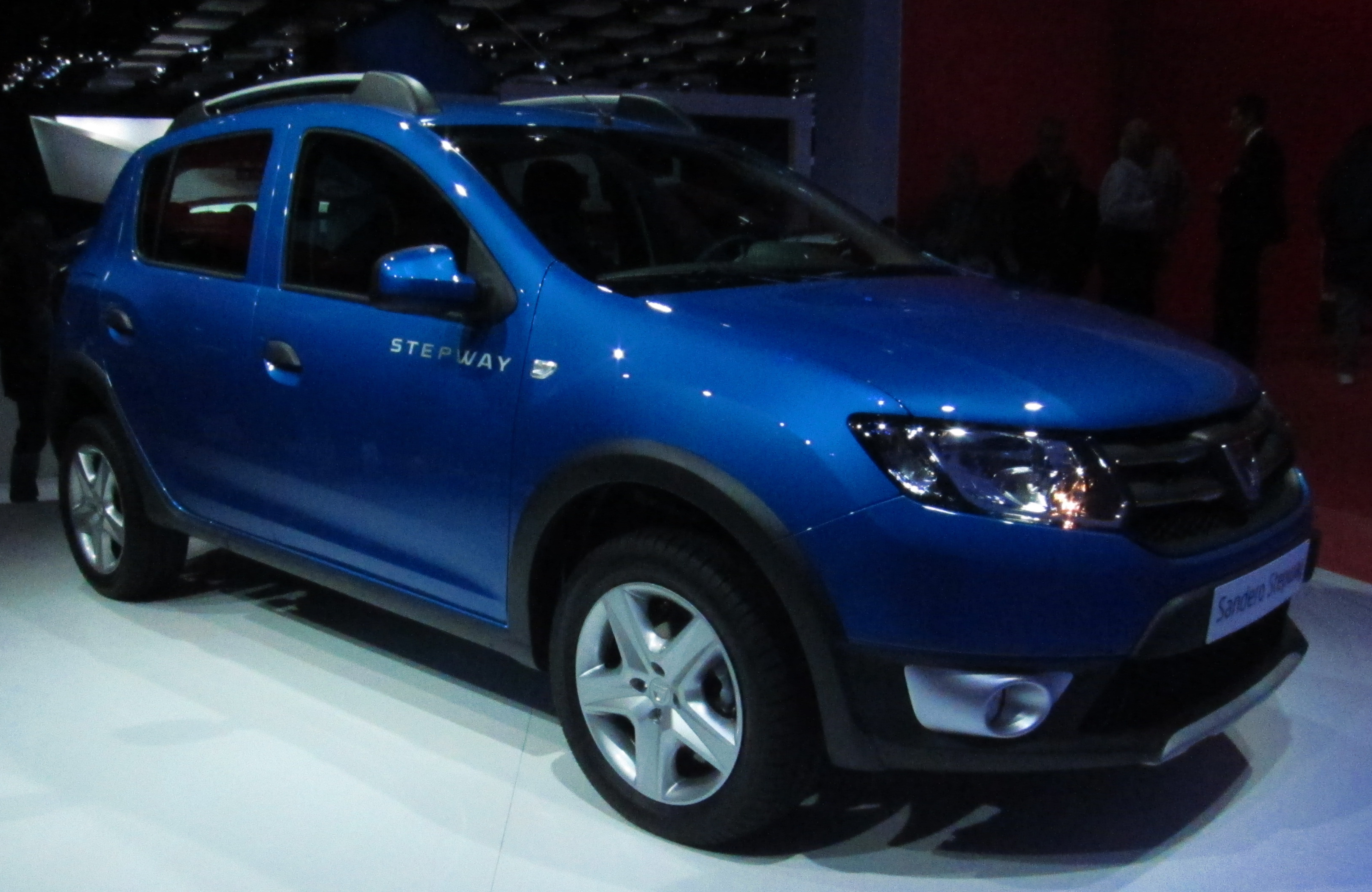
داسيا سانديرو 2012
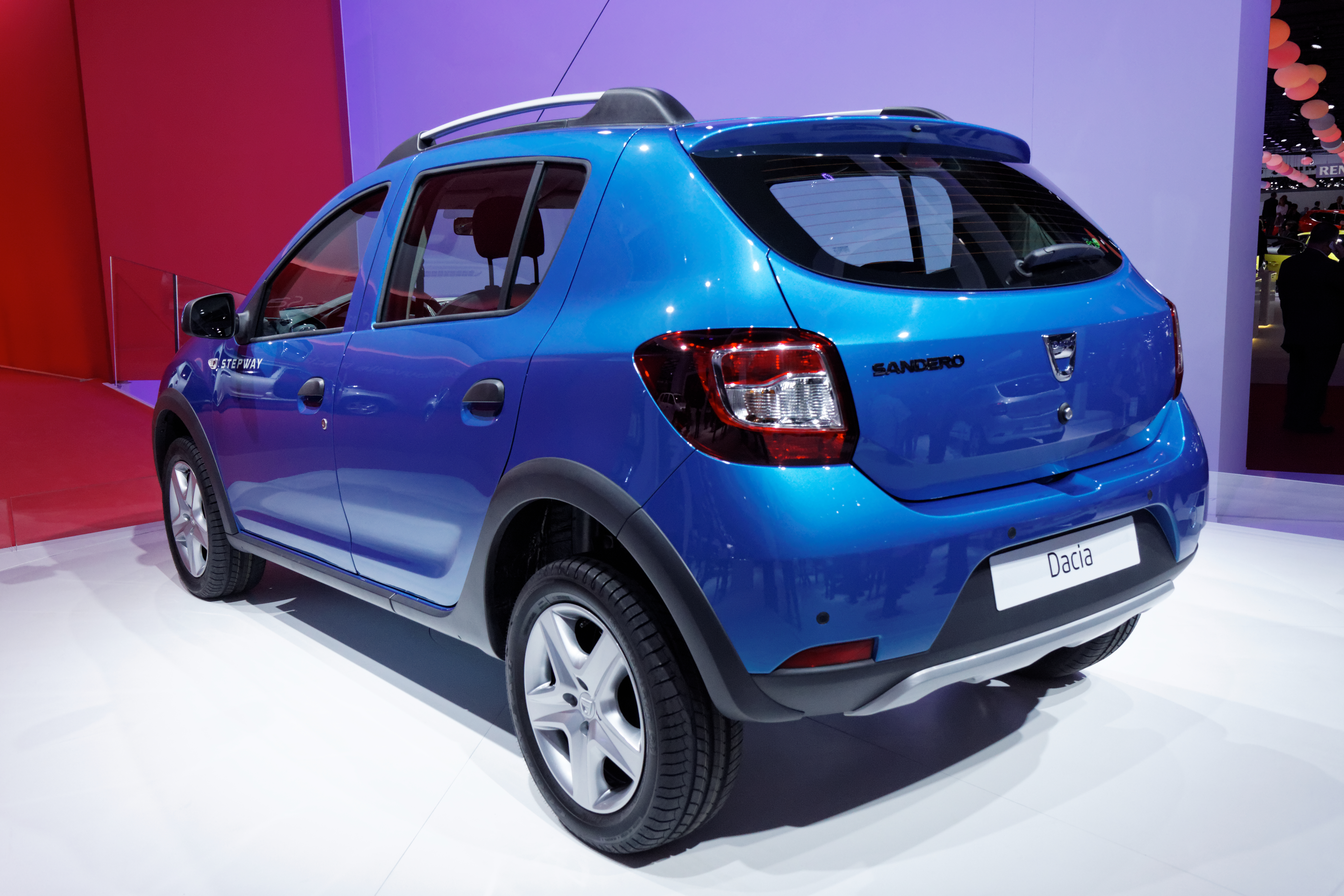
داسيا سانديرو 2012

### سانديرو 2013

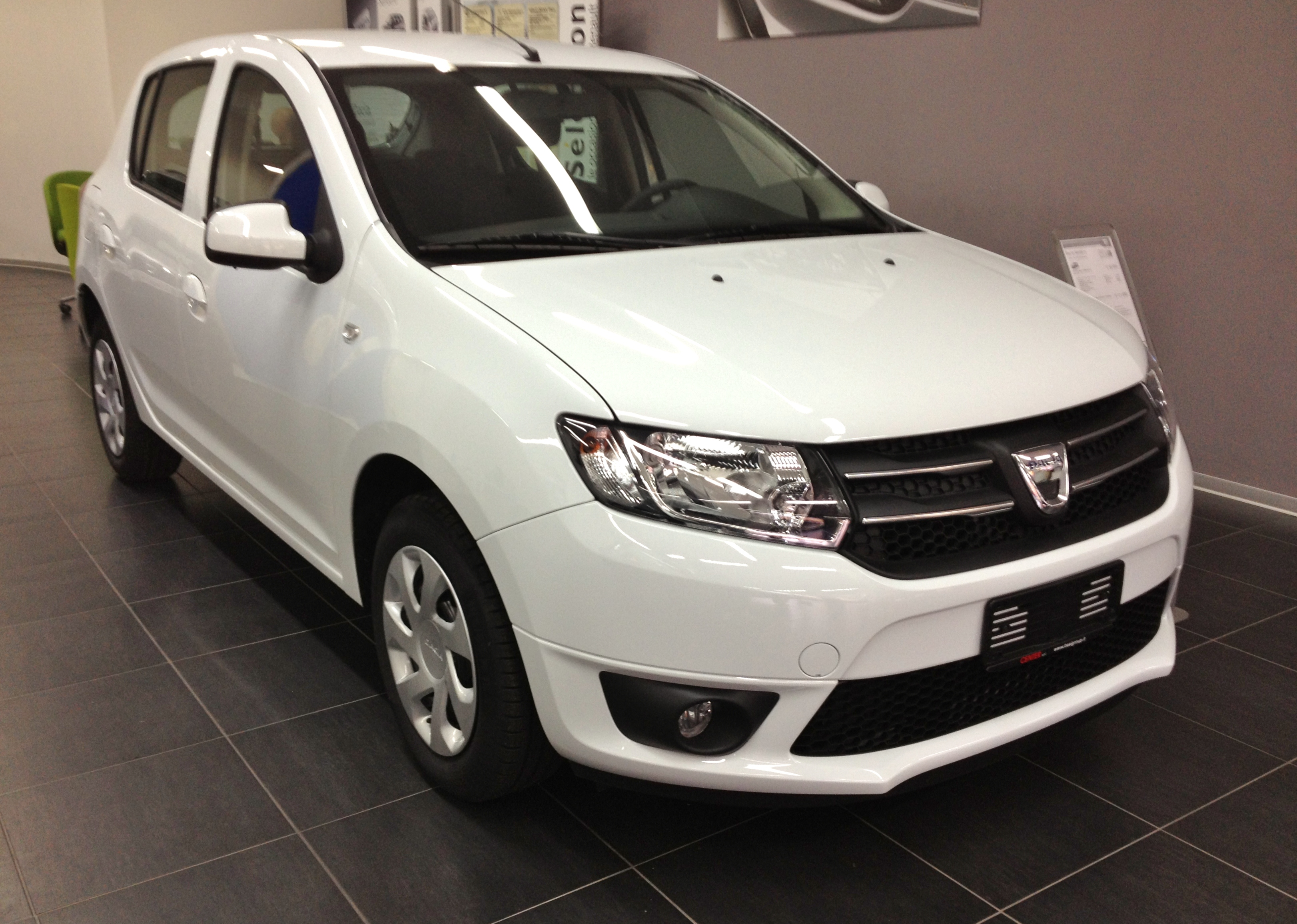
داسيا سانديرو 2013
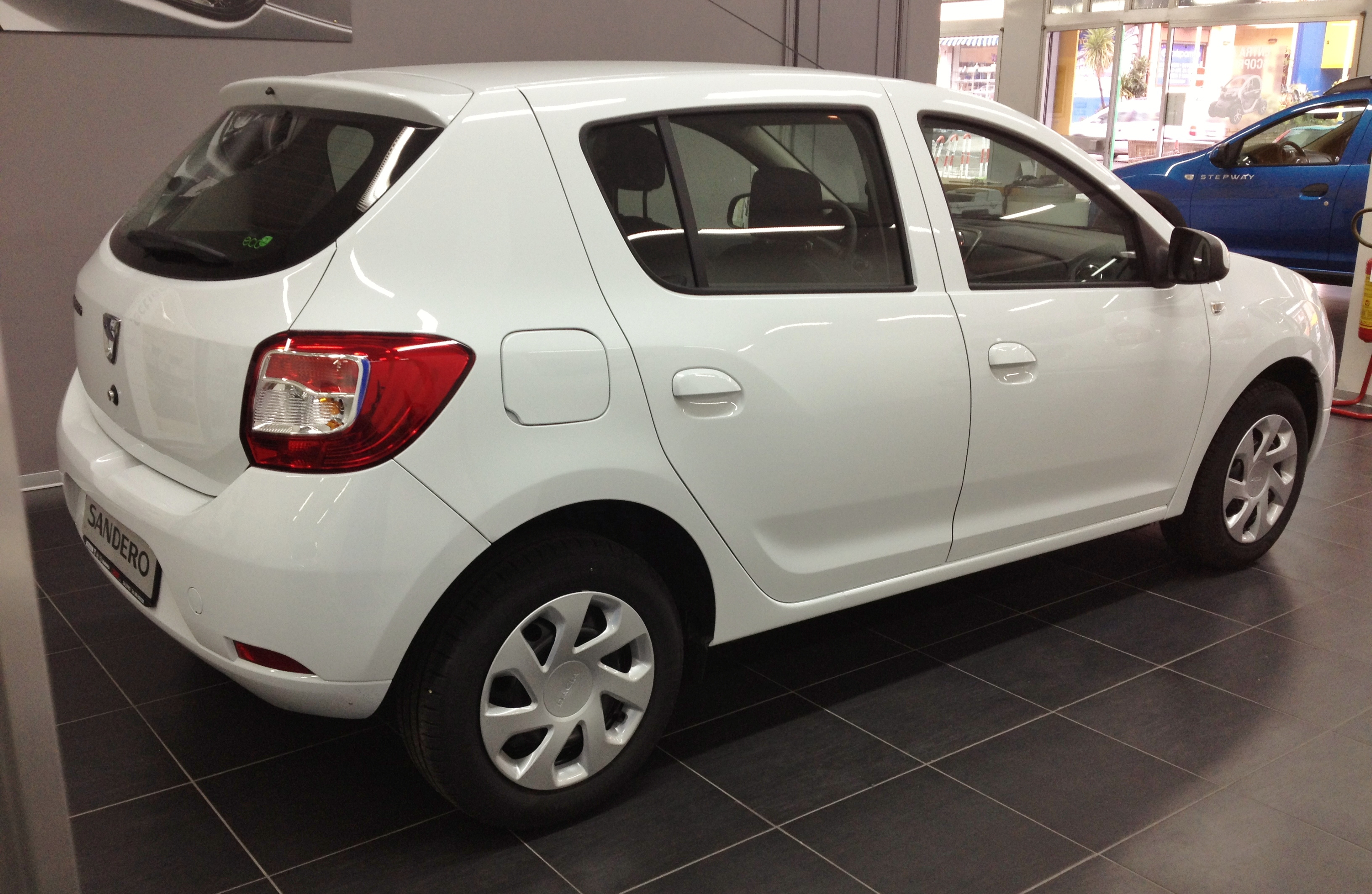
داسيا سانديرو 2013
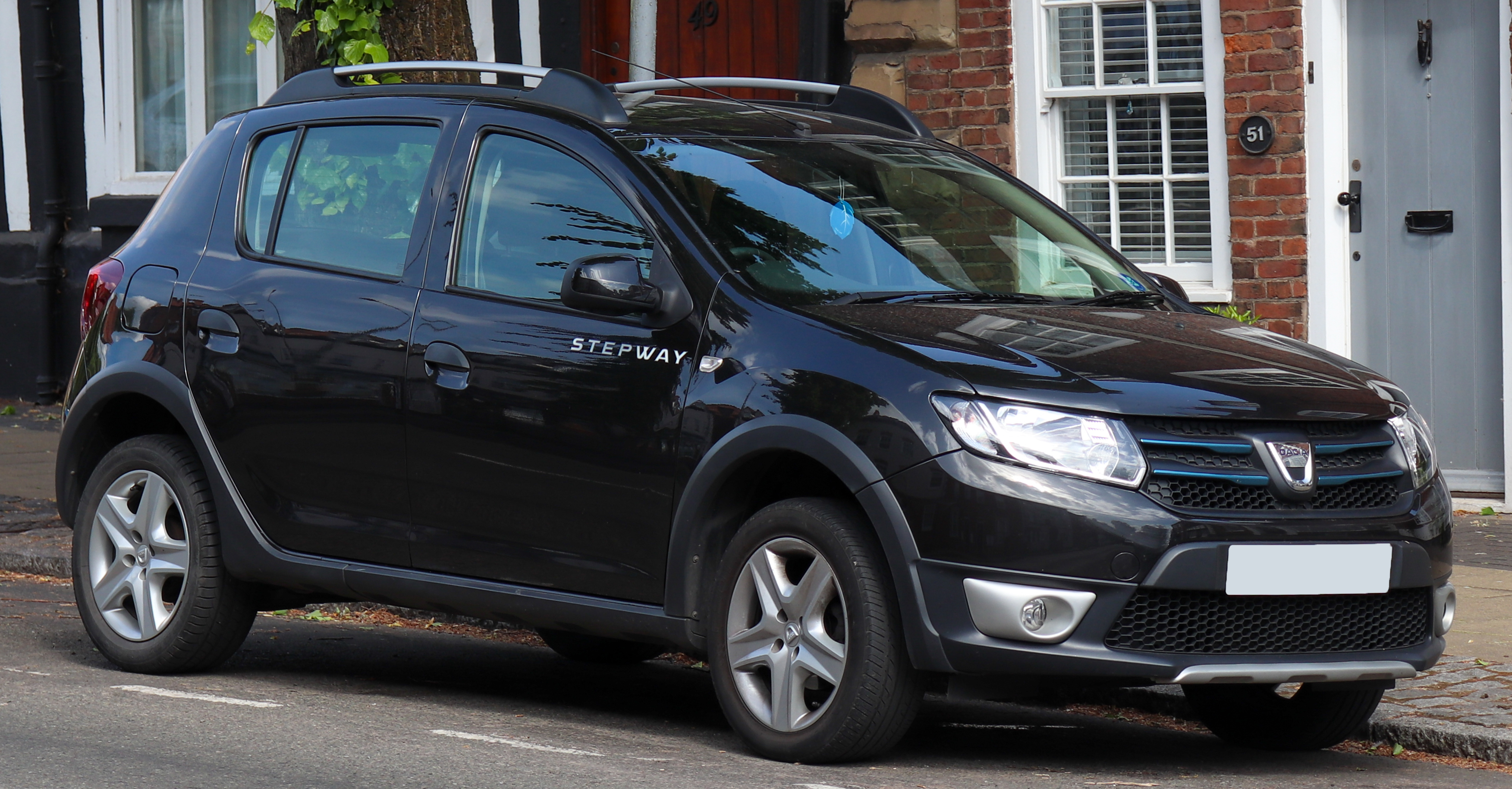
داسيا سانديرو 2013
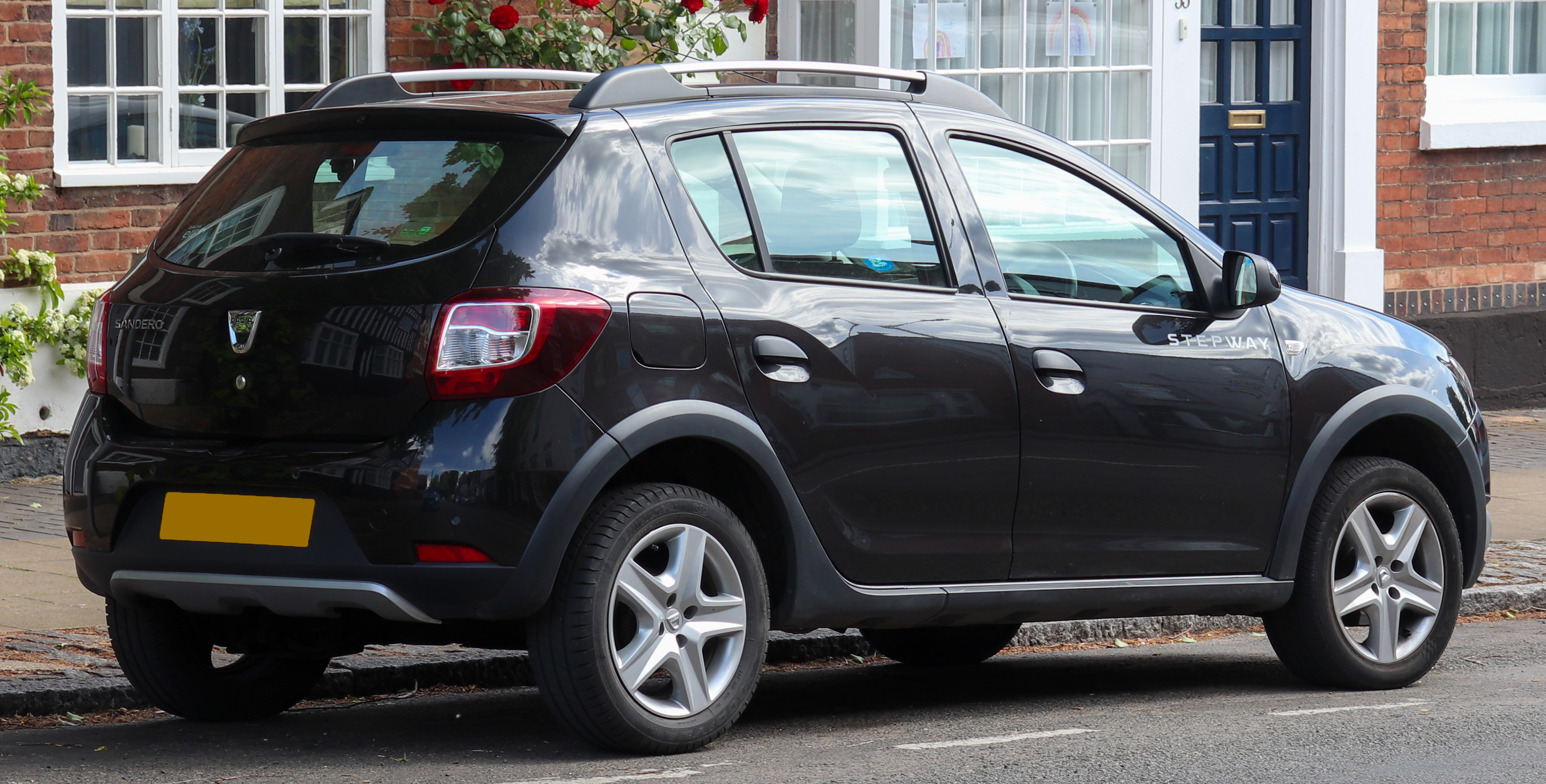
داسيا سانديرو 2013
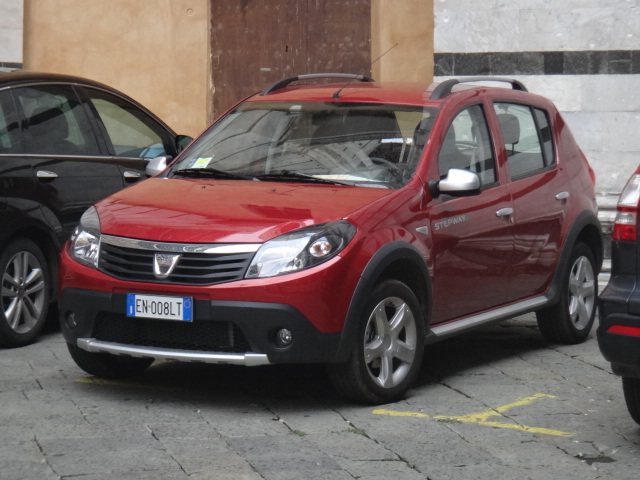
داسيا سانديرو 2013
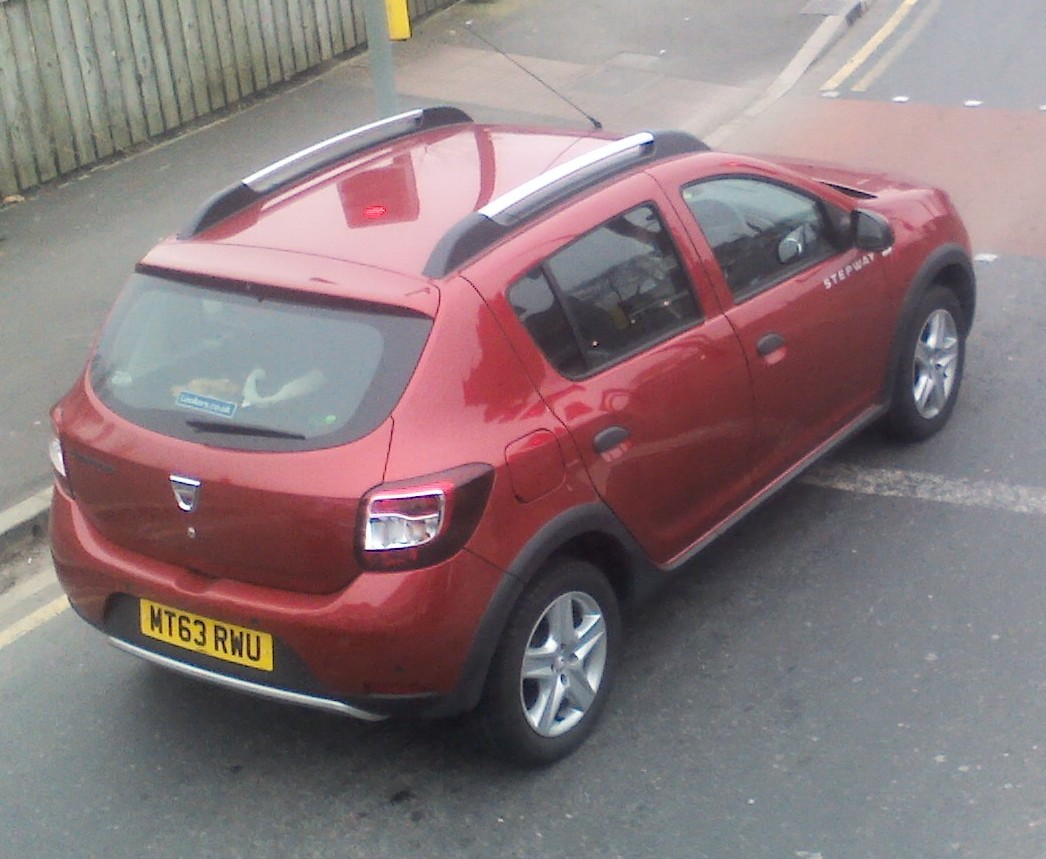
داسيا سانديرو 2013

### سانديرو 2014

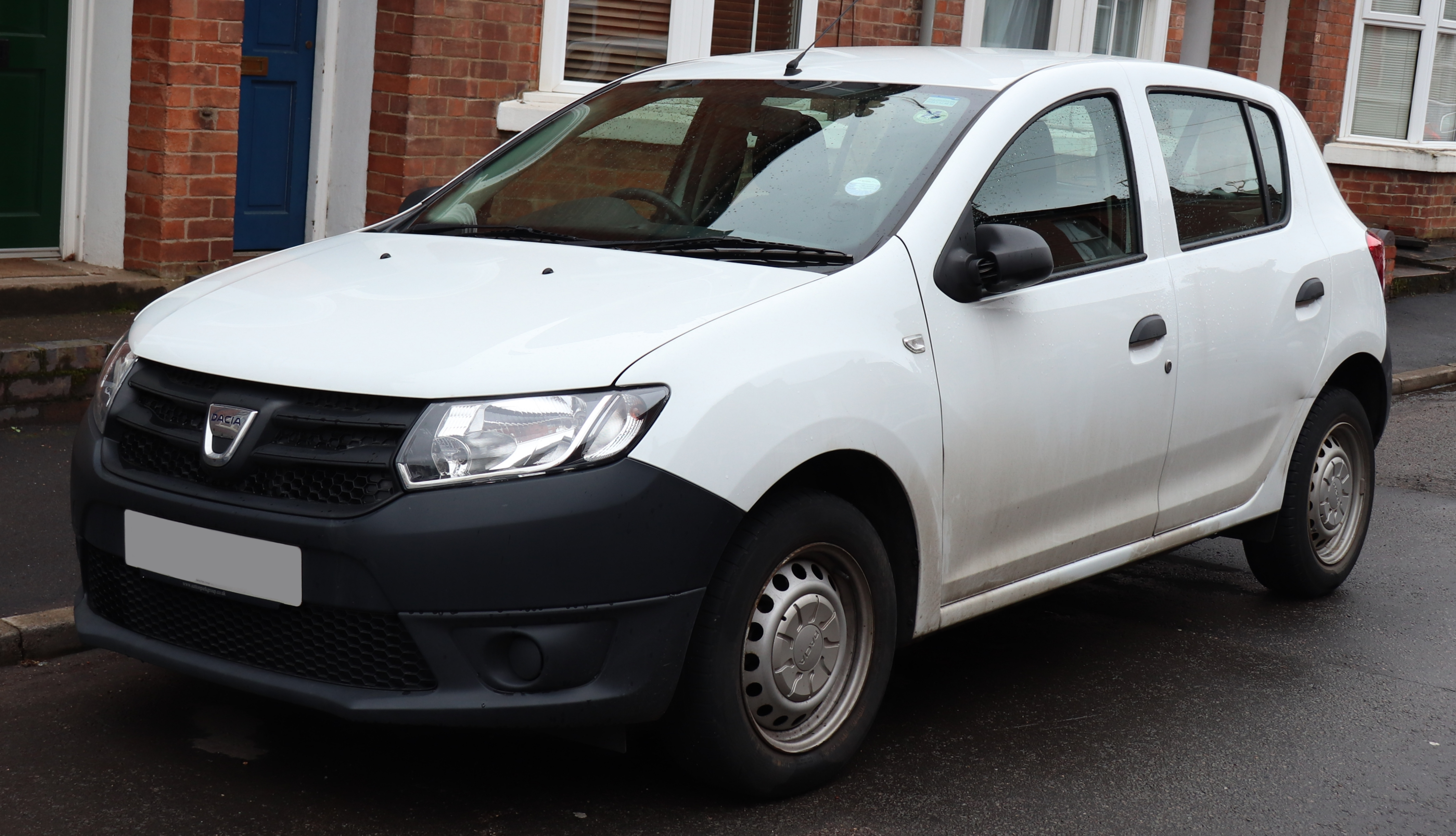
داسيا سانديرو 2014
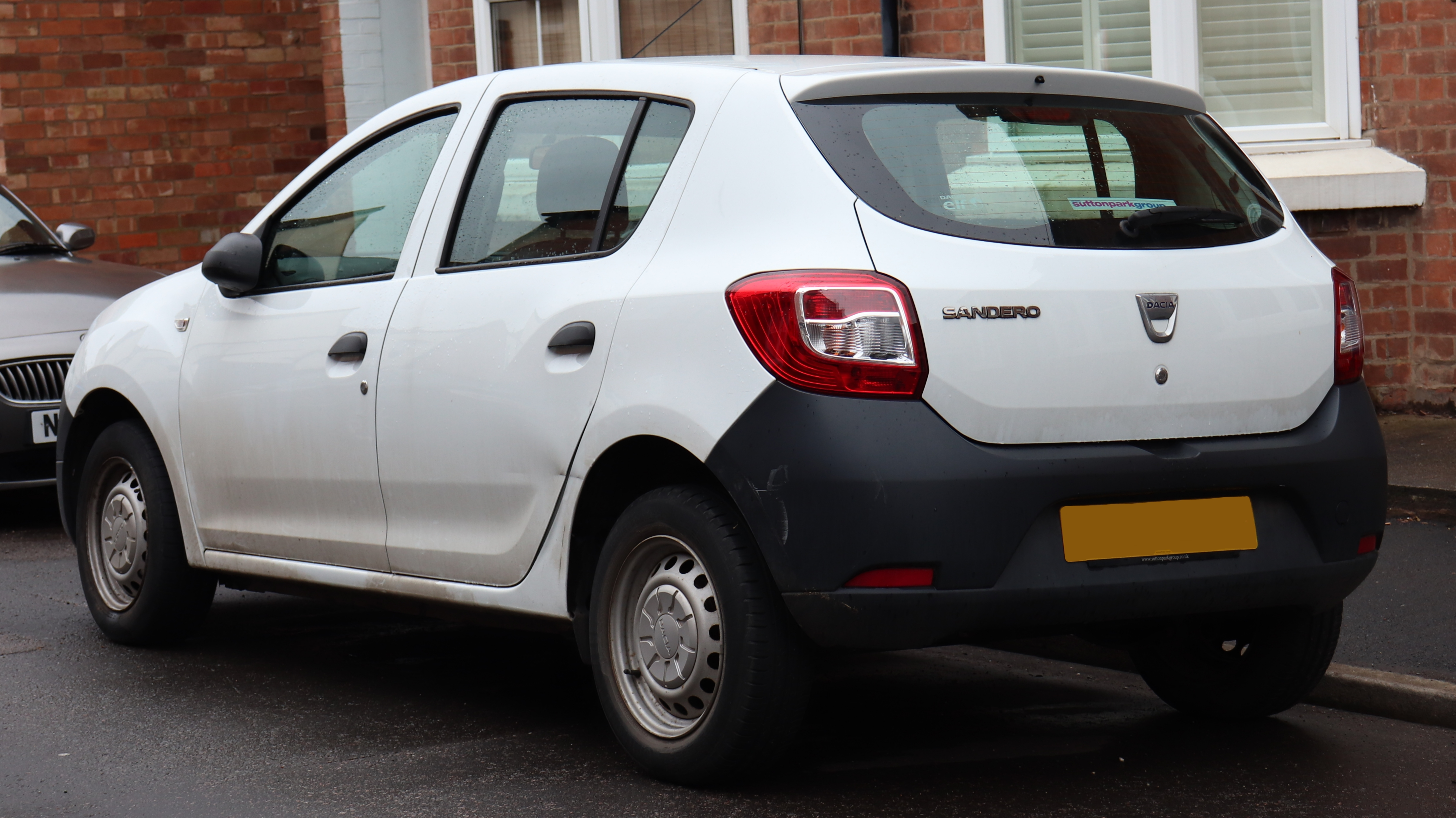
داسيا سانديرو 2014
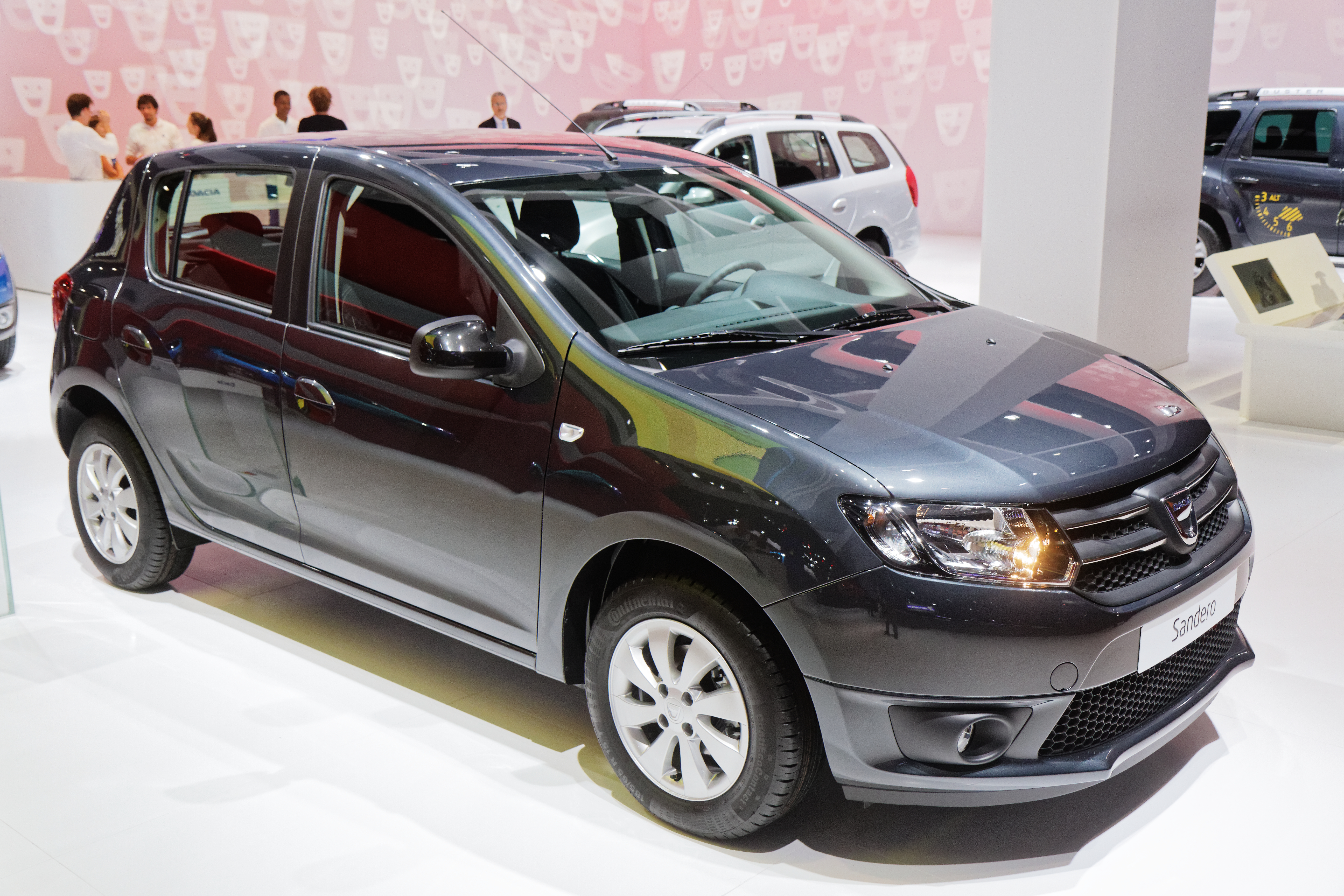
داسيا سانديرو 2014
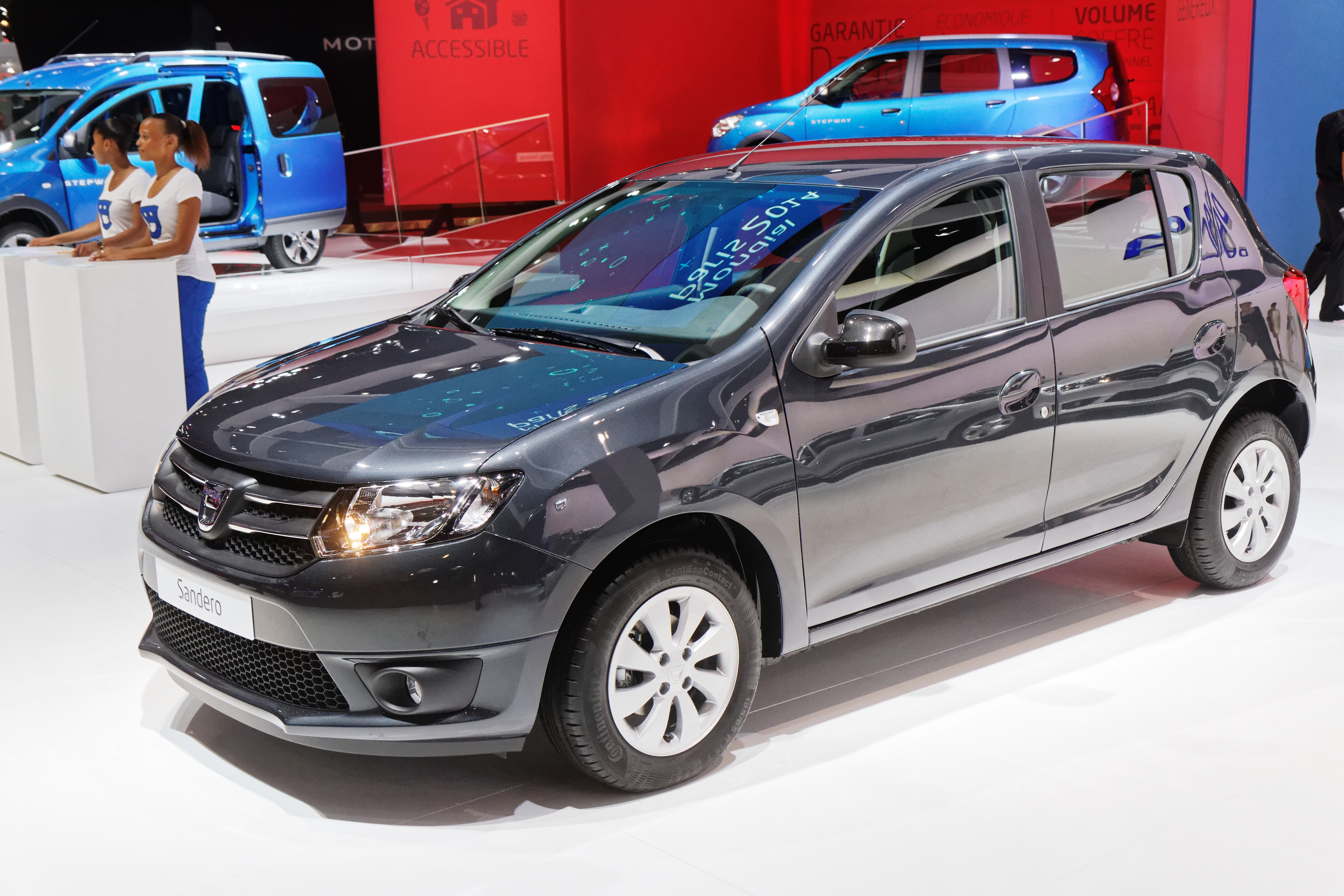
داسيا سانديرو 2014
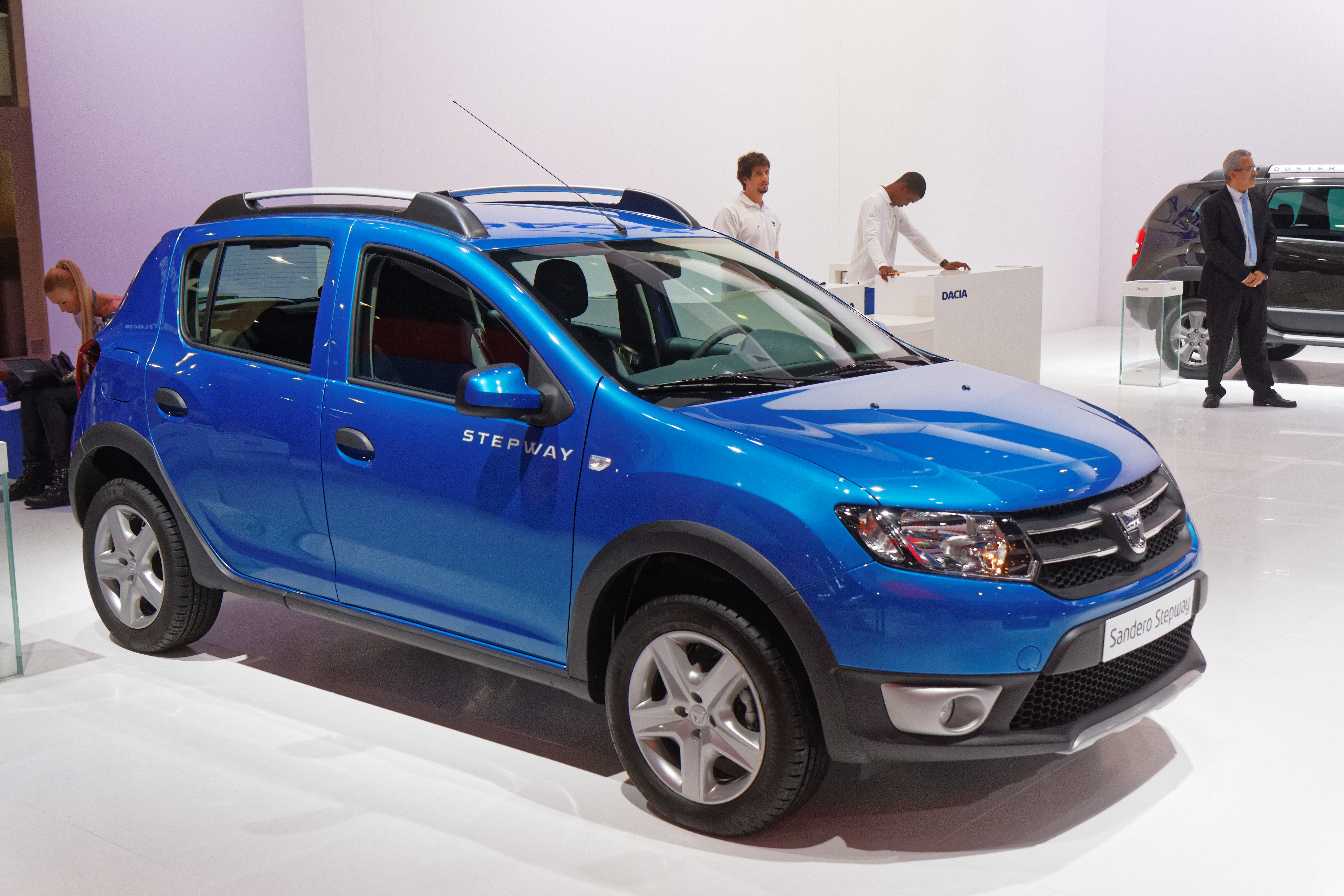
داسيا سانديرو 2014
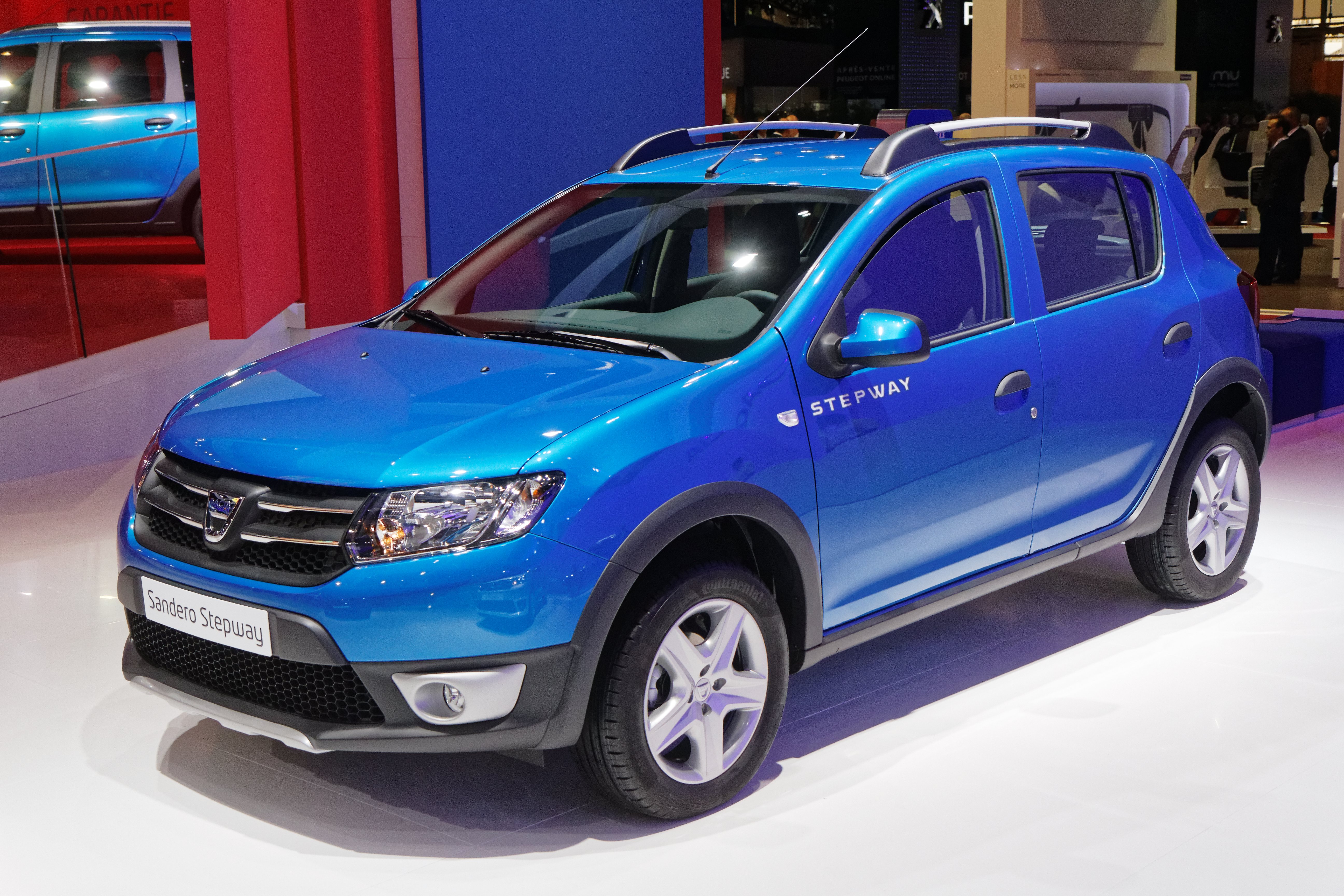
داسيا سانديرو 2014
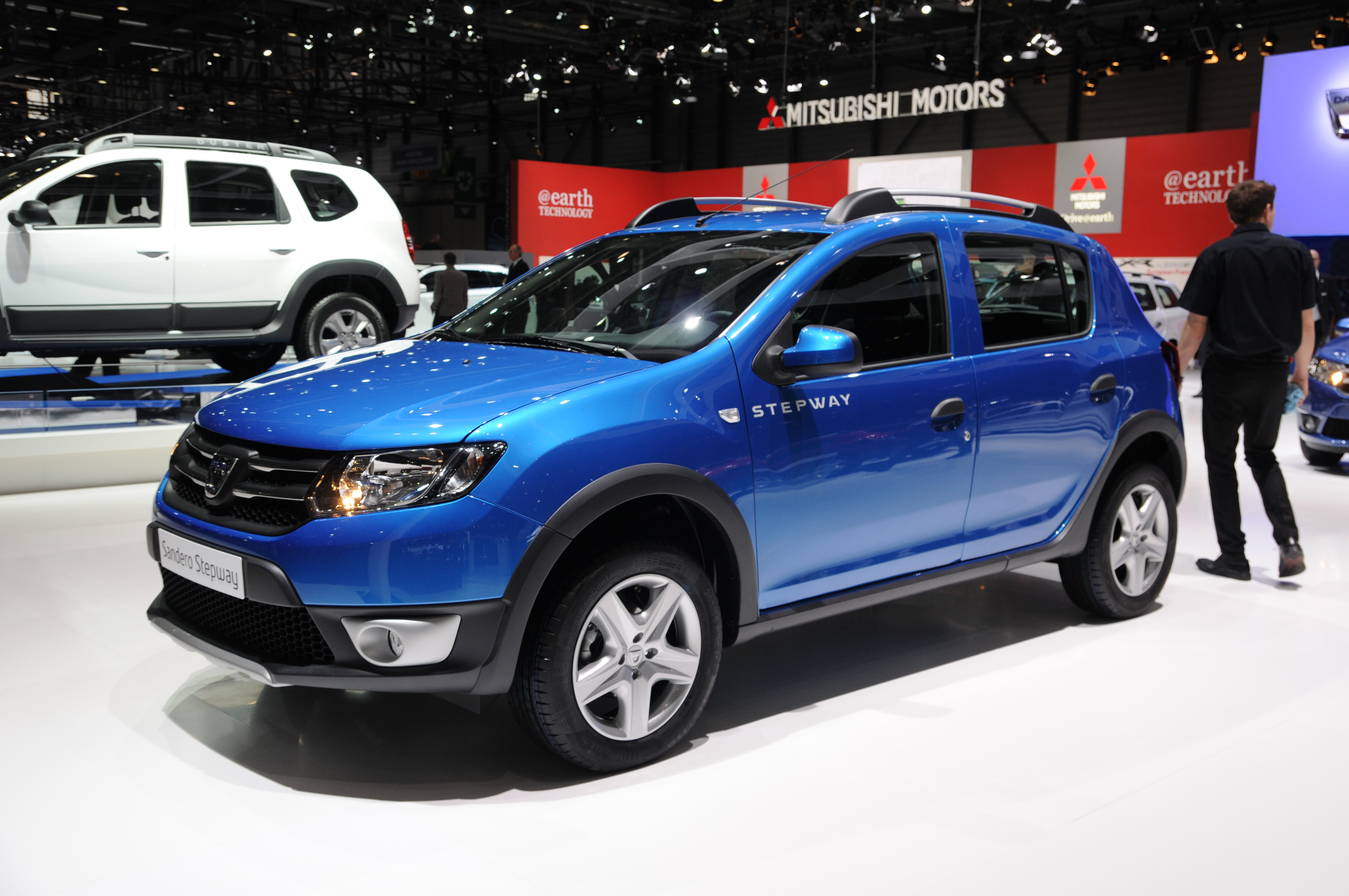
داسيا سانديرو 2014
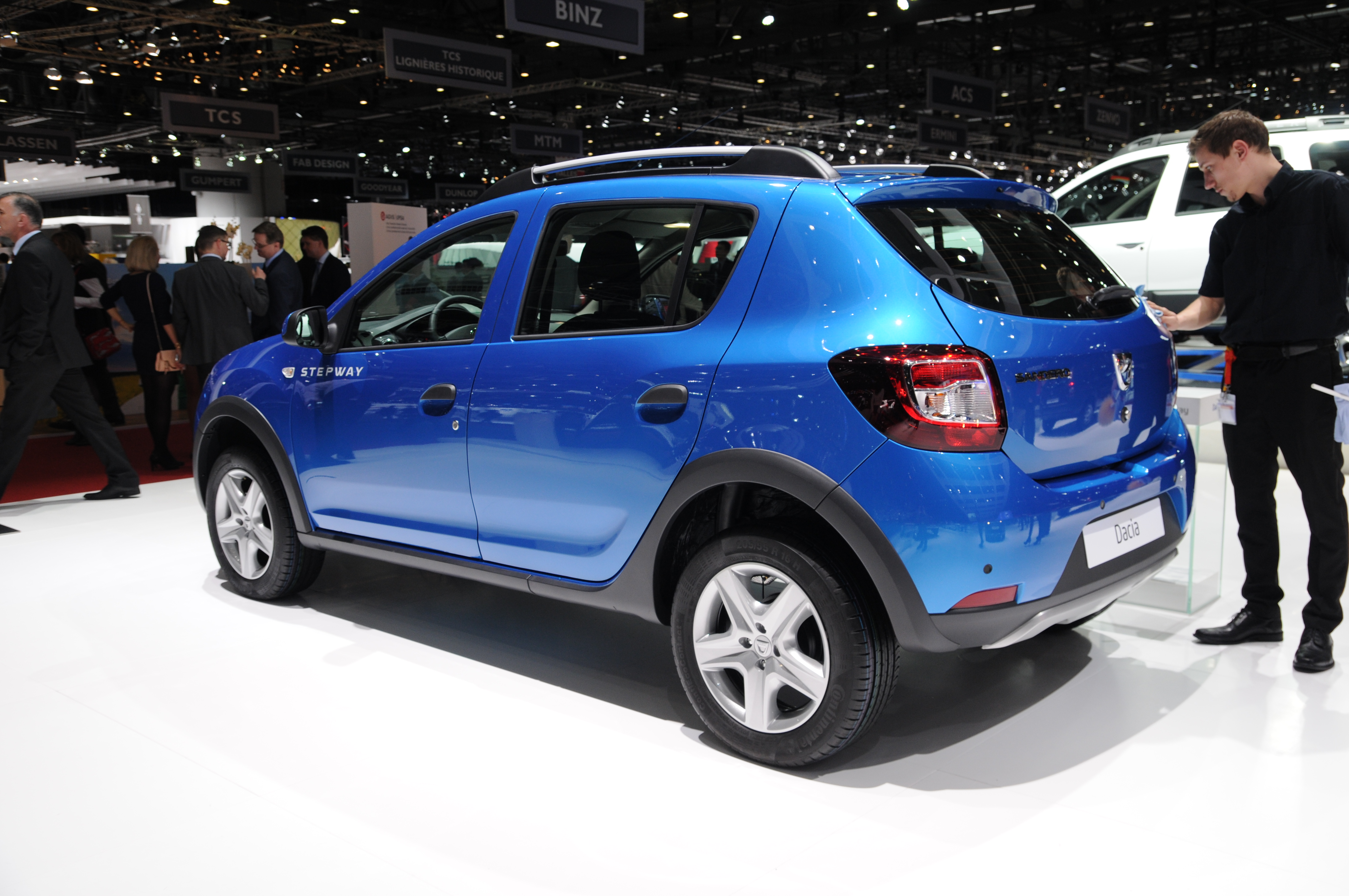
داسيا سانديرو 2014

### سانديرو 2017

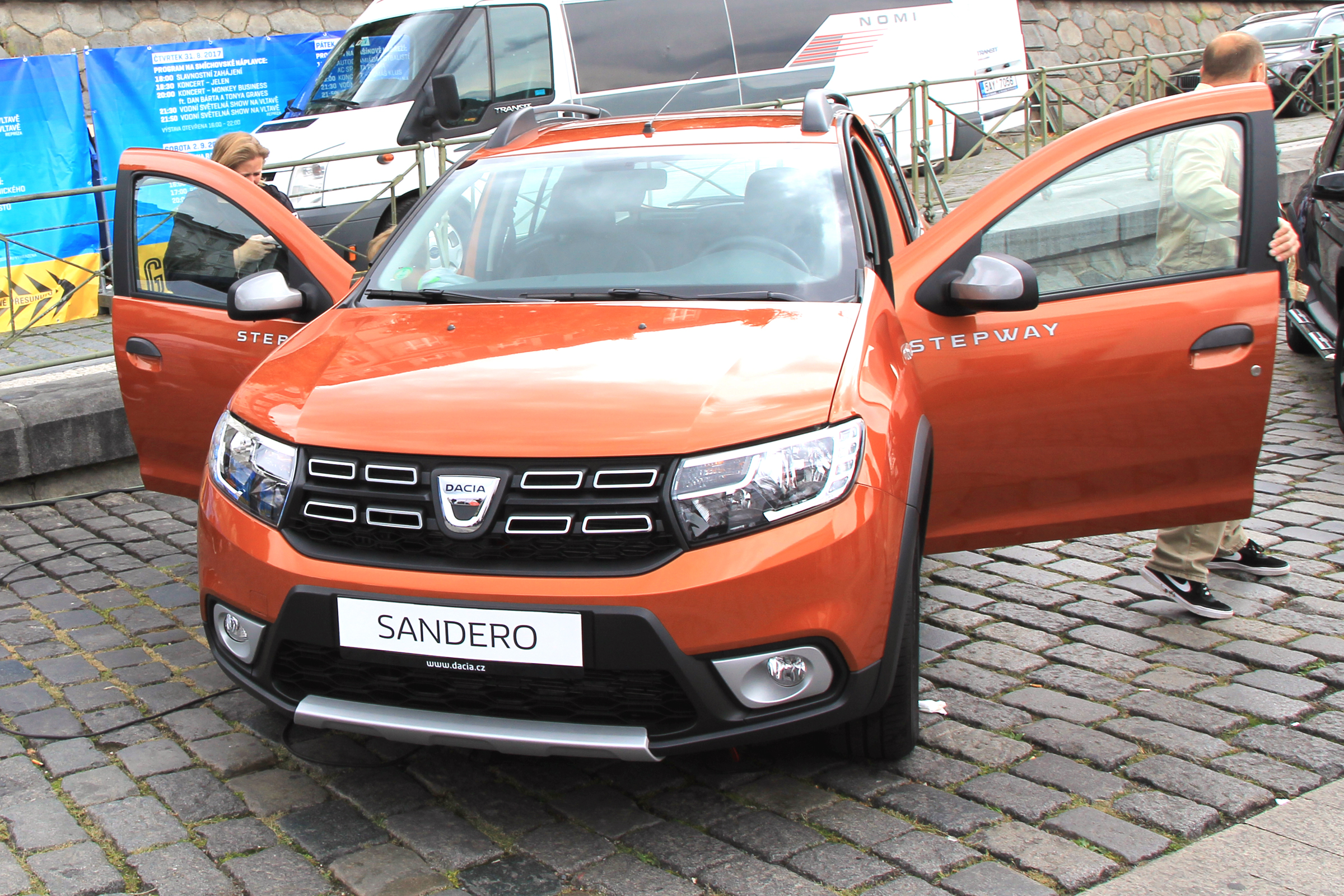
داسيا سانديرو 2017
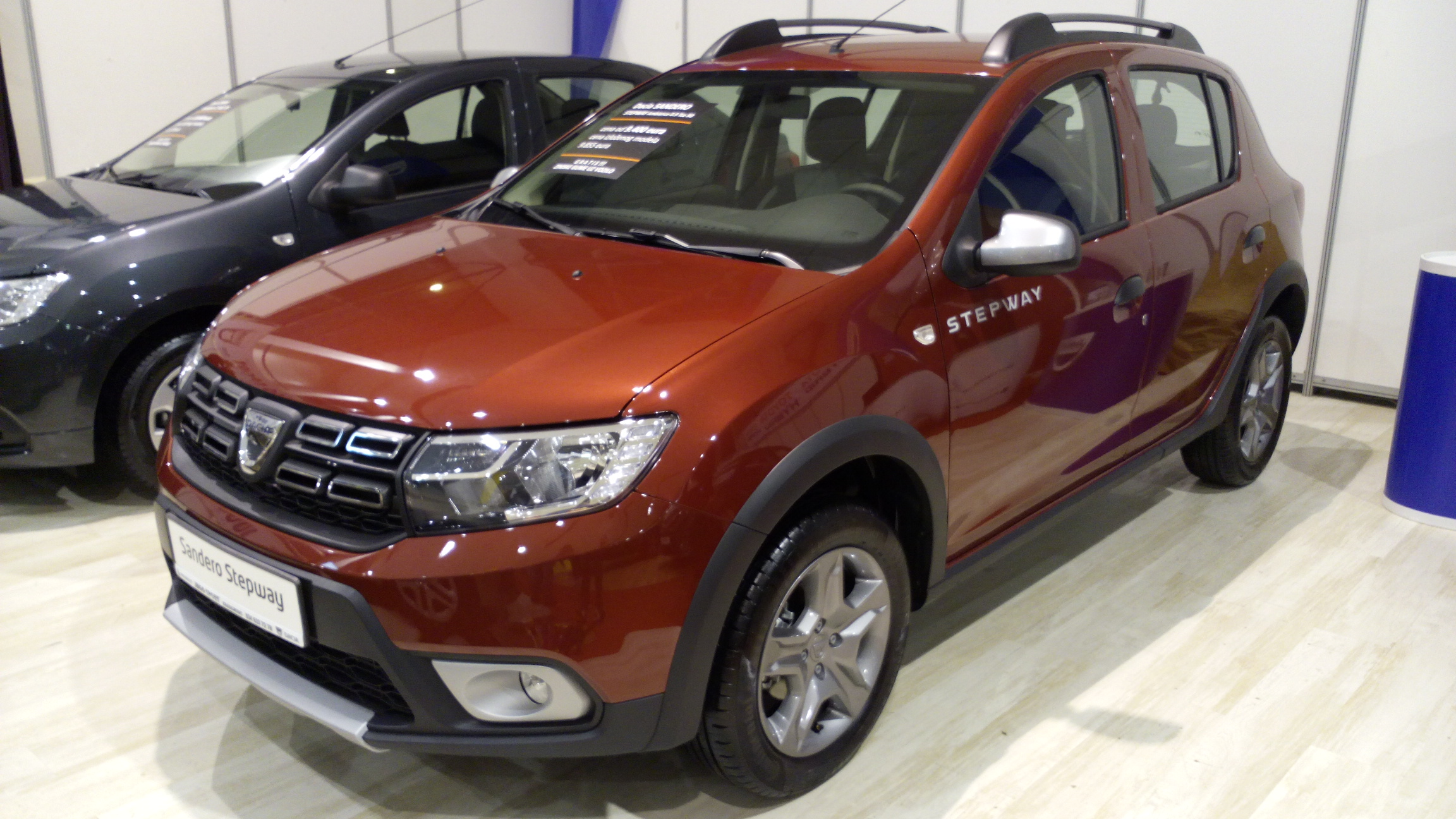
داسيا سانديرو 2017
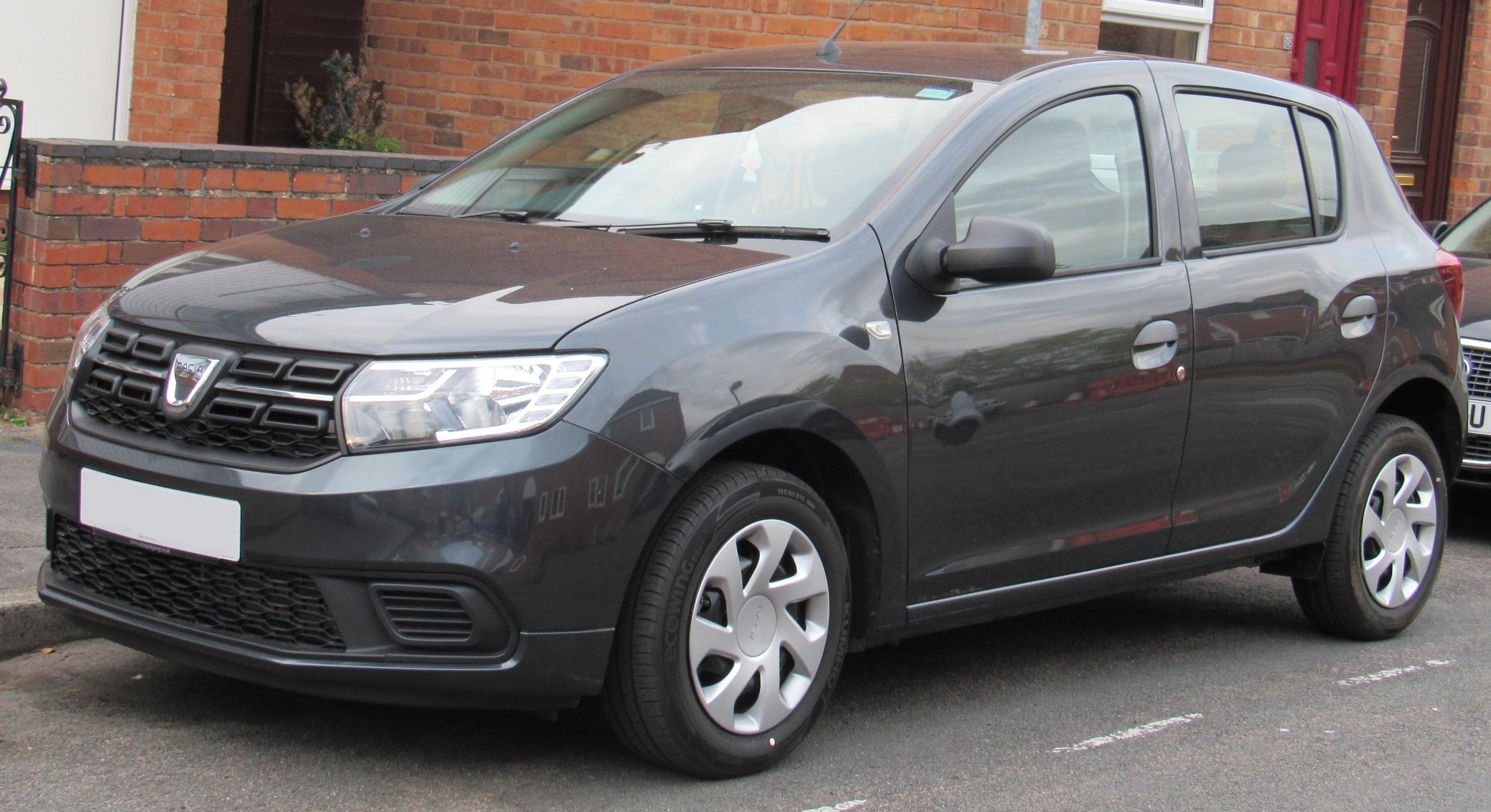
داسيا سانديرو 2017
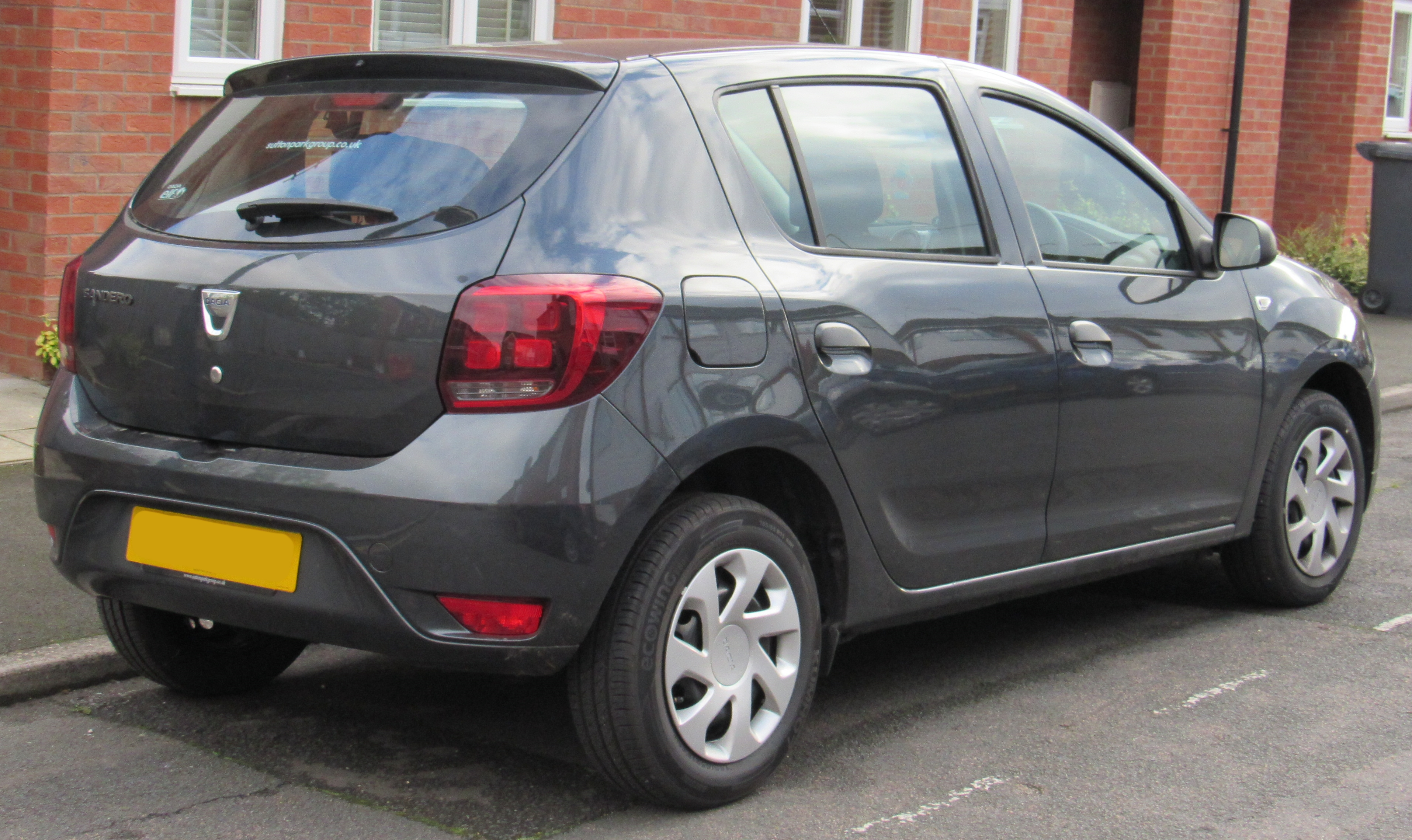
داسيا سانديرو 2017
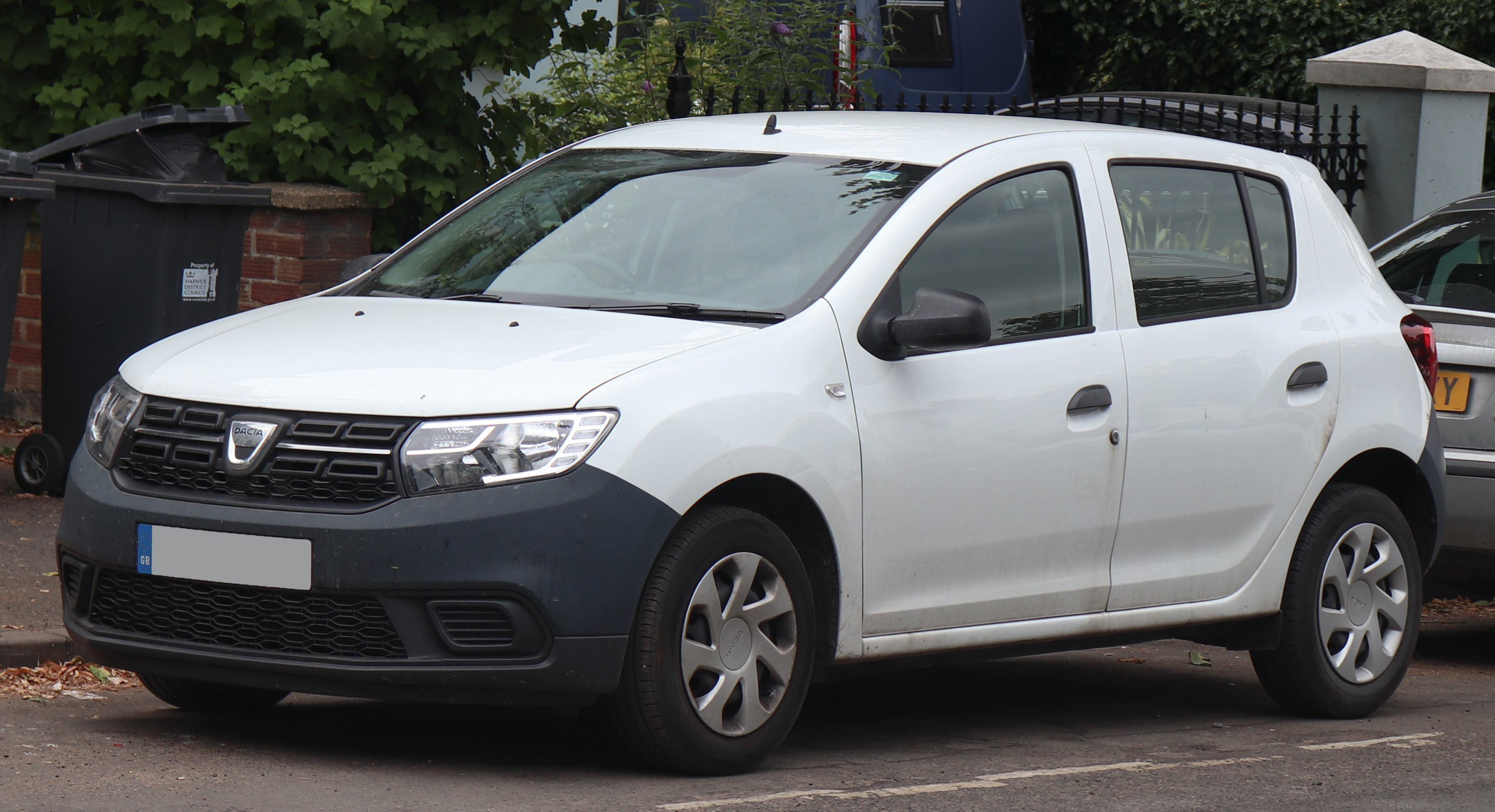
داسيا سانديرو 2017
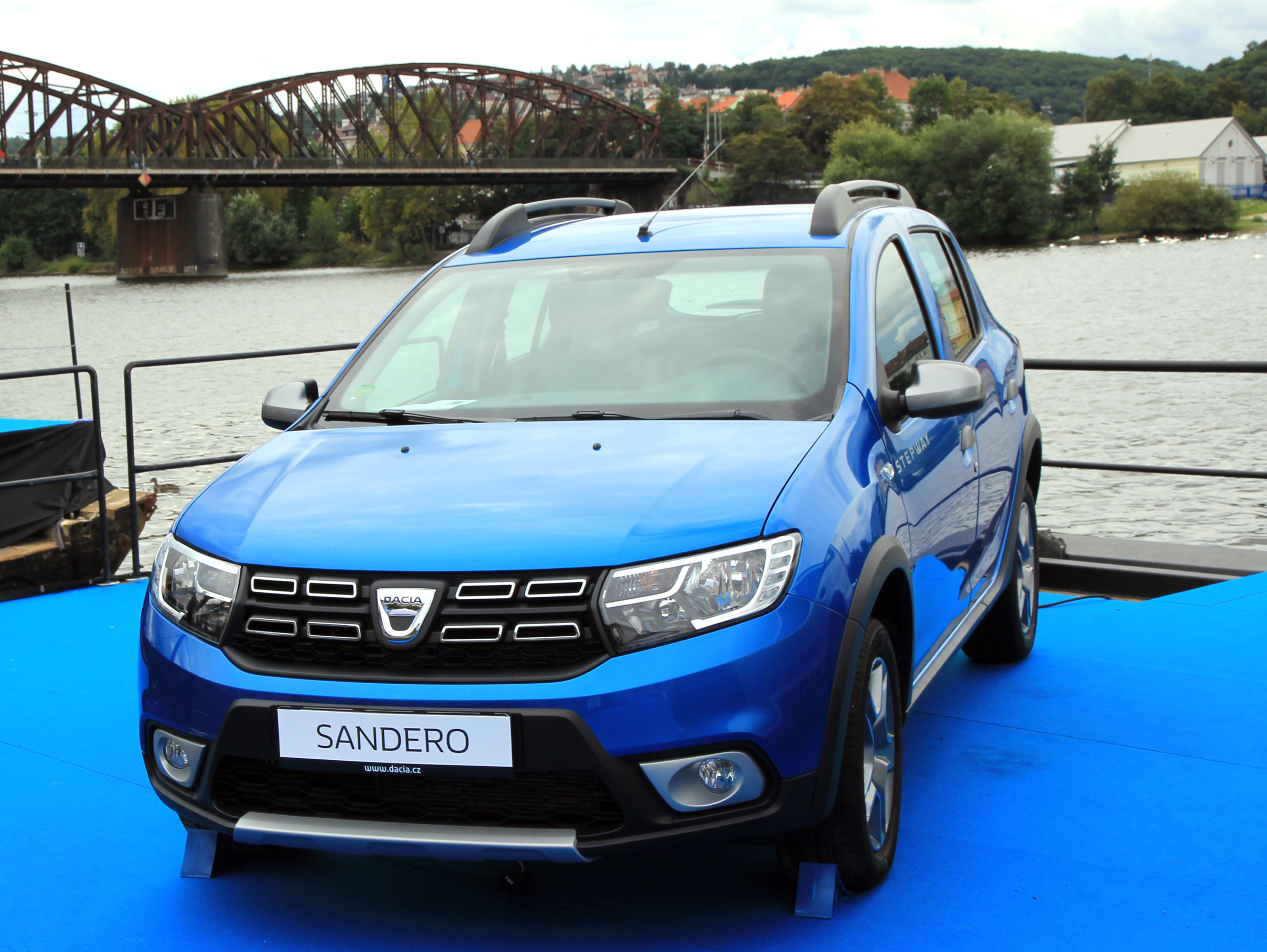
داسيا سانديرو 2017

### سانديرو 2018

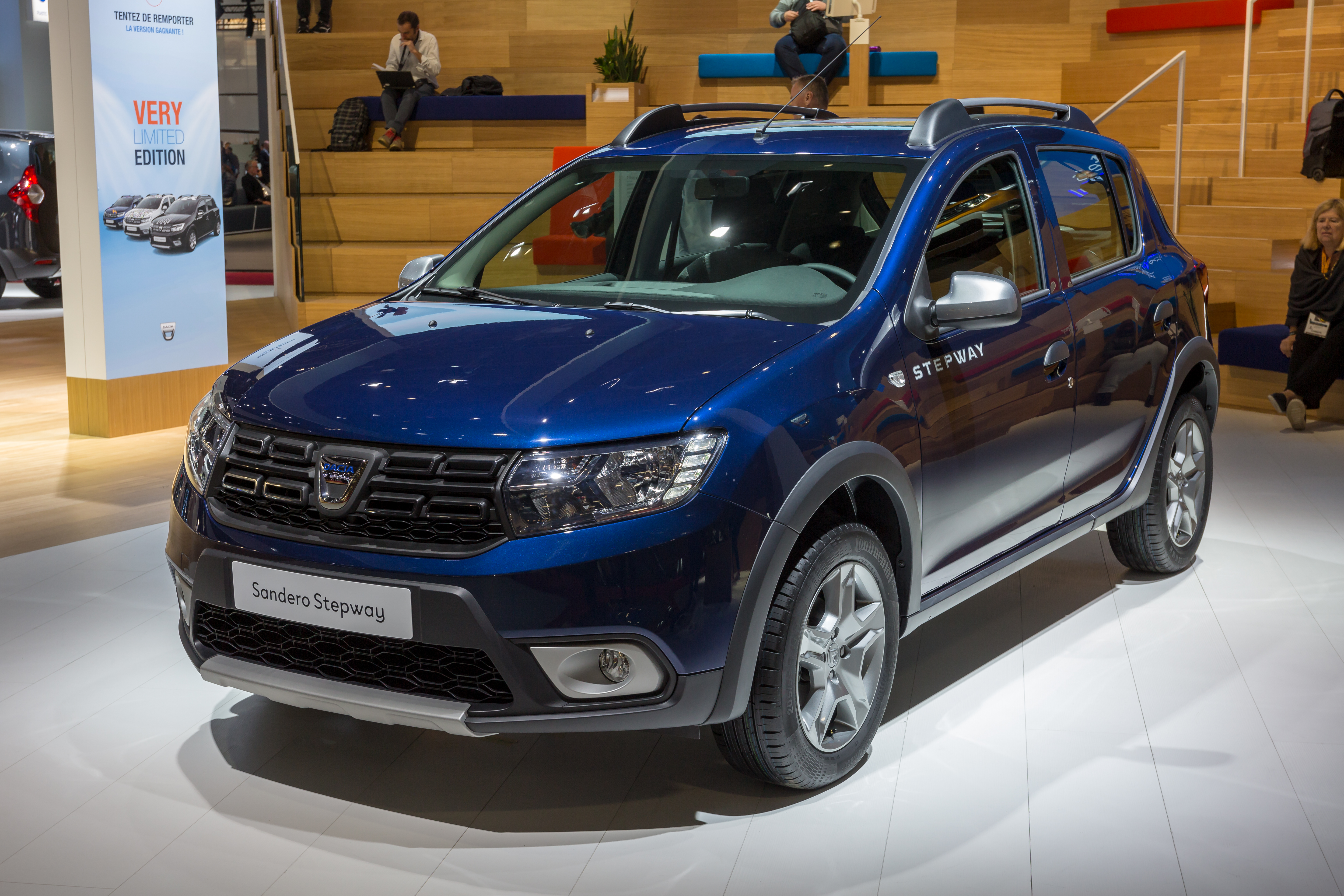
داسيا سانديرو 2018
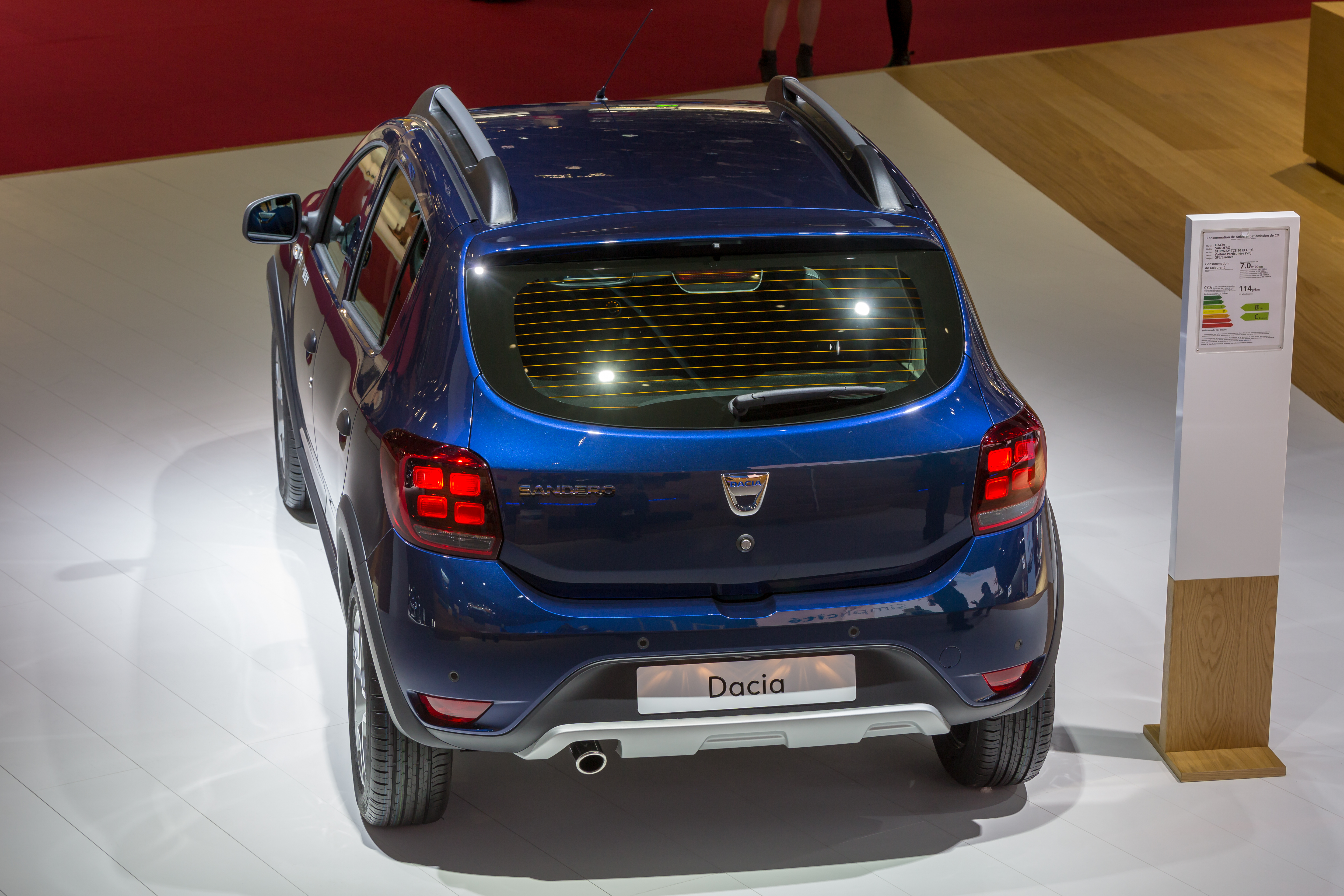
داسيا سانديرو 2018
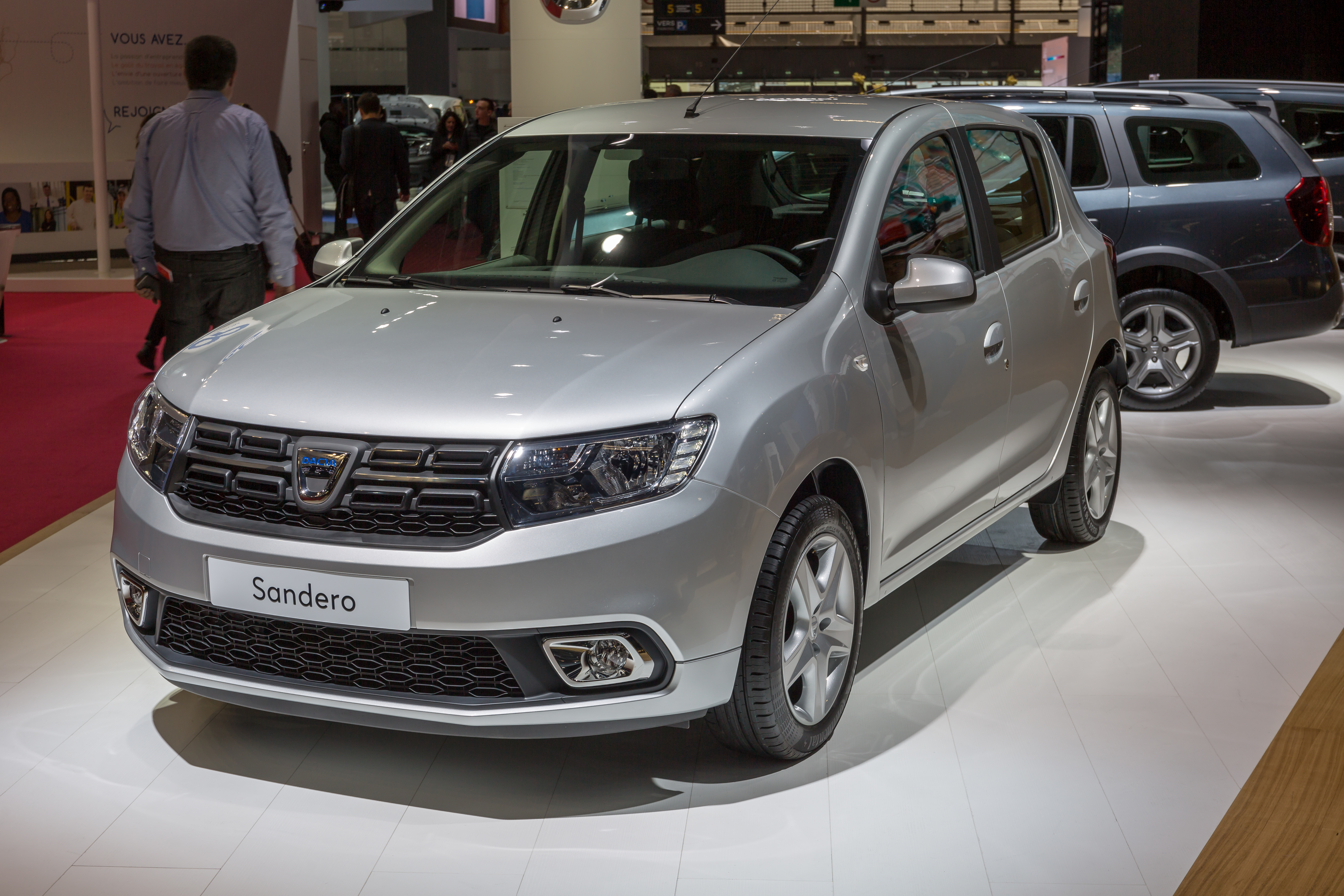
داسيا سانديرو 2018
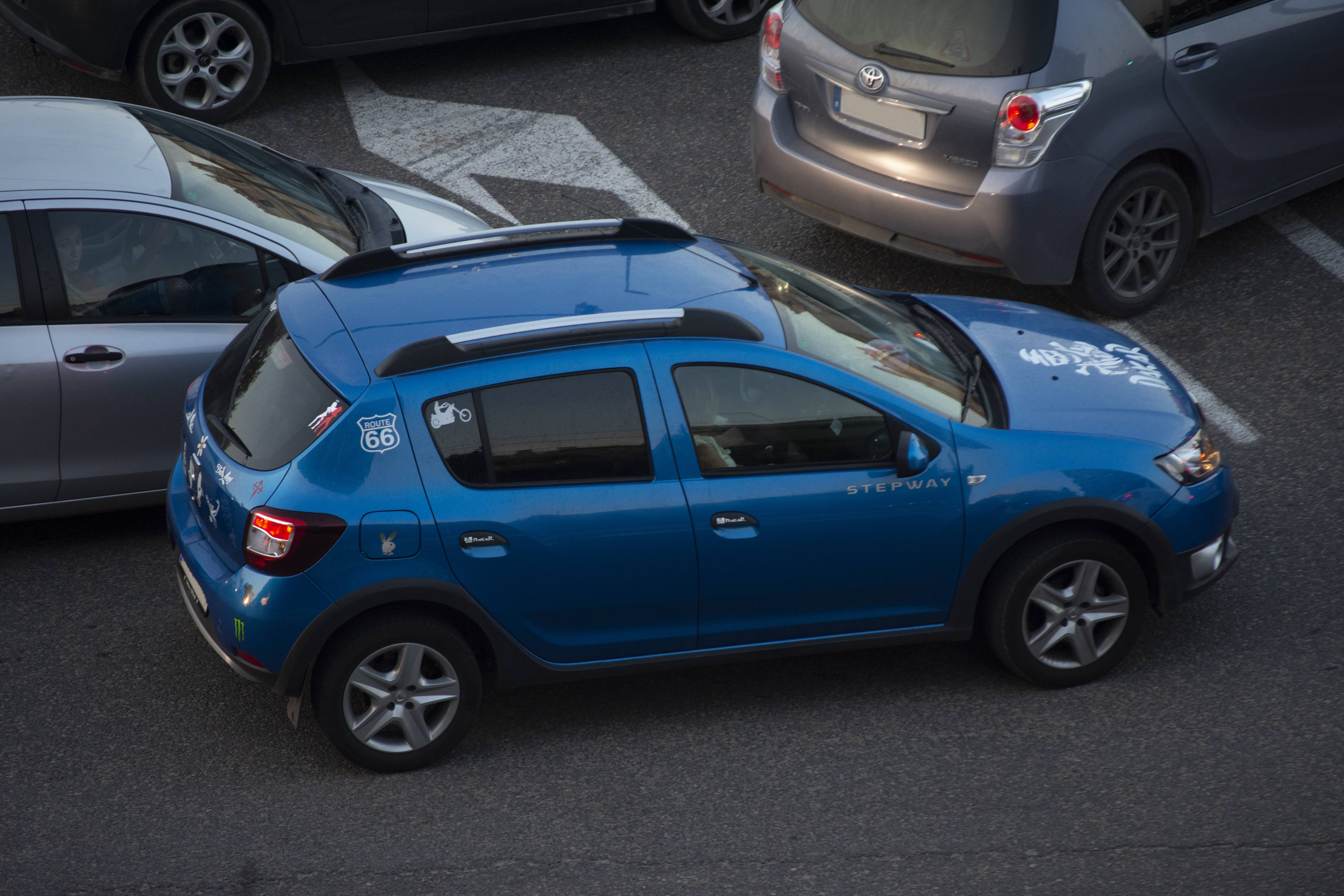
داسيا سانديرو 2018

### سانديرو 2019

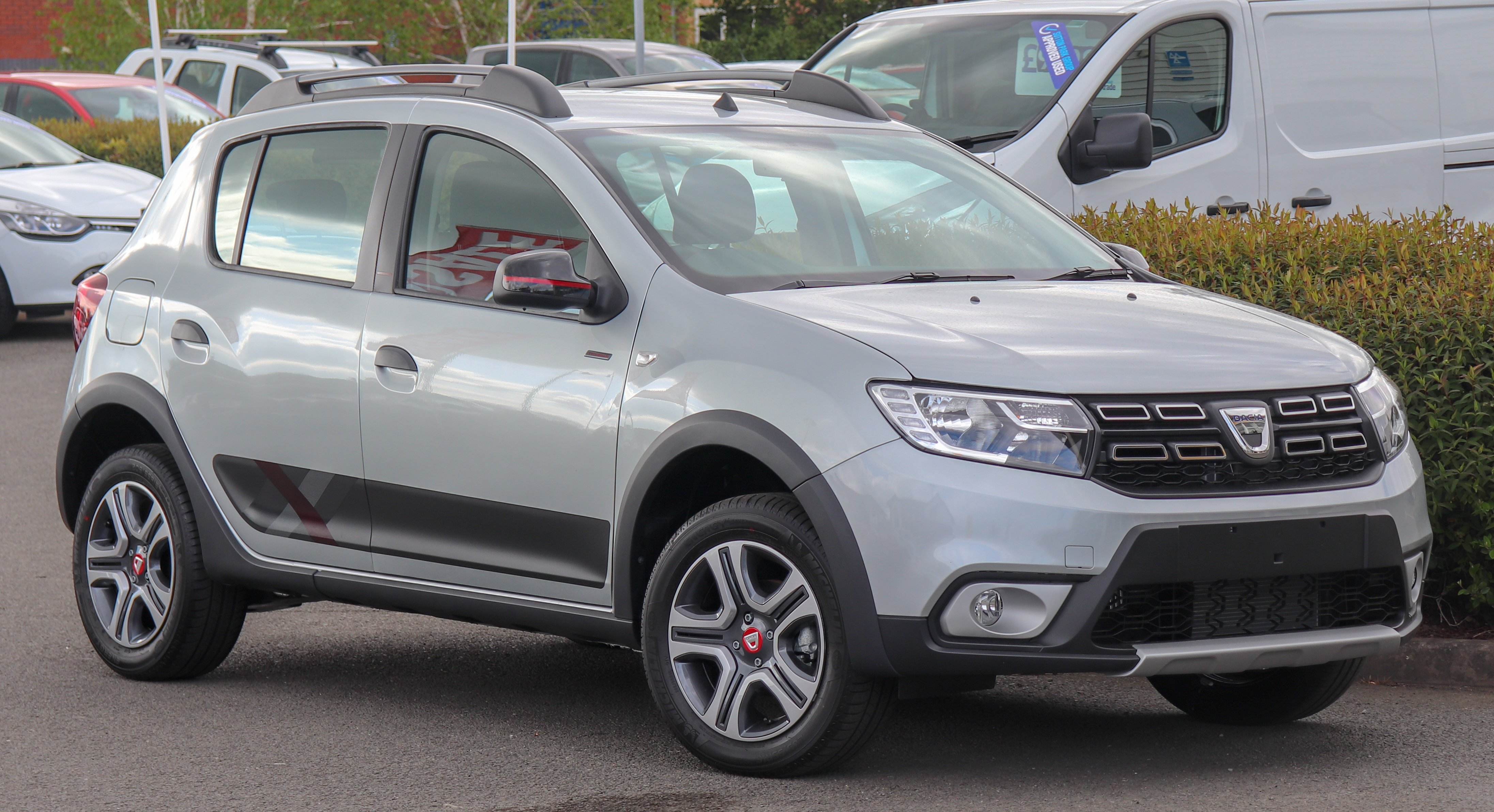
داسيا سانديرو 2019
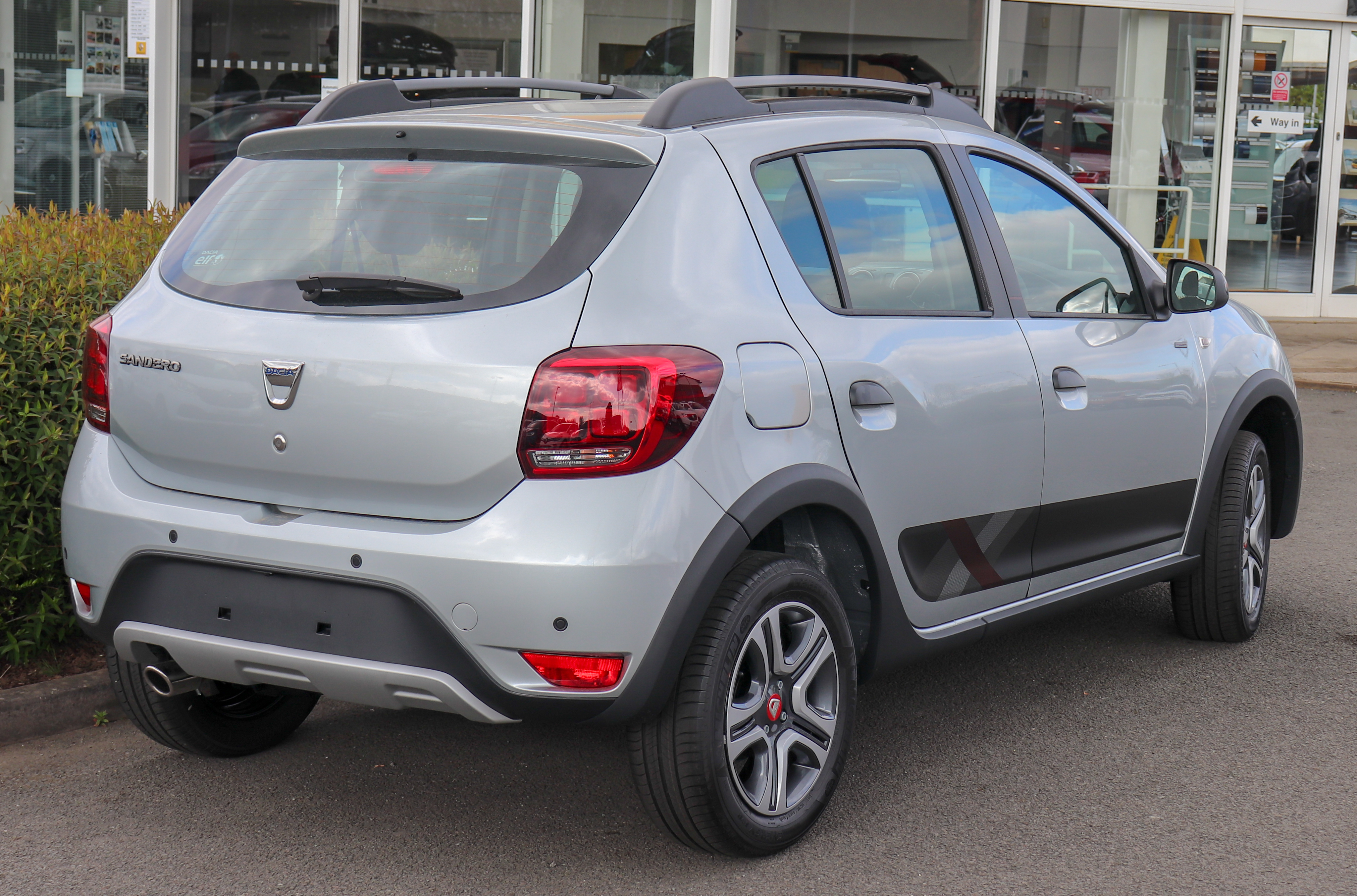
داسيا سانديرو 2019
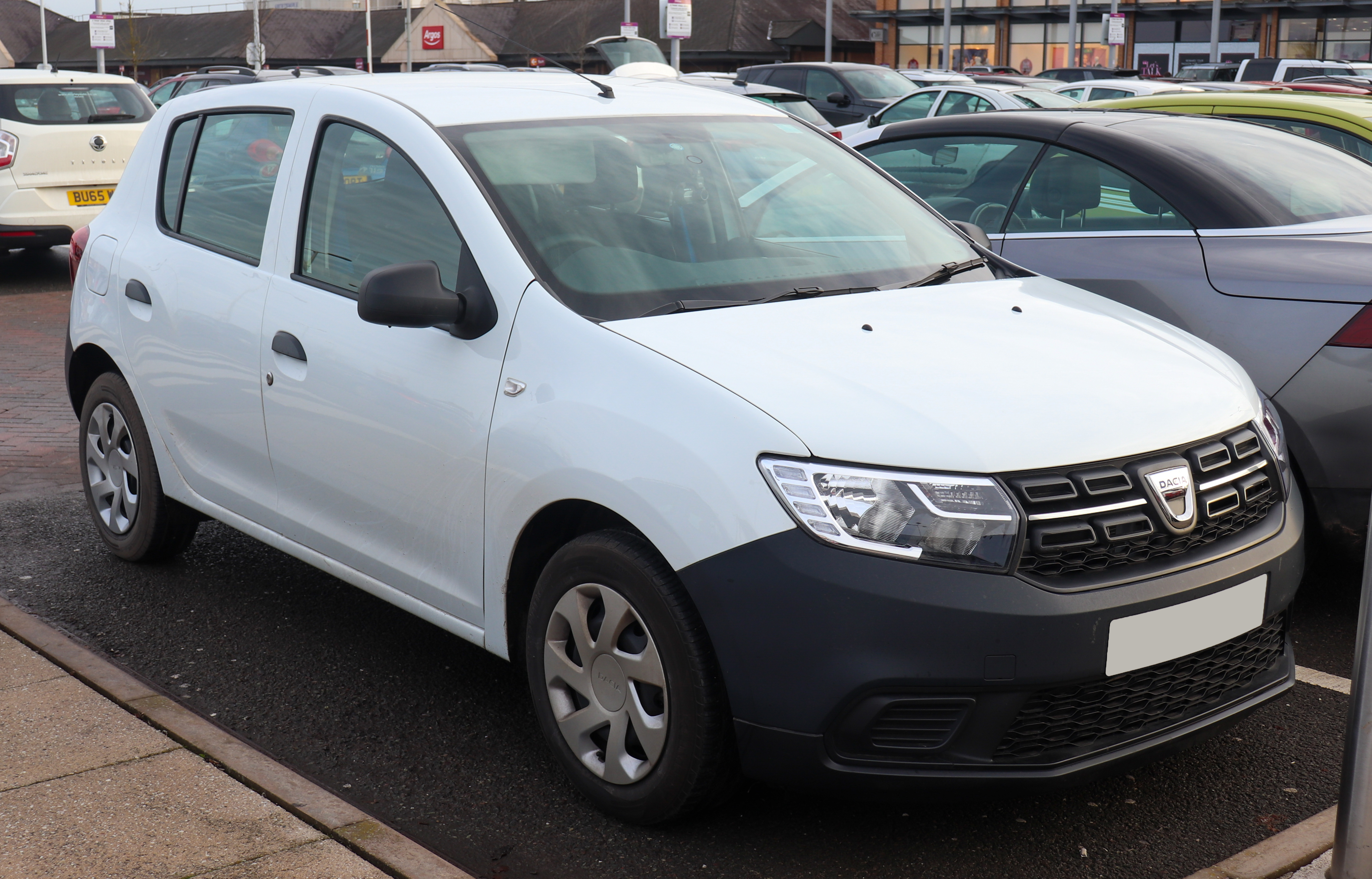
داسيا سانديرو 2019
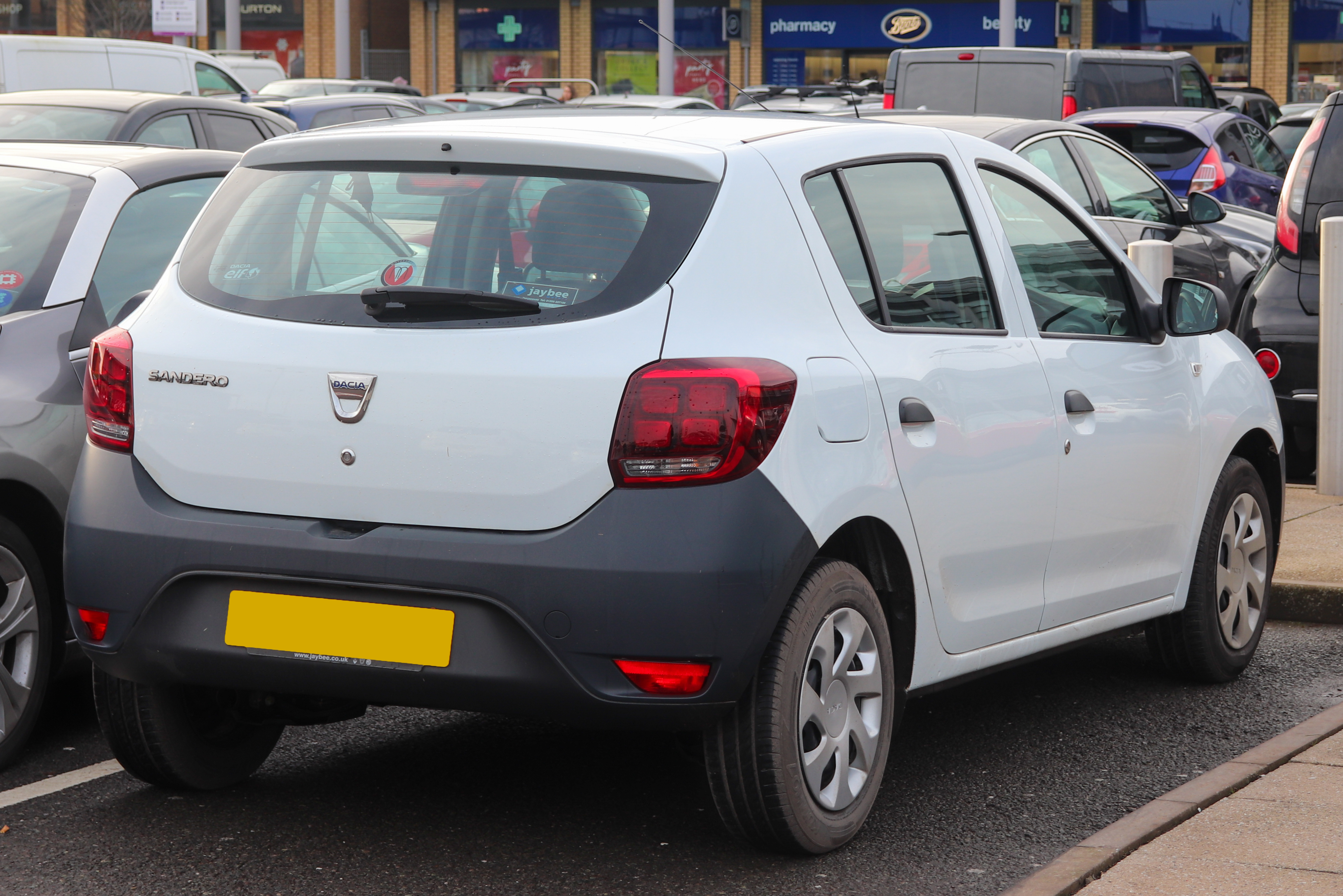
داسيا سانديرو 2019
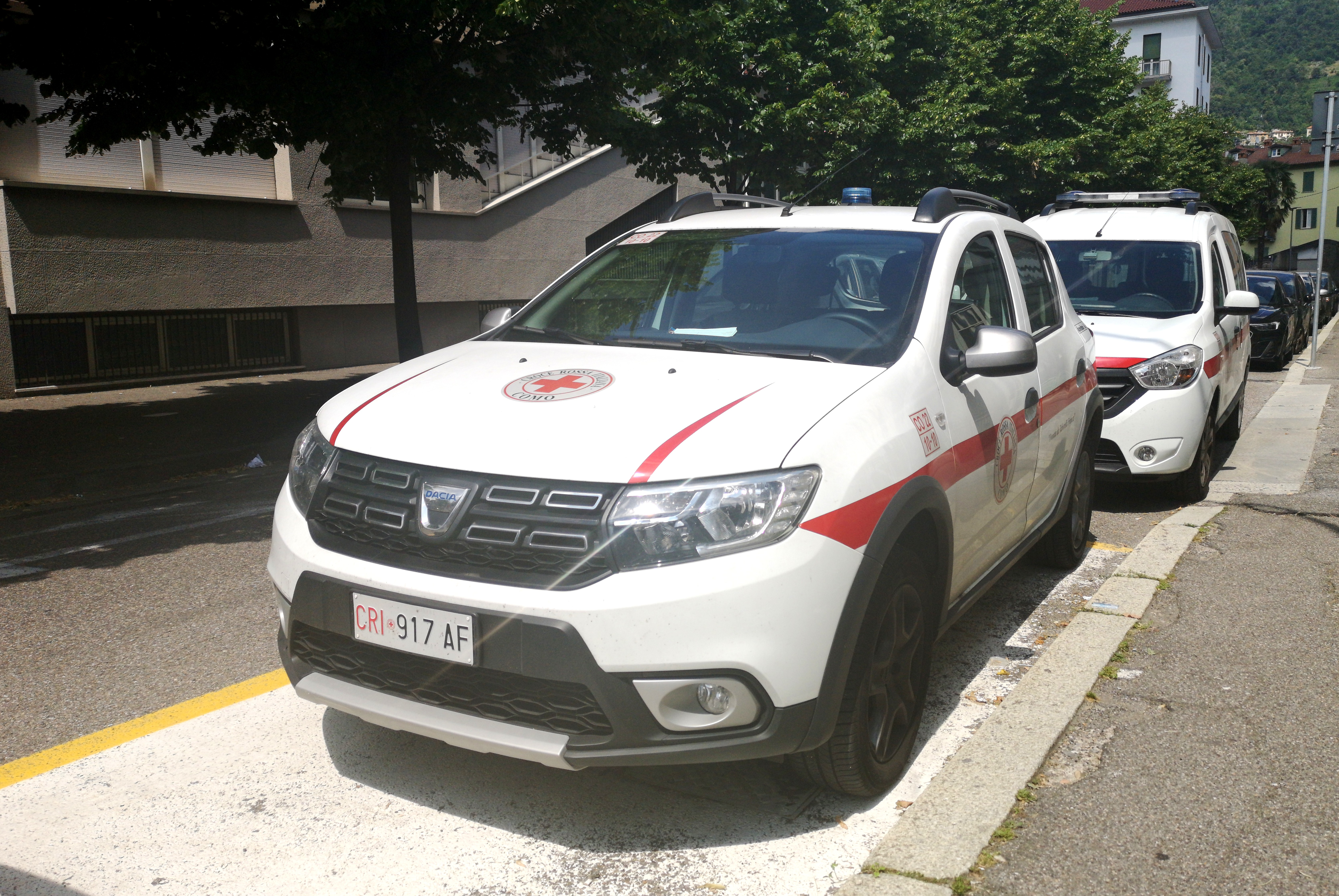
داسيا سانديرو 2019
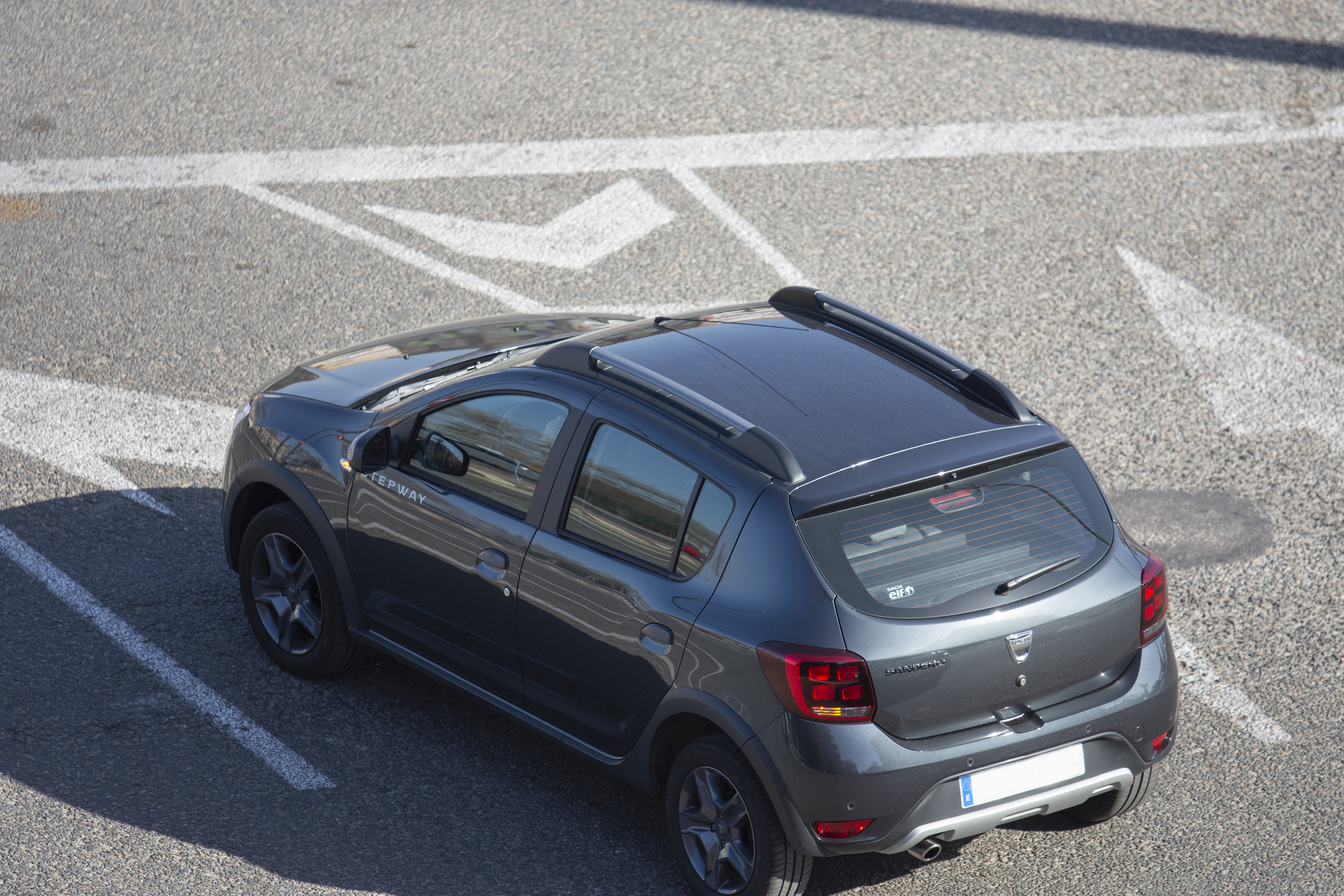
داسيا سانديرو 2019

### سانديرو 2020

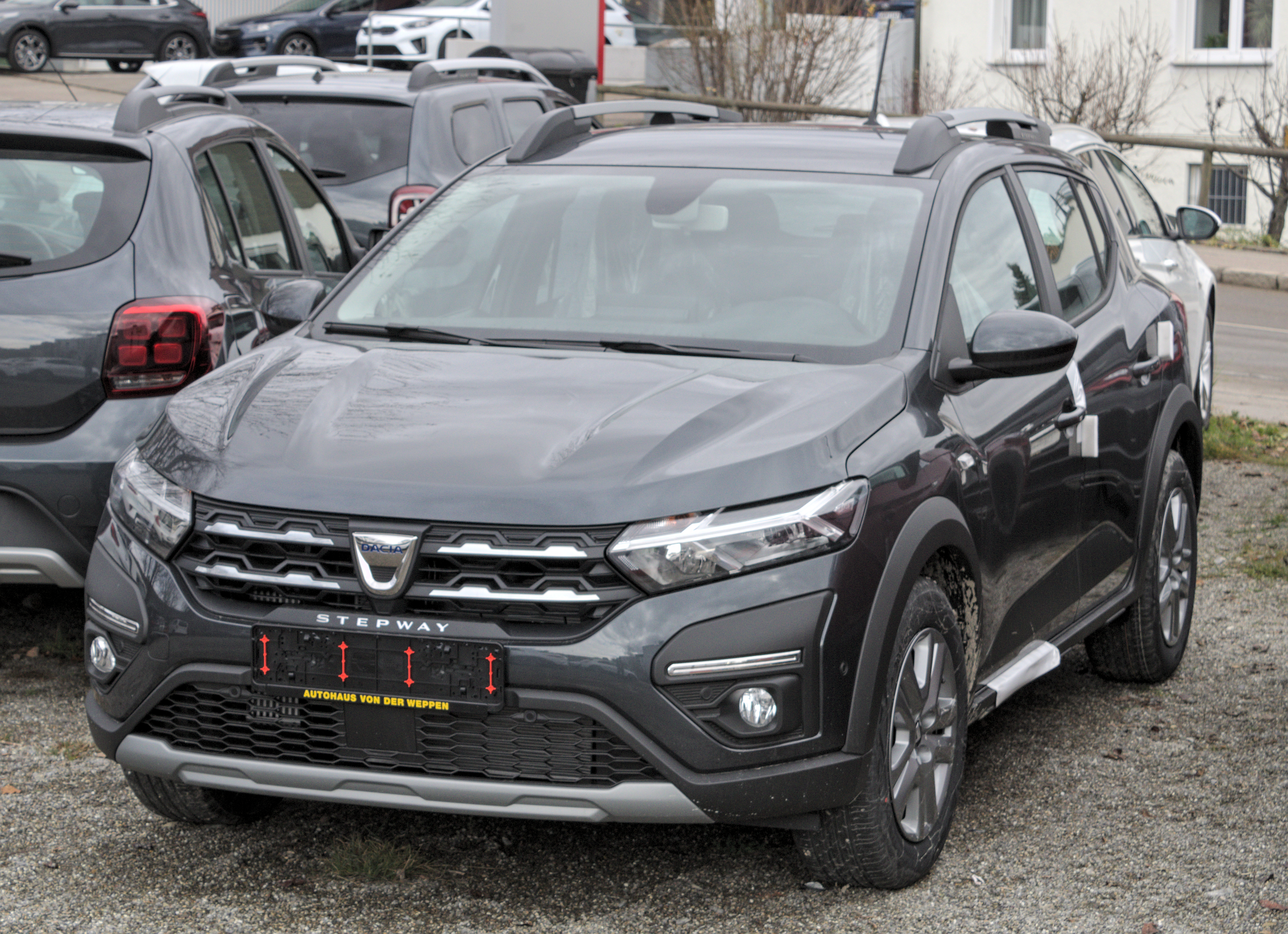
داسيا سانديرو 2020
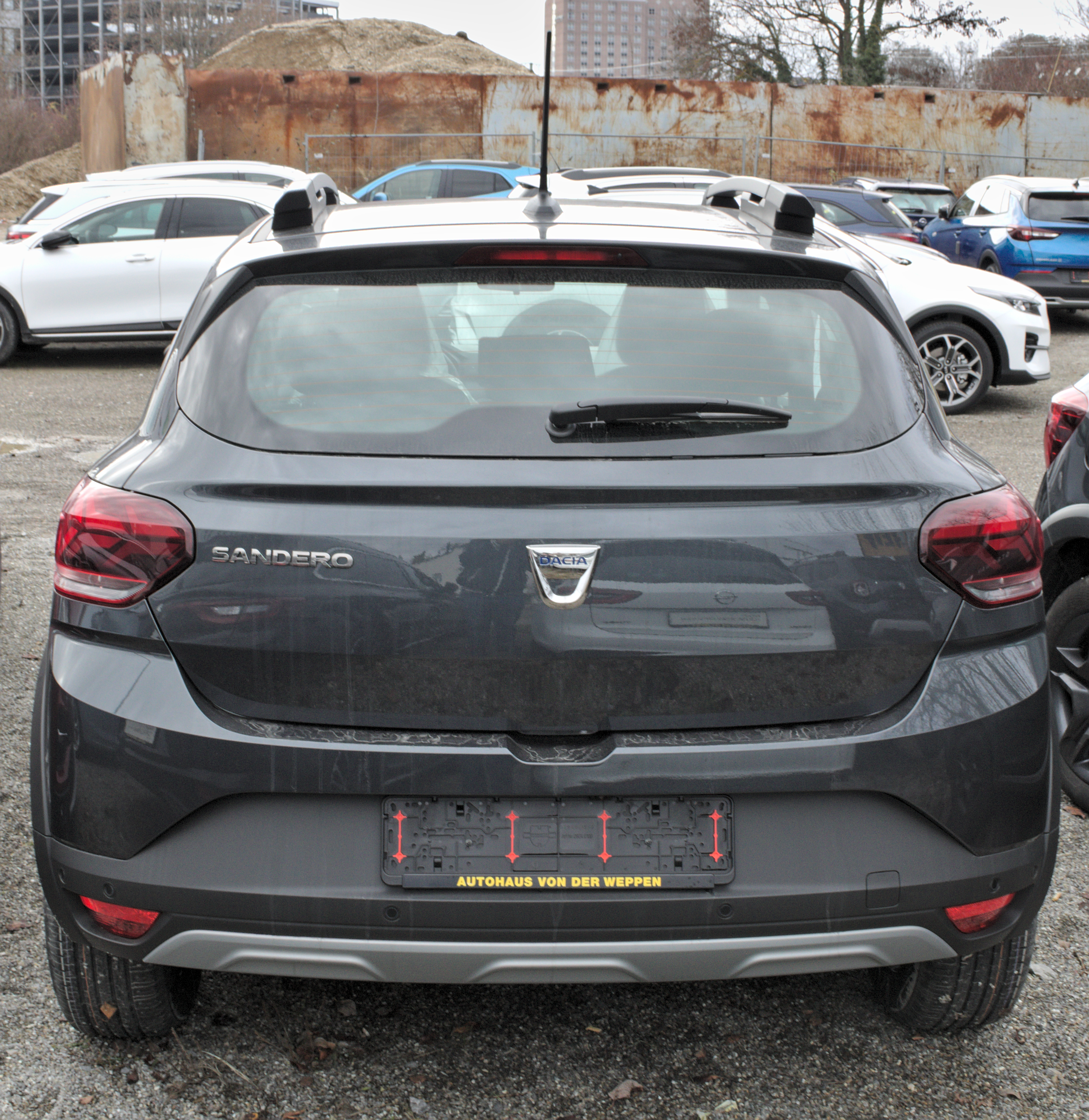
داسيا سانديرو 2020
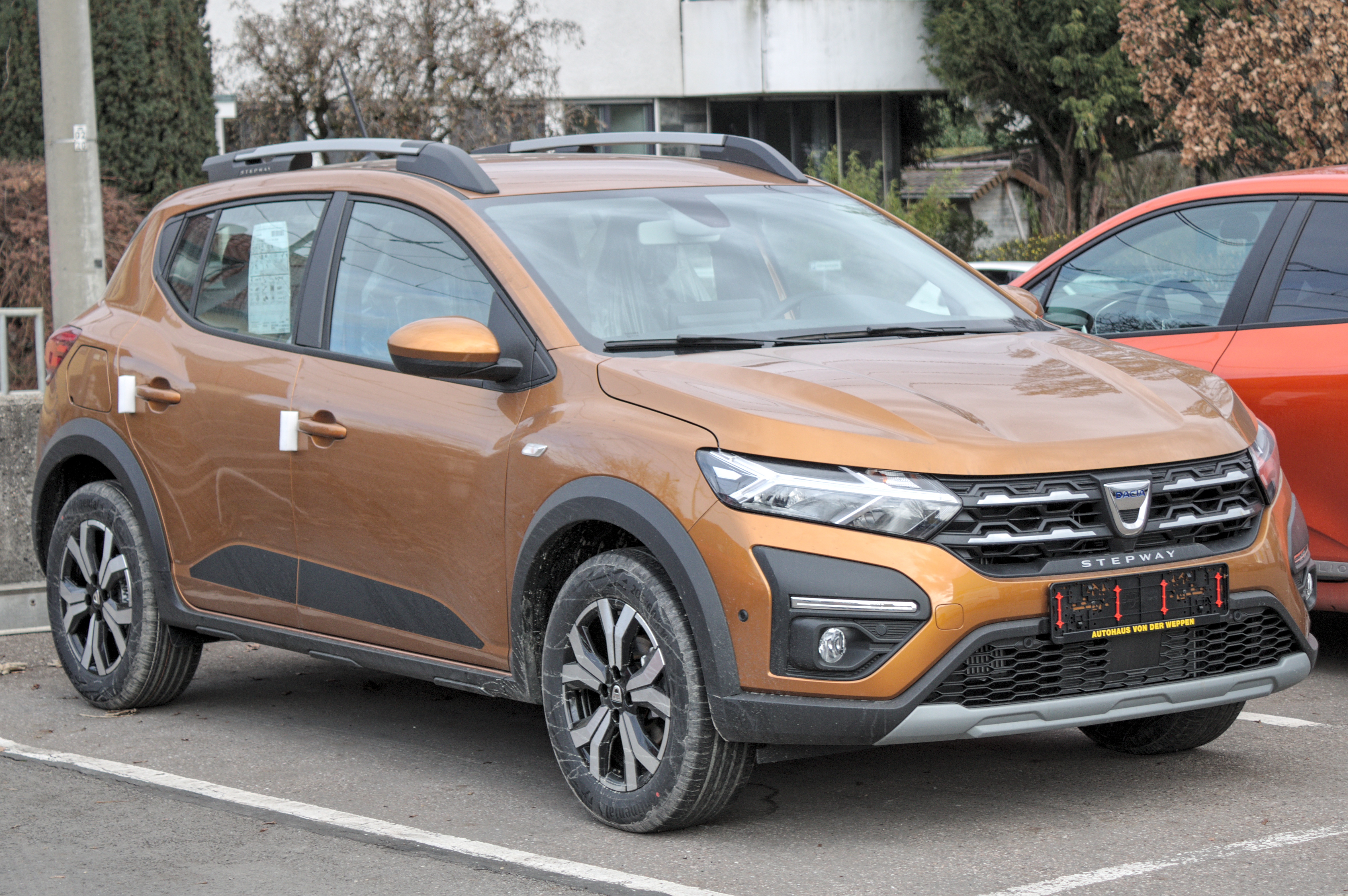
داسيا سانديرو 2020
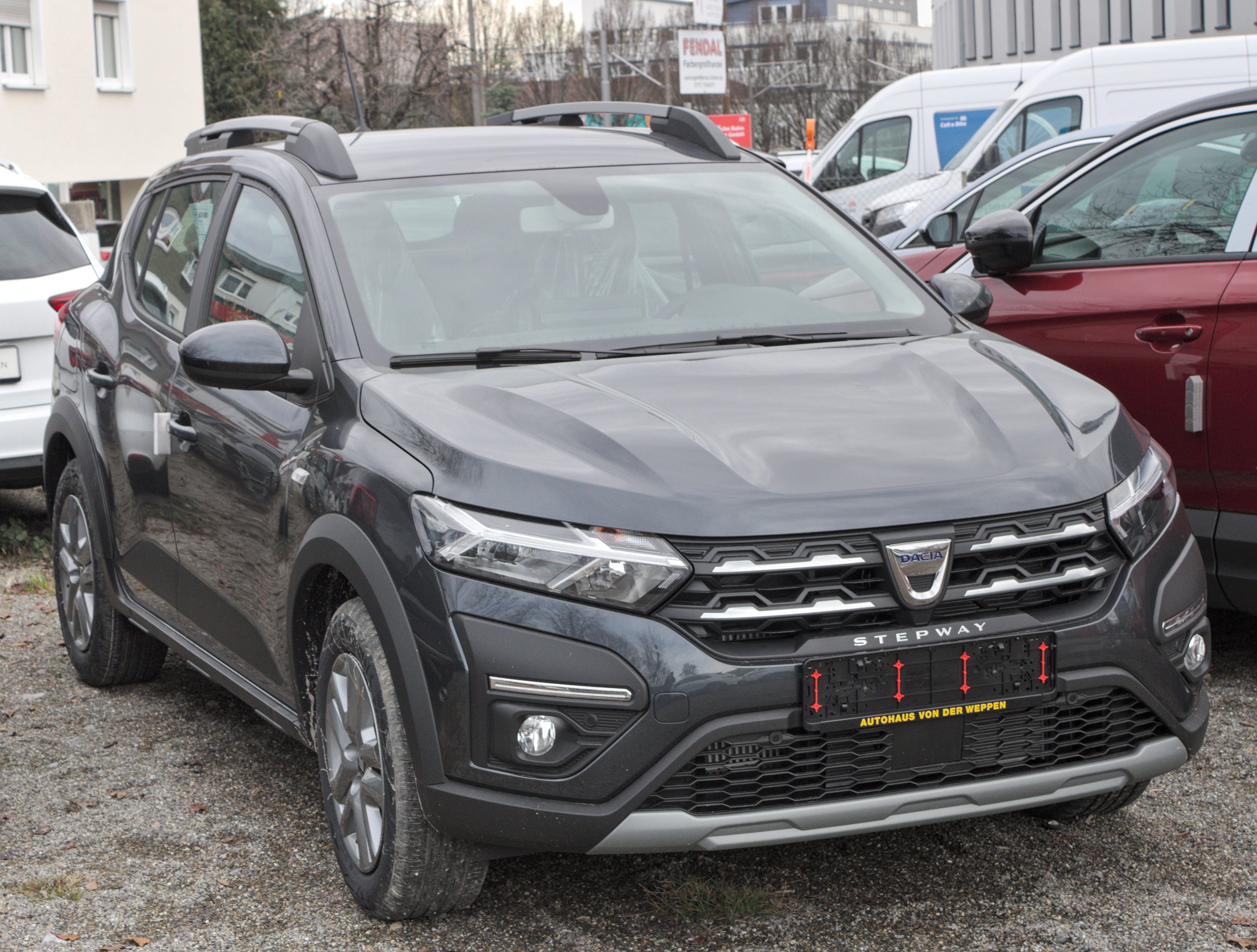
داسيا سانديرو 2020
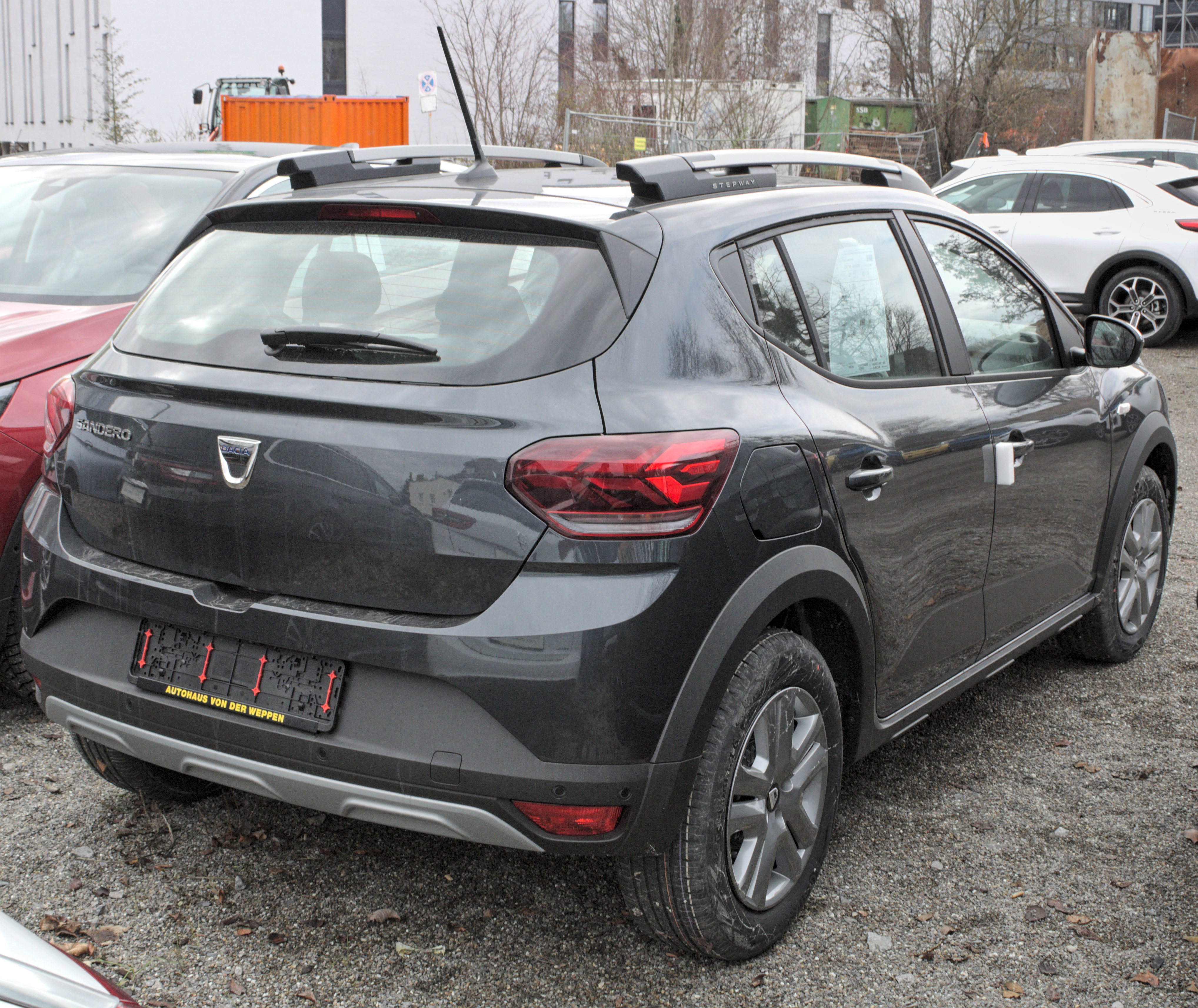
داسيا سانديرو 2020

## روابط خارجية
ويكيميديا كومنز لديها وسائل الإعلام المتعلقة بـداسيا سانديرو
الموقع الرسمي داسيا سانديرو
موقع سانديرو ستيبواي الرسمي